# Marché automobile français en 2008
Marché automobile français par année
- 2004
- 2005
- 2006
- 2007
- 2008
- 2009
- 2010
- 2011
- 2012

Le marché automobile français des voitures particulières en 2008 s'est établi à 2 050 289 unités vendues, soit une baisse de 0,7 % par rapport à 2007.
Le marché français a connu plusieurs bouleversements en 2008 :
- Le premier d'entre eux est l'instauration du bonus-malus écologique au 1er janvier. Cela a permis aux petits modèles de bien se vendre, mais a déstabilisé les gros modèles ;
- Le second bouleversement est la flambée du prix des carburants durant l'été 2008, ce qui a pénalisé les ventes des véhicules les moins sobres ;
- Le troisième bouleversement est la crise financière survenue en septembre 2008 en France et qui fait chuter les ventes en raison du nombre réduit de prêts accordés par les banques.

Le bonus-malus écologique a eu un effet bénéfique sur les ventes de voitures neuves, +4,5 % après six mois d'application. Mais la forte augmentation du prix des carburants et surtout l'arrivée soudaine de la crise financière ont fait que le marché automobile a décru de 6,3 % lors du second trimestre.
Parmi les constructeurs qui ont réussi à augmenter leur vente, on peut citer Fiat avec +37,9 %, grâce au succès de sa 500; Dacia avec +33,3 %, Mini avec +18,5 % ou encore Nissan avec +18,3 %, du fait du succès du Qashqai.
Tandis que les marques spécialisées dans les 4x4 et SUV ont été fortement touchées. Ainsi, Hyundai, Mitsubishi, Jeep, Land Rover ou encore SsangYong ont respectivement chuté de 31,2 %; 53 %; 53,5 %; 57,6 % et 84,8 %.
Les constructeurs nationaux suivent le marché. Ainsi Renault augmente que de 1,3 % ; Citroën de 4,3 %; mais Peugeot baisse de 1,6 %.
Parmi les constructeurs étrangers, les marques allemandes parviennent à se maintenir hormis Mercedes-Benz, Opel et Porsche. Les marques asiatiques marquent le pas avec la baisse des ventes de Toyota notamment.
Enfin, on note le retour du label sportif de Fiat, Abarth, ainsi que l'arrivée d'Infiniti, la marque de luxe de Nissan.

## Ventes par mois
| Mois      | Ventes    | Comp. 2007 |
| --------- | --------- | ---------- |
| Janvier   | 162 153   | -5,5 %     |
| Février   | 175 182   | +11,1 %    |
| Mars      | 188 943   | -0,5 %     |
| Avril     | 198 618   | +15,1 %    |
| Mai       | 184 516   | +7,1 %     |
| Juin      | 219 856   | +1,5 %     |
| Juillet   | 183 014   | -0,2 %     |
| Août      | 103 404   | -7,1 %     |
| Septembre | 160 648   | -1,5 %     |
| Octobre   | 175 014   | -7,3 %     |
| Novembre  | 145 918   | -5 %       |
| Décembre  | 153 692   | -15,8 %    |
| TOTAL     | 2 050 289 | -0,7 %     |

## Classement par groupes
| Groupe                 | Ventes    | Comp. 2007 | Part de marché |
| ---------------------- | --------- | ---------- | -------------- |
| 1. PSA Peugeot Citroën | 633 301   | +1 %       | 30,88 %        |
| 2. Groupe Renault      | 492 848   | +3,5 %     | 24,04 %        |
| 3.Volkswagen AG        | 244 859   | -1,1 %     | 11,95 %        |
| 4. Groupe Ford         | 136 508   | -2,7 %     | 6,66 %         |
| 5. General Motors      | 102 240   | -8,9 %     | 4,98 %         |
| 6. Groupe Toyota       | 94 051    | -11,4 %    | 4,59 %         |
| 7. Groupe Fiat         | 89 046    | +23,9 %    | 4,34 %         |
| 8. Groupe BMW          | 68 149    | +3,9 %     | 3,33 %         |
| 9. Daimler AG          | 60 167    | -13,7 %    | 2,93 %         |
| 10. Nissan             | 38 176    | +18,3 %    | 1,86 %         |
| 11. Groupe Hyundai     | 34 181    | -19,1 %    | 1,67 %         |
| 12. Groupe Chrysler    | 7 318     | -37,8 %    | 0,36 %         |
| 13. Divers             | 49 522    | -20 %      | 2,95 %         |
| MARCHÉ                 | 2 050 289 | -0,7 %     | 100 %          |

Aides :
- PSA Peugeot Citroën :
  - Peugeot.
  - Citroën.
- Groupe Renault :
  - Renault.
  - Dacia.
- Volkswagen AG :
  - Volkswagen.
  - Audi.
  - Seat.
  - Škoda.
  - Bentley.
  - Lamborghini.
  - Bugatti.
- Groupe Ford :
  - Ford.
  - Mazda.
  - Volvo.
- General Motors :
  - Opel.
  - Chevrolet.
  - Saab.
  - Cadillac.
  - Corvette.
  - Hummer.
- Groupe Toyota :
  - Toyota.
  - Lexus.
  - Daihatsu.
- Groupe Fiat :
  - Fiat.
  - Alfa Romeo.
  - Lancia.
  - Abarth.
  - Ferrari.
  - Maserati.
- Groupe BMW :
  - BMW.
  - Mini.
  - Rolls-Royce.
- Daimler AG :
  - Mercedes.
  - Smart.
  - Maybach.
- Groupe Nissan :
  - Nissan.
  - Infiniti.
- Groupe Hyundai :
  - Hyundai.
  - Kia.
- Groupe Chrysler :
  - Chrysler.
  - Jeep.
  - Dodge.

## Classement par marques
| Marques          | Ventes    | Comp. 2007 | Part de marché |
| ---------------- | --------- | ---------- | -------------- |
| 1. Renault       | 449 334   | +1,3 %     | 21,92 %        |
| 2. Peugeot       | 343 904   | -1,6 %     | 16,77 %        |
| 3. Citroën       | 289 397   | +4,3 %     | 13,43 %        |
| 4. Volkswagen    | 144 465   | +1,3 %     | 7,05 %         |
| 5. Ford          | 112 125   | +8,8 %     | 5,47 %         |
| 6. Toyota        | 90 007    | -10,6 %    | 4,39 %         |
| 7. Opel          | 89 774    | -9,9 %     | 4,38 %         |
| 8. Fiat          | 73 249    | +37,9 %    | 3,58 %         |
| 9. Mercedes      | 51 495    | -16,4 %    | 2,51 %         |
| 10. BMW          | 49 145    | -0,8 %     | 2,4 %          |
| 11. Audi         | 48 108    | -0,7 %     | 2,35 %         |
| 12. Dacia        | 43 514    | +33,3 %    | 2,12 %         |
| 13. Nissan       | 38 154    | +18,3 %    | 1,86 %         |
| 14. Seat         | 34 770    | -8,5 %     | 1,7 %          |
| 15. Suzuki       | 25 308    | -17,9 %    | 1,2 %          |
| 16. Mini         | 18 999    | +18,5 %    | 0,93 %         |
| 17. Hyundai      | 18 442    | -31,2 %    | 0,9 %          |
| 18. Škoda        | 17 393    | -5,3 %     | 0,85 %         |
| 19. Kia          | 15 739    | +1,8 %     | 0,77 %         |
| 20. Mazda        | 13 391    | -7,6 %     | 0,65 %         |
| 21. Honda        | 12 358    | -20,9 %    | 0,6 %          |
| 22. Volvo        | 10 992    | -20,1 %    | 0,54 %         |
| 23. Alfa Romeo   | 10 313    | -26,1 %    | 0,5 %          |
| 24. Chevrolet    | 9 027     | +2,6 %     | 0,44 %         |
| 25. Smart        | 8 669     | +7,5 %     | 0,42 %         |
| 26. Lancia       | 4 764     | +11,9 %    | 0,23 %         |
| 27. Saab         | 3 171     | -5,7 %     | 0,15 %         |
| 28. Land Rover   | 3 160     | -57,6 %    | 0,15 %         |
| 29. Dodge        | 2 563     | -10,6 %    | 0,13 %         |
| 29ex. Mitsubishi | 2 563     | -53 %      | 0,13 %         |
| 31. Chrysler     | 2 483     | -38,1 %    | 0,12 %         |
| 32. Jeep         | 2 272     | -53,5 %    | 0,11 %         |
| 33. Lexus        | 2 202     | -16,3 %    | 0,11 %         |
| 34. Daihatsu     | 1 842     | -35,3 %    | 0,09 %         |
| 35. Jaguar       | 1 675     | +6,5 %     | 0,08 %         |
| 36. Porsche      | 1 632     | -43 %      | 0,08 %         |
| 37. Subaru       | 1 233     | -30,8 %    | 0,06 %         |
| 38. SsangYong    | 590       | -84,8 %    | 0,03 %         |
| 39. Maserati     | 261       | -5,4 %     | 0,01 %         |
| 40. Abarth       | 250       | Nouveauté  | 0,01 %         |
| 41. Aston Martin | 233       | +0,4 %     | 0,01 %         |
| 42. Ferrari      | 209       | -13,6 %    | 0,01 %         |
| 43. Lada         | 176       | -71,7 %    | 0,01 %         |
| 44. Lotus        | 169       | -5,6 %     | 0,01 %         |
| 45. Santana      | 144       | -21,3 %    | 0,01 %         |
| 46. Corvette     | 113       | -22,6 %    | 0,01 %         |
| 47. Cadillac     | 91        | -46,2 %    | -              |
| 48. Morgan       | 83        | -29,7 %    | -              |
| 49. Bentley      | 77        | -40,3 %    | -              |
| 49ex. Caterham   | 77        | +83,3 %    | -              |
| 51. Hummer       | 64        | -8,6 %     | -              |
| 52. Lamborghini  | 44        | -21,4 %    | -              |
| 53. Infiniti     | 22        | +1000 %    | -              |
| 54. PGO          | 16        | -74,6 %    | -              |
| 55. Secma        | 12        | Nouveauté  | -              |
| 56. Rolls-Royce  | 5         | +400 %     | -              |
| 57. Batscap      | 4         | -20 %      | -              |
| 58. Maybach      | 3         | -          | -              |
| 59. Bugatti      | 2         | +100 %     | -              |
| 60. MG           | 1         | -83,3 %    | -              |
| Divers           | 11        | -          | -              |
| MARCHÉ           | 2 050 289 | -0,7 %     | 100 %          |

## Classement par modèles
| Modèles                              | Ventes    | Comp. 2007 | Part de marché |
| ------------------------------------ | --------- | ---------- | -------------- |
| 1. Peugeot 207                       | 136 283   | +3,5 %     | 6,65 %         |
| 2. Renault Clio III                  | 129 337   | +12,4 %    | 6,31 %         |
| 3. Peugeot 308                       | 82 059    | +344,7 %   | 4 %            |
| 4. Citroën C4 Picasso                | 79 083    | +8,8 %     | 3,86 %         |
| 5. Renault Scénic                    | 74 478    | -28 %      | 3,63 %         |
| 6. Renault Twingo                    | 65 333    | +25,3 %    | 3,19 %         |
| 7. Citroën C3                        | 59 857    | -2,7 %     | 2,92 %         |
| 8. Renault Mégane                    | 46 584    | -10,3 %    | 2,27 %         |
| 9. Citroën C4                        | 42 633    | -8,6 %     | 2,08 %         |
| 10. Volkswagen Polo                  | 41 491    | +30,3 %    | 2,02 %         |
| 11. Ford Fiesta                      | 38 070    | +24,5 %    | 1,86 %         |
| 12. Opel Corsa                       | 35 373    | +4,3 %     | 1,73 %         |
| 13. Renault Modus                    | 35 034    | +65,8 %    | 1,71 %         |
| 14. Volkswagen Golf                  | 34 386    | +11,6 %    | 1,68 %         |
| 15. Dacia Logan                      | 34 095    | +4,5 %     | 1,66 %         |
| 16. Renault Laguna                   | 33 011    | +10,3 %    | 1,61 %         |
| 17. Peugeot 206                      | 31 648    | -7,1 %     | 1,54 %         |
| 18. Toyota Yaris                     | 30 429    | -2,6 %     | 1,48 %         |
| 19. Peugeot 107                      | 26 758    | +27,7 %    | 1,31 %         |
| 20. Peugeot 407                      | 25 789    | -38,2 %    | 1,26 %         |
| 21. Citroën C5                       | 25 697    | +61,8 %    | 1,25 %         |
| 22. Citroën C1                       | 25 009    | +38,9 %    | 1,22 %         |
| 23. Ford C-Max                       | 23 787    | +1,6 %     | 1,16 %         |
| 24. Renault Clio Campus              | 23 241    | -23,2 %    | 1,13 %         |
| 25. Renault Kangoo                   | 21 501    | +36,5 %    | 1,05 %         |
| 26. Fiat 500                         | 21 250    | +340,6 %   | 1,04 %         |
| 27. Fiat Grande Punto                | 19 820    | +14,8 %    | 0,97 %         |
| 28. Citroën C2                       | 19 233    | +11,3 %    | 0,94 %         |
| 29. Volkswagen Touran                | 19 193    | -25,4 %    | 0,94 %         |
| 30. Mini                             | 18 999    | +18,5 %    | 0,93 %         |
| 31. Seat Ibiza                       | 18 385    | +11,7 %    | 0,90 %         |
| 32. Ford Focus                       | 18 319    | +6,3 %     | 0,89 %         |
| 33. Nissan Qashqai                   | 17 861    | +114,9 %   | 0,87 %         |
| 34. BMW Série 3                      | 17 830    | -8 %       | 0,87 %         |
| 35. Audi A3                          | 17 463    | -0,2 %     | 0,85 %         |
| 36. Audi A4                          | 17 396    | +17,1 %    | 0,85 %         |
| 37. Volkswagen Passat                | 17 387    | -21,3 %    | 0,85 %         |
| 38. BMW Série 1                      | 17 050    | +42,4 %    | 0,83 %         |
| 39. Opel Zafira                      | 16 591    | -21,4 %    | 0,81 %         |
| 40. Citroën Xsara Picasso            | 15 310    | -21,4 %    | 0,75 %         |
| 41. Opel Astra                       | 14 533    | -20,8 %    | 0,71 %         |
| 42. Toyota Aygo                      | 14 509    | +14 %      | 0,71 %         |
| 43. Citroën Berlingo                 | 14 372    | -8,8 %     | 0,70 %         |
| 44. Peugeot Partner                  | 14 329    | +1,1 %     | 0,70 %         |
| 45. Suzuki Swift                     | 13 974    | +3,1 %     | 0,68 %         |
| 46. Mercedes Classe C                | 13 923    | -4,9 %     | 0,68 %         |
| 47. Opel Meriva                      | 13 772    | -24,6 %    | 0,67 %         |
| 48. Fiat Panda                       | 13 701    | +21,6 %    | 0,67 %         |
| 49. Toyota Auris                     | 12 633    | +37,5 %    | 0,62 %         |
| 50. Mercedes Classe B                | 12 129    | -11,3 %    | 0,59 %         |
| 51. Mercedes Classe A                | 11 495    | -6,9 %     | 0,56 %         |
| 52. Toyota Corolla Verso             | 10 318    | -34,3 %    | 0,50 %         |
| 53. Peugeot 307                      | 10 207    | -84,5 %    | 0,50 %         |
| 54. Ford Fusion                      | 10 195    | +3,7 %     | 0,50 %         |
| 55. Nissan Micra                     | 10 114    | +23,9 %    | 0,49 %         |
| 56. Ford Mondeo                      | 9 445     | +14,2 %    | 0,46 %         |
| 57. Dacia Sandero                    | 9 419     | Nouveauté  | 0,46 %         |
| 58. Volkswagen Tiguan                | 8 731     | +806,6 %   | 0,43 %         |
| 59. Smart Fortwo                     | 8 657     | +10 %      | 0,42 %         |
| 60. Renault Espace                   | 7 912     | -44,3 %    | 0,39 %         |
| 61. Seat Leon                        | 7 807     | -17,3 %    | 0,38 %         |
| 62. Škoda Fabia                      | 7 790     | +30,6 %    | 0,38 %         |
| 63. Toyota RAV4                      | 7 501     | -41,5 %    | 0,37 %         |
| 64. Nissan Note                      | 7 315     | -10,5 %    | 0,36 %         |
| 65. Fiat Bravo                       | 7 219     | +27,9 %    | 0,35 %         |
| 66. Peugeot 1007                     | 6 889     | -22,8 %    | 0,34 %         |
| 67. Volkswagen Golf Plus             | 6 842     | -21,7 %    | 0,33 %         |
| 68. Honda Civic                      | 6 297     | -10,5 %    | 0,31 %         |
| 69. Kia Cee'd                        | 6 151     | +61,4 %    | 0,30 %         |
| 70. Toyota Prius                     | 6 042     | +19,2 %    | 0,29 %         |
| 71. Renault Koleos                   | 6 023     | Nouveauté  | 0,29 %         |
| 72. Škoda Octavia                    | 5 892     | -24,5 %    | 0,29 %         |
| 73. Toyota Avensis                   | 5 608     | -14,9 %    | 0,27 %         |
| 74. Mazda 2                          | 5 512     | +141,5 %   | 0,27 %         |
| 75. Ford S-Max                       | 5 038     | -31,6 %    | 0,25 %         |
| 76. BMW Série 5                      | 4 982     | -13,6 %    | 0,24 %         |
| 77. Renault Trafic                   | 4 967     | -23,9 %    | 0,24 %         |
| 78. Seat Altea                       | 4 885     | -34,6 %    | 0,24 %         |
| 79. Hyundai i10                      | 4 543     | Nouveauté  | 0,22 %         |
| 80. Opel Agila                       | 4 486     | +618,9 %   | 0,22 %         |
| 81. Hyundai i30                      | 4 205     | +139,5 %   | 0,21 %         |
| 82. Audi A6                          | 4 011     | -31 %      | 0,20 %         |
| 83. Chevrolet Matiz                  | 4 041     | +80,3 %    | 0,20 %         |
| 84. Hyundai Getz                     | 3 958     | -9,5 %     | 0,19 %         |
| 85. BMW X5                           | 3 853     | -27,3 %    | 0,19 %         |
| 86. Kia Picanto                      | 3 676     | +24,7 %    | 0,18 %         |
| 87. Alfa Romeo 147                   | 3 649     | -29,1 %    | 0,18 %         |
| 88. Alfa Romeo 159                   | 3 492     | -41,1 %    | 0,17 %         |
| 89. Peugeot 807                      | 3 454     | -47,4 %    | 0,17 %         |
| 90. BMW X3                           | 3 333     | -40 %      | 0,16 %         |
| 91. Audi A5                          | 3 275     | +119,5 %   | 0,16 %         |
| 92. Mercedes Classe E                | 3 217     | -39,3 %    | 0,16 %         |
| 93. Suzuki Jimny                     | 3 185     | -41,2 %    | 0,16 %         |
| 94. Mercedes ML                      | 3 026     | -52,2 %    | 0,15 %         |
| 95. Ford Kuga                        | 2 946     | Nouveauté  | 0,14 %         |
| 96. Saab 9-3                         | 2 909     | -2,6 %     | 0,14 %         |
| 97. Kia Rio                          | 2 895     | +108,6 %   | 0,14 %         |
| 98. Fiat Punto                       | 2 890     | +4,3 %     | 0,14 %         |
| 99. Volkswagen Eos                   | 2 885     | -34,8 %    | 0,14 %         |
| 100. Suzuki Grand Vitara             | 2 836     | -58,7 %    | 0,14 %         |
| 101. Suzuki Splash                   | 2 790     | Nouveauté  | 0,14 %         |
| 102. Volkswagen Fox                  | 2 767     | -54,2 %    | 0,13 %         |
| 103. Peugeot 4007                    | 2 694     | +47,1 %    | 0,13 %         |
| 104. Mazda 3                         | 2 622     | -33,8 %    | 0,13 %         |
| 105. Volvo C30                       | 2 587     | -14,7 %    | 0,13 %         |
| 106. Honda CR-V                      | 2 568     | -44,6 %    | 0,13 %         |
| 107. Mazda 6                         | 2 546     | -12,2 %    | 0,12 %         |
| 108. Škoda Roomster                  | 2 532     | -35,9 %    | 0,12 %         |
| 109. Volvo V50                       | 2 436     | -9,4 %     | 0,12 %         |
| 110. Volkswagen Passat CC            | 2 343     | Nouveauté  | 0,11 %         |
| 111. Toyota Land Cruiser             | 2 338     | -51,9 %    | 0,11 %         |
| 112. Citroën C-Crosser               | 2 260     | +66,7 %    | 0,11 %         |
| 113. Citroën C8                      | 2 212     | -47 %      | 0,11 %         |
| 114. Hyundai Tucson                  | 2 109     | -75,9 %    | 0,10 %         |
| 115. Volkswagen Caddy                | 2 083     | +11,6 %    | 0,10 %         |
| 116. Mazda 5                         | 2 077     | -46,8 %    | 0,10 %         |
| 117. Audi TT                         | 2 032     | -34,5 %    | 0,10 %         |
| 117ex. Honda Jazz                    | 2 032     | +5 %       | 0,10 %         |
| 119. Suzuki SX4                      | 2 013     | -39,7 %    | 0,10 %         |
| 120. Peugeot 607                     | 1 990     | -42,9 %    | 0,10 %         |
| 121. Nissan X-Trail                  | 1 936     | -54,2 %    | 0,09 %         |
| 122. Audi Q7                         | 1 930     | -47,4 %    | 0,09 %         |
| 123. Opel Vectra                     | 1 831     | -18,6 %    | 0,09 %         |
| 124. Fiat Doblo                      | 1 768     | -29,9 %    | 0,09 %         |
| 125. Chevrolet Captiva               | 1 740     | -39,3 %    | 0,08 %         |
| 126. Hyundai Santa Fe                | 1 712     | -76,1 %    | 0,08 %         |
| 127. Lancia Musa                     | 1 701     | +28,8 %    | 0,08 %         |
| 128. Ford Ka                         | 1 685     | -22,6 %    | 0,08 %         |
| 129. Volvo V70                       | 1 661     | -21,9 %    | 0,08 %         |
| 130. Lancia Ypsilon                  | 1 631     | -34,9 %    | 0,08 %         |
| 131. Alfa Romeo MiTo                 | 1 587     | Nouveauté  | 0,08 %         |
| 132. Seat Cordoba                    | 1 515     | -46,4 %    | 0,07 %         |
| 133. Seat Toledo III                 | 1 490     | +161,9 %   | 0,07 %         |
| 133ex. Volkswagen Transport          | 1 490     | -35,6 %    | 0,07 %         |
| 135. Peugeot Expert                  | 1 421     | +1,3 %     | 0,07 %         |
| 136. Land Rover Freelander 2         | 1 418     | -57,1 %    | 0,07 %         |
| 137. Mercedes CLC                    | 1 407     | Nouveauté  | 0,07 %         |
| 138. Citroën Jumpy                   | 1 406     | +5,1 %     | 0,07 %         |
| 139. Renault Vel Satis               | 1 340     | -44 %      | 0,07 %         |
| 140. Dodge Caliber                   | 1 294     | -32 %      | 0,06 %         |
| 141. Citroën C6                      | 1 289     | -51,4 %    | 0,06 %         |
| 142. Fiat Scudo                      | 1 261     | +39 %      | 0,06 %         |
| 143. Volvo XC90                      | 1 257     | -42,5 %    | 0,06 %         |
| 144. Lexus RX                        | 1 233     | -6,7 %     | 0,06 %         |
| 145. Ford Galaxy                     | 1 215     | -42,2 %    | 0,06 %         |
| 146. Volkswagen New Beetle           | 1 204     | -32,3 %    | 0,06 %         |
| 147. Kia Carens                      | 1 194     | -41,7 %    | 0,06 %         |
| 148. Škoda Superb                    | 1 179     | +82,5 %    | 0,06 %         |
| 149. Chevrolet Aveo                  | 1 155     | Nouveauté  | 0,06 %         |
| 150. Lancia Delta                    | 1 139     | Nouveauté  | 0,06 %         |
| 151. Fiat Croma                      | 1 136     | +87,5 %    | 0,06 %         |
| 152. Alfa Romeo GT                   | 1 126     | -40,5 %    | 0,05 %         |
| 153. Hyundai Matrix                  | 1 104     | -33,4 %    | 0,05 %         |
| 154. Mercedes CLS                    | 1 095     | -39,1 %    | 0,05 %         |
| 155. Volkswagen Jetta                | 1 079     | -35,8 %    | 0,05 %         |
| 156. Jaguar XF                       | 1 055     | +3957,7 %  | 0,05 %         |
| 157. Kia Sportage                    | 1 048     | -41,4 %    | 0,05 %         |
| 158. Volkswagen Touareg              | 1 013     | -68,5 %    | 0,05 %         |
| 159. Fiat Fiorino Qubo               | 997       | Nouveauté  | 0,05 %         |
| 160. BMW X6                          | 979       | Nouveauté  | 0,05 %         |
| 161. Audi Allroad                    | 967       | -28,2 %    | 0,05 %         |
| 162. Mitsubishi Colt                 | 915       | -24,6 %    | 0,04 %         |
| 163. Volkswagen Scirocco             | 903       | Nouveauté  | 0,04 %         |
| 164. Mitsubishi Outlander            | 887       | -53,9 %    | 0,04 %         |
| 165. Mercedes Classe S               | 871       | -27,6 %    | 0,04 %         |
| 166. Mercedes CLK                    | 858       | -51,6 %    | 0,04 %         |
| 167. Mercedes Viano                  | 840       | -13,9 %    | 0,04 %         |
| 168. Ford Tourneo Connect            | 832       | -36,2 %    | 0,04 %         |
| 169. Volvo S40                       | 830       | -17,4 %    | 0,04 %         |
| 170. Chrysler Voyager                | 819       | -34,4 %    | 0,04 %         |
| 171. Volvo S60                       | 816       | -21,5 %    | 0,04 %         |
| 172. Opel Vivaro                     | 774       | -15 %      | 0,04 %         |
| 173. Honda Accord                    | 768       | +52 %      | 0,04 %         |
| 174. Land Rover Range Rover Sport    | 764       | -57,6 %    | 0,04 %         |
| 175. Chrysler 300C                   | 745       | -44,5 %    | 0,04 %         |
| 176. Opel Antara                     | 721       | -67,4 %    | 0,04 %         |
| 177. Fiat Sedici                     | 716       | -73,4 %    | 0,03 %         |
| 178. Porsche 911                     | 708       | -41,2 %    | 0,03 %         |
| 179. Fiat Idea                       | 700       | -12 %      | 0,03 %         |
| 179ex. Lexus IS                      | 700       | -27,5 %    | 0,03 %         |
| 181. Seat Alhambra                   | 688       | -44,5 %    | 0,03 %         |
| 182. Fiat Multipla                   | 687       | -41,1 %    | 0,03 %         |
| 183. Mercedes SLK                    | 677       | -39,3 %    | 0,03 %         |
| 184. Honda FR-V                      | 674       | -54,3 %    | 0,03 %         |
| 185. Daihatsu Trevis                 | 665       | -4,6 %     | 0,03 %         |
| 186. Opel Tigra Twin-Top             | 657       | -24,2 %    | 0,03 %         |
| 187. Opel Combo                      | 641       | +6,3 %     | 0,03 %         |
| 188. Jeep Wrangler                   | 625       | -48,3 %    | 0,03 %         |
| 189. Chrysler Sebring                | 619       | +85,3 %    | 0,03 %         |
| 190. Chevrolet Nubira                | 613       | +15,2 %    | 0,03 %         |
| 191. Volkswagen Sharan               | 609       | -36,9 %    | 0,03 %         |
| 192. Dodge Journey                   | 592       | Nouveauté  | 0,03 %         |
| 193. Ford Transit                    | 585       | -24,1 %    | 0,03 %         |
| 194. Renault Master                  | 573       | -24,3 %    | 0,03 %         |
| 195. Jeep Compass                    | 567       | -61,8 %    | 0,03 %         |
| 196. Mercedes Classe R               | 553       | -41,4 %    | 0,03 %         |
| 197. Chevrolet Kalos                 | 552       | -82,8 %    | 0,03 %         |
| 198. Toyota Land Cruiser SW          | 546       | +462,9 %   | 0,03 %         |
| 199. Volvo C70                       | 541       | -27,8 %    | 0,03 %         |
| 200. Porsche Cayenne                 | 539       | -43,4 %    | 0,03 %         |
| 201. Audi Q5                         | 515       | Nouveauté  | 0,03 %         |
| 202. Mazda MX-5                      | 506       | -46 %      | 0,02 %         |
| 203. Land Rover Defender             | 496       | -55,1 %    | 0,02 %         |
| 204. Dodge Nitro                     | 477       | -44,9 %    | 0,02 %         |
| 204ex. Nissan Pathfinder             | 477       | -79 %      | 0,02 %         |
| 206. Volvo S80                       | 469       | -49,3 %    | 0,02 %         |
| 207. BMW Série 7                     | 465       | -4,9 %     | 0,02 %         |
| 208. BMW Série 6                     | 464       | -4,6 %     | 0,02 %         |
| 209. Chevrolet Lacetti               | 462       | -18,8 %    | 0,02 %         |
| 210. Suzuki Ignis                    | 450       | -60 %      | 0,02 %         |
| 211. Daihatsu Sirion                 | 449       | -0,4 %     | 0,02 %         |
| 212. Fiat Ducato                     | 427       | -4,9 %     | 0,02 %         |
| 213. Mitsubishi Pajero               | 408       | -79,1 %    | 0,02 %         |
| 214. Fiat Ulysse                     | 401       | -22,9 %    | 0,02 %         |
| 215. Volvo XC60                      | 395       | Nouveauté  | 0,02 %         |
| 216. Citroën Jumper                  | 390       | -27,4 %    | 0,02 %         |
| 217. Chevrolet Epica                 | 383       | -45,6 %    | 0,02 %         |
| 218. Audi A8                         | 381       | -22,2 %    | 0,02 %         |
| 219. Mercedes GLK                    | 379       | Nouveauté  | 0,02 %         |
| 220. Mercedes Vito                   | 374       | -25,5 %    | 0,02 %         |
| 221. Jaguar X-Type                   | 373       | -13,1 %    | 0,02 %         |
| 222. Jeep Grand Cherokee             | 356       | -70,4 %    | 0,02 %         |
| 223. Citroën Nemo Combi              | 355       | Nouveauté  | 0,02 %         |
| 224. Subaru Impreza                  | 343       | -68,4 %    | 0,02 %         |
| 225. Kia Carnival                    | 331       | -66,9 %    | 0,02 %         |
| 226. Jeep Cherokee                   | 327       | -34,7 %    | 0,02 %         |
| 227. Subaru Justy                    | 323       | +487,3 %   | 0,02 %         |
| 228. Alfa Romeo Brera                | 314       | -49,7 %    | 0,02 %         |
| 229. Jeep Patriot                    | 308       | +152,5 %   | 0,02 %         |
| 230. Kia Sorento                     | 304       | -84 %      | 0,01 %         |
| 231. Daihatsu Cuore                  | 298       | +108,4 %   | 0,01 %         |
| 232. Chrysler PT Cruiser             | 296       | -71,1 %    | 0,01 %         |
| 233. Citroën C3 Picasso              | 279       | Nouveauté  | 0,01 %         |
| 234. Mitsubishi Lancer               | 277       | +233,7 %   | 0,01 %         |
| 235. Lancia Phedra                   | 268       | -23,2 %    | 0,01 %         |
| 236. Land Rover Discovery            | 266       | -66,4 %    | 0,01 %         |
| 237. Subaru Outback                  | 263       | +62,4 %    | 0,01 %         |
| 238. Saab 9-5                        | 262       | -30,5 %    | 0,01 %         |
| 239. Subaru Forester                 | 253       | -10,9 %    | 0,01 %         |
| 240. Fiat Seicento                   | 248       | -64,9 %    | 0,01 %         |
| 241. Mercedes GL                     | 247       | -60,2 %    | 0,01 %         |
| 242. Hyundai Coupé                   | 237       | -69,1 %    | 0,01 %         |
| 243. Hyundai Sonata                  | 235       | -64,9 %    | 0,01 %         |
| 244. Land Rover Range Rover          | 216       | -53 %      | 0,01 %         |
| 245. Opel GT                         | 212       | -17,2 %    | 0,01 %         |
| 246. Peugeot Boxer                   | 208       | -47,7 %    | 0,01 %         |
| 247. Daihatsu Materia                | 206       | -65 %      | 0,01 %         |
| 248. Hyundai Satellite               | 205       | -57 %      | 0,01 %         |
| 249. Nissan Murano                   | 202       | -22,6 %    | 0,01 %         |
| 249ex. Porsche Cayman                | 202       | -51,3 %    | 0,01 %         |
| 251. Abarth 500                      | 201       | Nouveauté  | 0,01 %         |
| 252. Dodge Avenger                   | 196       | +148,1 %   | 0,01 %         |
| 253. BMW Z4                          | 189       | -68 %      | 0,01 %         |
| 254. Porsche Boxster                 | 182       | -36,8 %    | 0,01 %         |
| 255. Lexus GS                        | 175       | -22,9 %    | 0,01 %         |
| 256. Mercedes SL                     | 170       | +51,8 %    | 0,01 %         |
| 257. Ssangyong Rodius                | 168       | -79,6 %    | 0,01 %         |
| 258. Ssangyong Actyon                | 160       | -77 %      | 0,01 %         |
| 259. Maserati GranTurismo            | 158       | +81,6 %    | 0,01 %         |
| 260. Daihatsu Terios                 | 153       | -82,1 %    | 0,01 %         |
| 261. Peugeot 3008                    | 152       | Nouveauté  | 0,01 %         |
| 262. Lada Niva                       | 150       | -71,8 %    | 0,01 %         |
| 263. Aston Martin V8 Vantage         | 144       | -3,4 %     | 0,01 %         |
| 263ex. Santana 300/350               | 144       | -21,3 %    | 0,01 %         |
| 265. Audi R8                         | 138       | -12,7 %    | 0,01 %         |
| 266. Ferrari F430                    | 137       | -23,9 %    | 0,01 %         |
| 267. Nissan 350Z                     | 131       | -57,6 %    | 0,01 %         |
| 268. Jaguar XK                       | 130       | -58,7 %    | 0,01 %         |
| 268ex. Ssangyong Kyron               | 130       | -85 %      | 0,01 %         |
| 268ex. Ssangyong Rexton              | 130       | -91 %      | 0,01 %         |
| 271. Mercedes CL                     | 127       | -47,5 %    | 0,01 %         |
| 272. Alfa Romeo Spider               | 119       | -50 %      | 0,01 %         |
| 273. Opel Signum                     | 118       | -60,3 %    | 0,01 %         |
| 274. Corvette C6                     | 113       | -22,6 %    | 0,01 %         |
| 274ex. Lotus Elise                   | 113       | +28,4 %    | 0,01 %         |
| 276. Kia Magentis                    | 110       | -45,8 %    | 0,01 %         |
| 277. Maserati Quattroporte           | 102       | -31,5 %    | 0,01 %         |
| 278. Hyundai Atos Prime              | 92        | -45,8 %    | -              |
| 279. Jeep Commander                  | 89        | -75,7 %    | -              |
| 280. Jaguar XJ                       | 84        | -33,3 %    | -              |
| 281. Chevrolet Rezzo                 | 81        | -46,4 %    | -              |
| 282. Lexus LS                        | 80        | -14 %      | -              |
| 283. Morgan 4/4                      | 77        | -28,7 %    | -              |
| 284. Mitsubishi Grandis              | 76        | -73,5 %    | -              |
| 285. Aston Martin DB9                | 71        | -4,1 %     | -              |
| 286. Daihatsu Copen                  | 67        | -29,7 %    | -              |
| 287. Mazda CX-7                      | 65        | -69,8 %    | -              |
| 288. Opel Insignia                   | 64        | Nouveauté  | -              |
| 289. Caterham                        | 63        | +800 %     | -              |
| 289ex. Mazda RX-8                    | 63        | -75,5 %    | -              |
| 289ex. Nissan Primastar              | 63        | -40 %      | -              |
| 292. Suzuki Wagon R+                 | 58        | -88,9 %    | -              |
| 292ex. Toyota Hi-Ace                 | 58        | -9,4 %     | -              |
| 294. Mercedes Sprinter               | 54        | +350 %     | -              |
| 295. Lotus Exige                     | 52        | -38,1 %    | -              |
| 296. Mercedes Classe G               | 51        | +18,6 %    | -              |
| 297. Subaru Legacy                   | 50        | +56,3 %    | -              |
| 298. Abarth Grande Punto             | 49        | Nouveauté  | -              |
| 299. Ferrari 599 GTB Fiorano         | 47        | -4,4 %     | -              |
| 299ex. Nissan Patrol                 | 47        | -66,4 %    | -              |
| 301. Hummer H3                       | 42        | -35,4 %    | -              |
| 302. Bentley Continental GT          | 36        | -14,3 %    | -              |
| 302ex. Lamborghini Gallardo          | 36        | -20 %      | -              |
| 304. Jaguar S-Type                   | 33        | -95,1 %    | -              |
| 304ex. Volkswagen Phaeton            | 33        | -50,8 %    | -              |
| 306. Cadillac CTS                    | 29        | +190 %     | -              |
| 307. Fiat Stilo                      | 28        | -97,1 %    | -              |
| 307ex. Cadillac BLS                  | 28        | -50 %      | -              |
| 309. Volkswagen Crafter              | 26        | -50 %      | -              |
| 310. Alfa Romeo 8C Competizione      | 25        | Nouveauté  | -              |
| 310ex. Bentley Continental GTC       | 25        | -57,6 %    | -              |
| 310ex. Ferrari 612 Scaglietti        | 25        | +56,3 %    | -              |
| 310ex. Lancia Thesis                 | 25        | -69,9 %    | -              |
| 314. Cadillac Escalade               | 24        | -70 %      | -              |
| 314ex. Hyundai iX55                  | 24        | Nouveauté  | -              |
| 316. Hummer H2                       | 22        | +340 %     | -              |
| 316ex. Lada Kalina                   | 22        | -58,5 %    | -              |
| 318. Toyota Corolla                  | 21        | -99,1 %    | -              |
| 319. Kia Soul                        | 20        | Nouveauté  | -              |
| 320. Peugeot Bipper Tepee            | 17        | Nouveauté  | -              |
| 321. PGO Speedster II                | 16        | -74,6 %    | -              |
| 322. Aston Martin DBS                | 14        | Nouveauté  | -              |
| 322ex. Caterham CRS 200              | 14        | -60 %      | -              |
| 322ex. Lexus SC                      | 14        | -41,7 %    | -              |
| 325. Honda S2000                     | 13        | -40,9 %    | -              |
| 325ex. Infiniti FX                   | 13        | +550 %     | -              |
| 327. Divers Citroën                  | 12        | +71,4 %    | -              |
| 327ex. Secma F16                     | 12        | Nouveauté  | -              |
| 329. Smart Roadster                  | 11        | -87,8 %    | -              |
| 330. Hyundai Azera                   | 10        | -97 %      | -              |
| 331. Bentley Continental Flying Spur | 9         | -50 %      | -              |
| 332. Ford Mustang                    | 8         | -97 %      | -              |
| 332ex. Honda Legend                  | 8         | -69,2 %    | -              |
| 332ex. Lamborghini Murciélago        | 8         | -27,3 %    | -              |
| 335. Cadillac SRX                    | 6         | -50 %      | -              |
| 335ex. Kia Opirus                    | 6         | -86,4 %    | -              |
| 335ex. Morgan Aero 8                 | 6         | -40 %      | -              |
| 335ex. Nissan Interstar              | 6         | +200 %     | -              |
| 335ex. Divers Peugeot                | 6         | -76,9 %    | -              |
| 340. Infiniti EX                     | 5         | Nouveauté  | -              |
| 340ex. Rolls-Royce                   | 5         | +400 %     | -              |
| 342. Chrysler Crossfire              | 4         | -93,7 %    | -              |
| 342ex. Daihatsu YRV                  | 4         | -79 %      | -              |
| 342ex. Hyundai Accent                | 4         | +33,3 %    | -              |
| 342ex. Infiniti G                    | 4         | Nouveauté  | -              |
| 342ex. Kia Cerato                    | 4         | -98,8 %    | -              |
| 342ex. Lada 110                      | 4         | -89,2 %    | -              |
| 342ex. Lotus Europa                  | 4         | -42,9 %    | -              |
| 349. Aston Martin Vanquish           | 3         | -66,7 %    | -              |
| 349ex. Bentley Arnage                | 3         | -40 %      | -              |
| 349ex. Cadillac STS                  | 3         | -66,7 %    | -              |
| 349ex. Hyundai i20                   | 3         | Nouveauté  | -              |
| 349ex. Maybach                       | 3         | -          | -              |
| 349ex. Toyota iQ                     | 3         | Nouveauté  | -              |
| 355. Bentley Azure                   | 2         | -60 %      | -              |
| 355ex. Bentley Brookland             | 2         | Nouveauté  | -              |
| 355ex. Bugatti Veyron 16.4           | 2         | +100 %     | -              |
| 355ex. Citroën Xsara                 | 2         | -66,7 %    | -              |
| 355ex. Dodge Durango                 | 2         | =          | -              |
| 355ex. Mercedes SLR                  | 2         | -60 %      | -              |
| 355ex. Ssangyong Korando             | 2         | -95 %      | -              |
| 355ex. Suzuki Alto                   | 2         | -50 %      | -              |
| 363. Alfa Romeo 156                  | 1         | -99 %      | -              |
| 363ex. Aston Martin DB7              | 1         | -          | -              |
| 363ex. Cadillac XLR                  | 1         | -50 %      | -              |
| 363ex. Dodge Viper                   | 1         | -88,2 %    | -              |
| 363ex. Hyundai Trajet                | 1         | -99,5 %    | -              |
| 363ex. Maserati GranSport            | 1         | -97,4 %    | -              |
| 363ex. MG TF                         | 1         | -66,7 %    | -              |
| 363ex. Divers Nissan                 | 1         | =          | -              |
| 363ex. Nissan Terrano                | 1         | -99,7 %    | -              |
| 363ex. Opel Movano                   | 1         | -85,7 %    | -              |
| 363ex. Porsche Carrera GT            | 1         | -50 %      | -              |
| 363ex. Smart Forfour                 | 1         | -99 %      | -              |
| 363ex. Subaru Tribeca                | 1         | -99,4 %    | -              |
| 363ex. Toyota Yaris Verso            | 1         | -66,7 %    | -              |
| Divers                               | 15        | -          | -              |
| MARCHÉ                               | 2 050 289 | -0,7 %     | 100 %          |

## Les nouveautés 2008

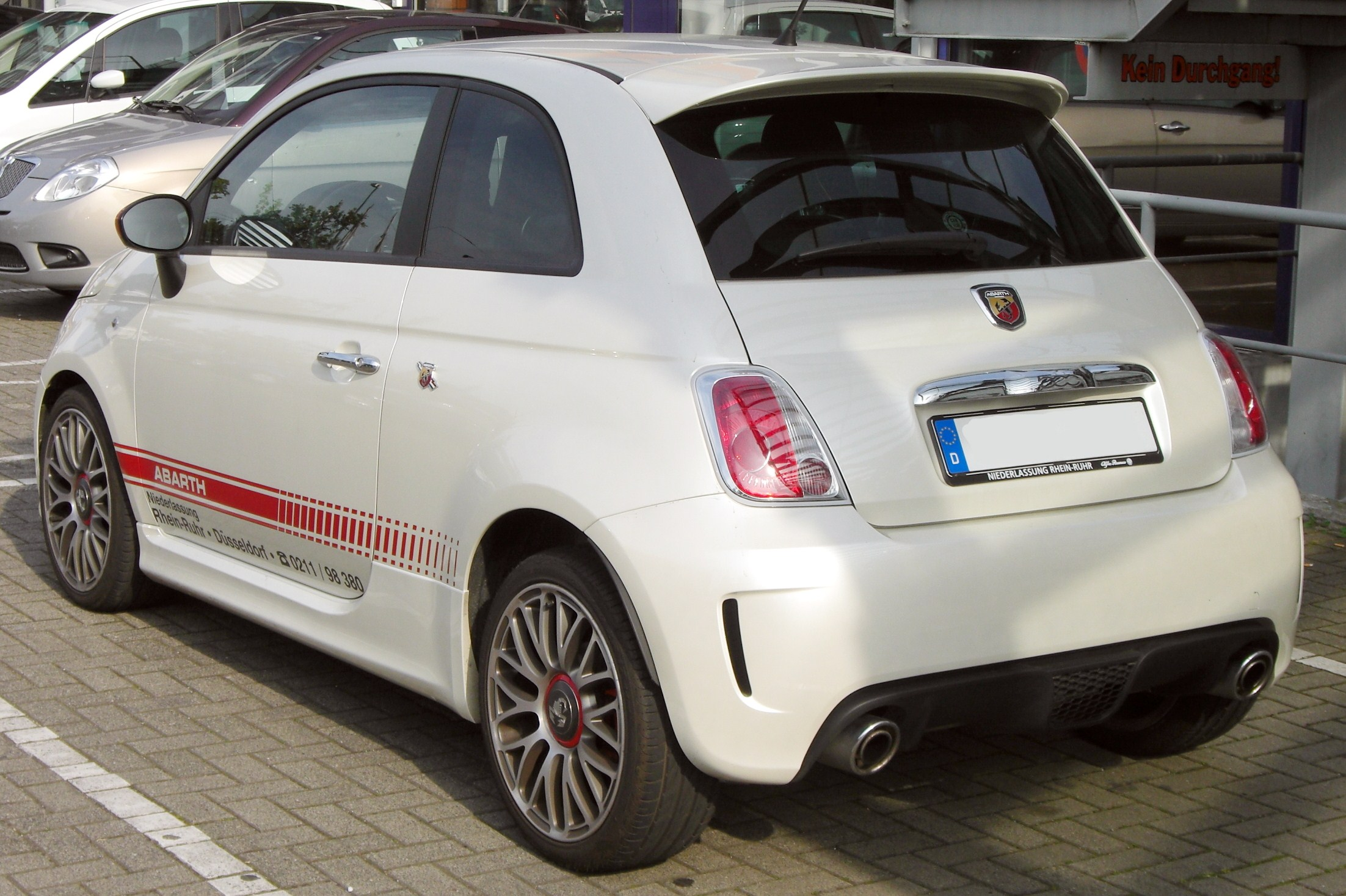
Abarth 500
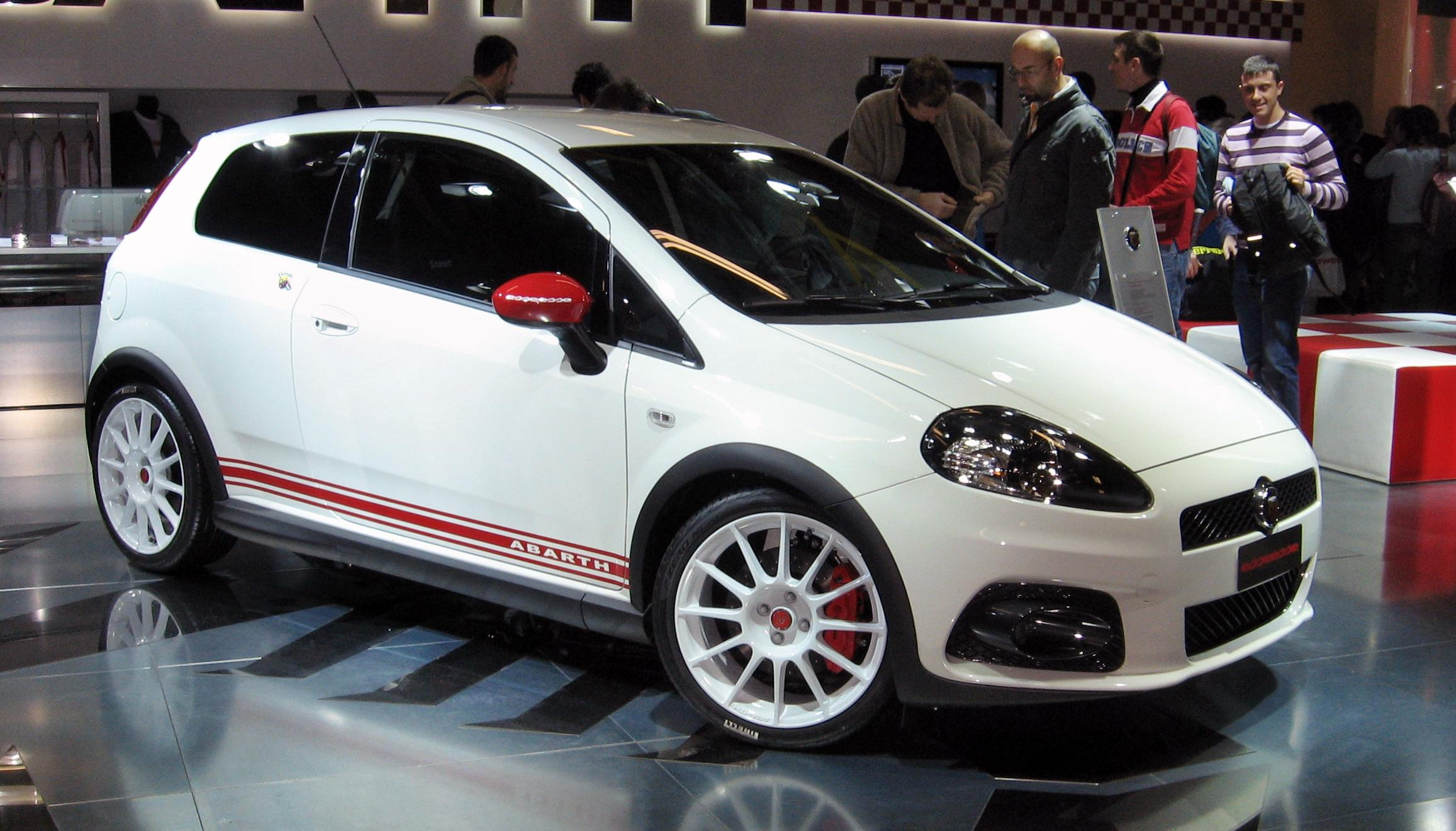
Abarth Grande Punto
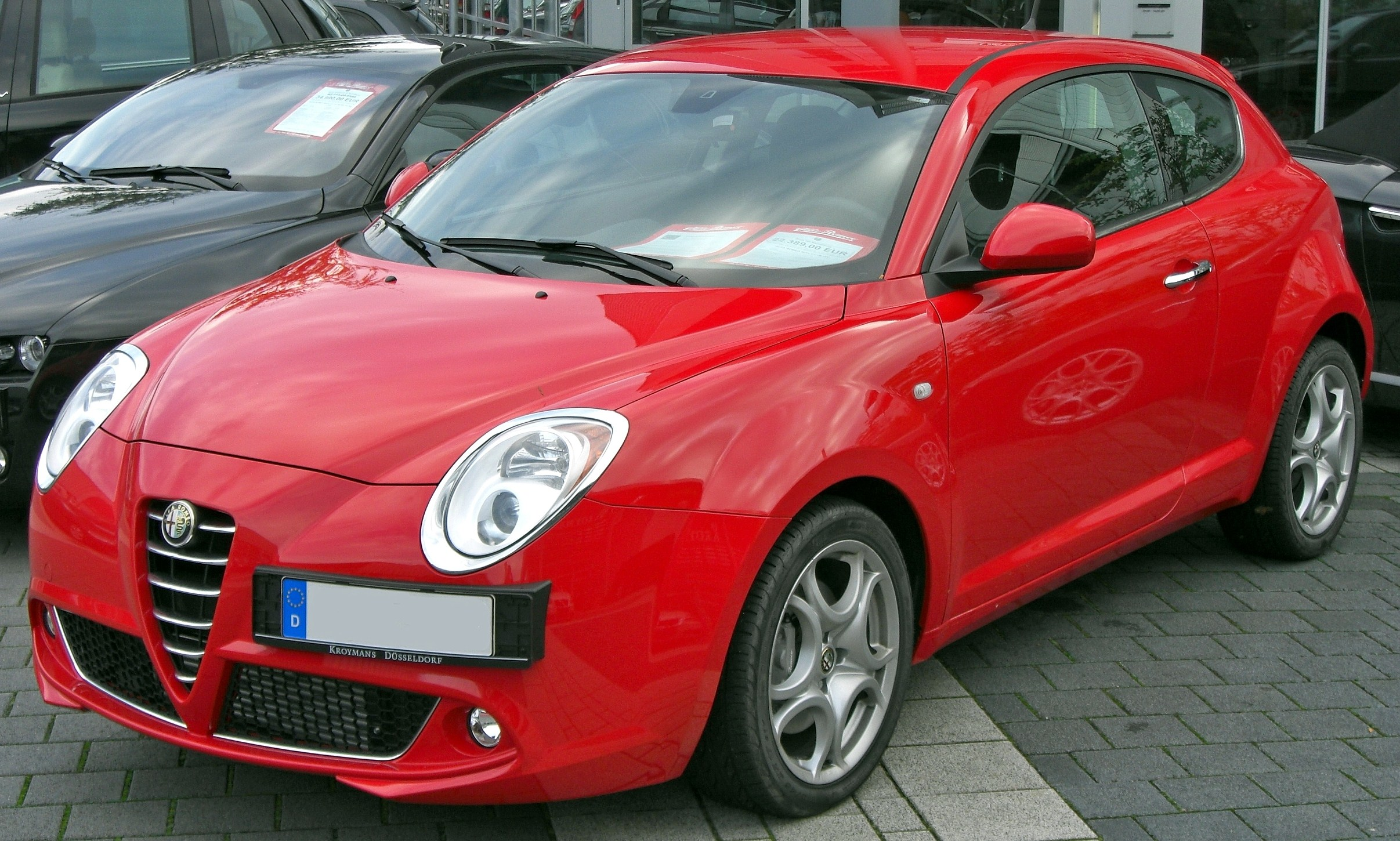
Alfa Romeo MiTo
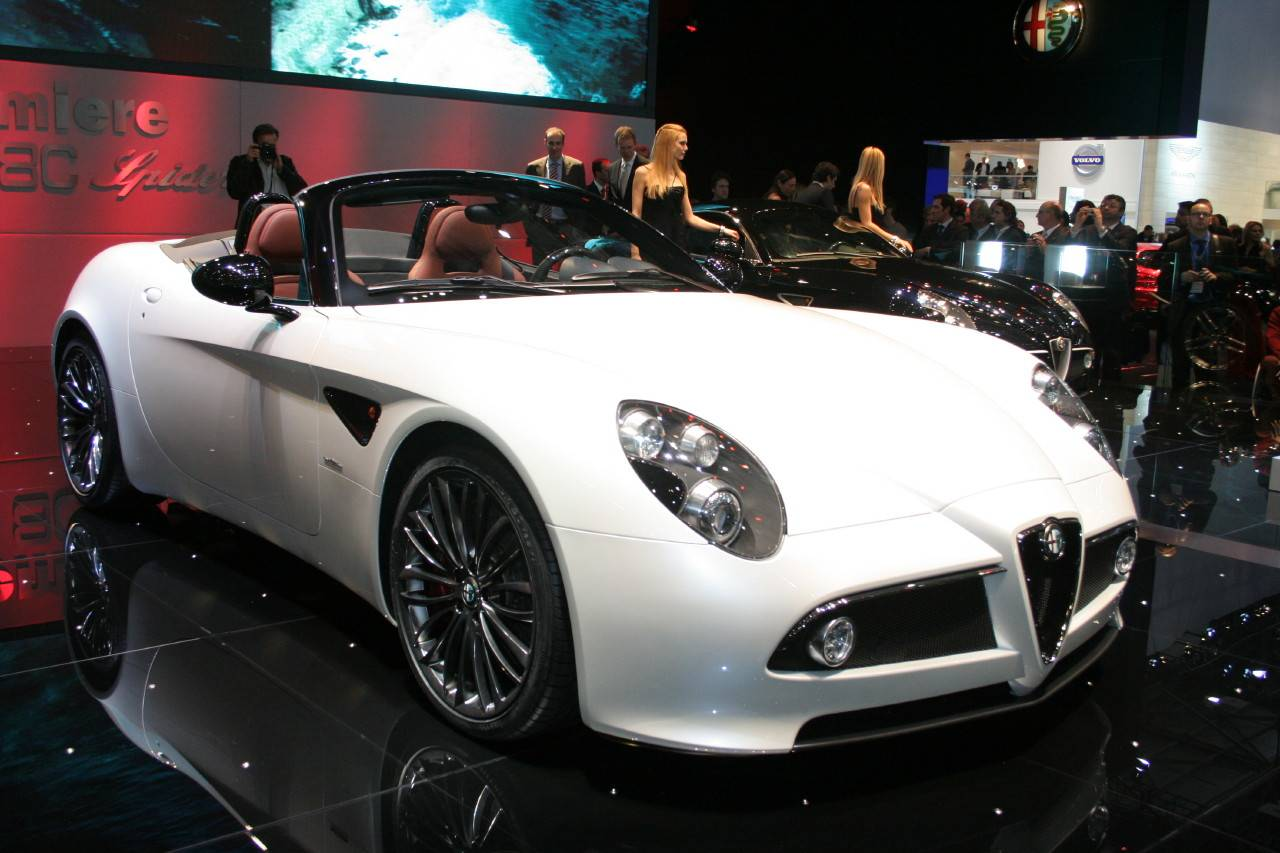
Alfa Romeo 8C Competizione Spider
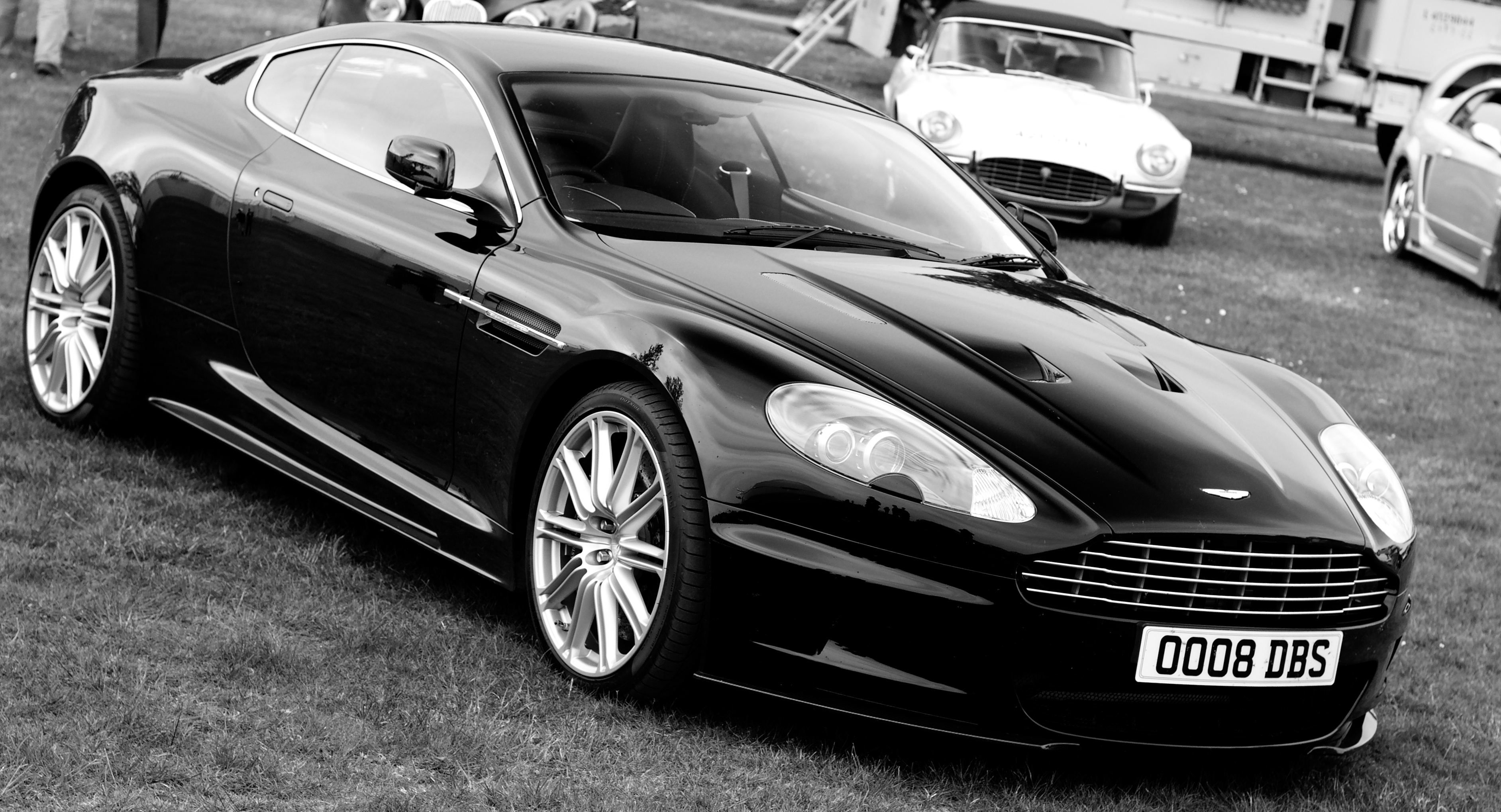
Aston Martin DBS
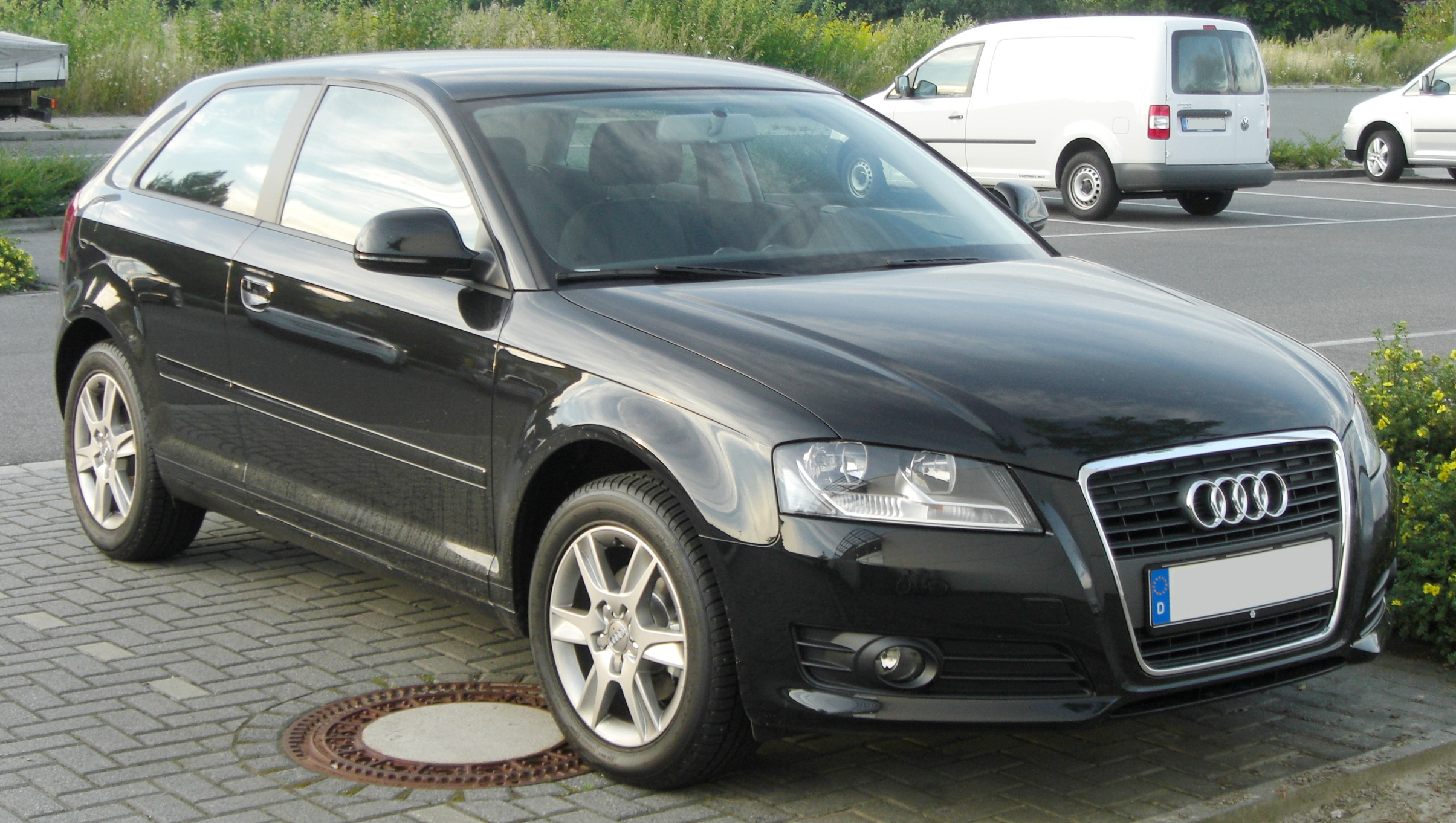
Audi A3 3p restylée
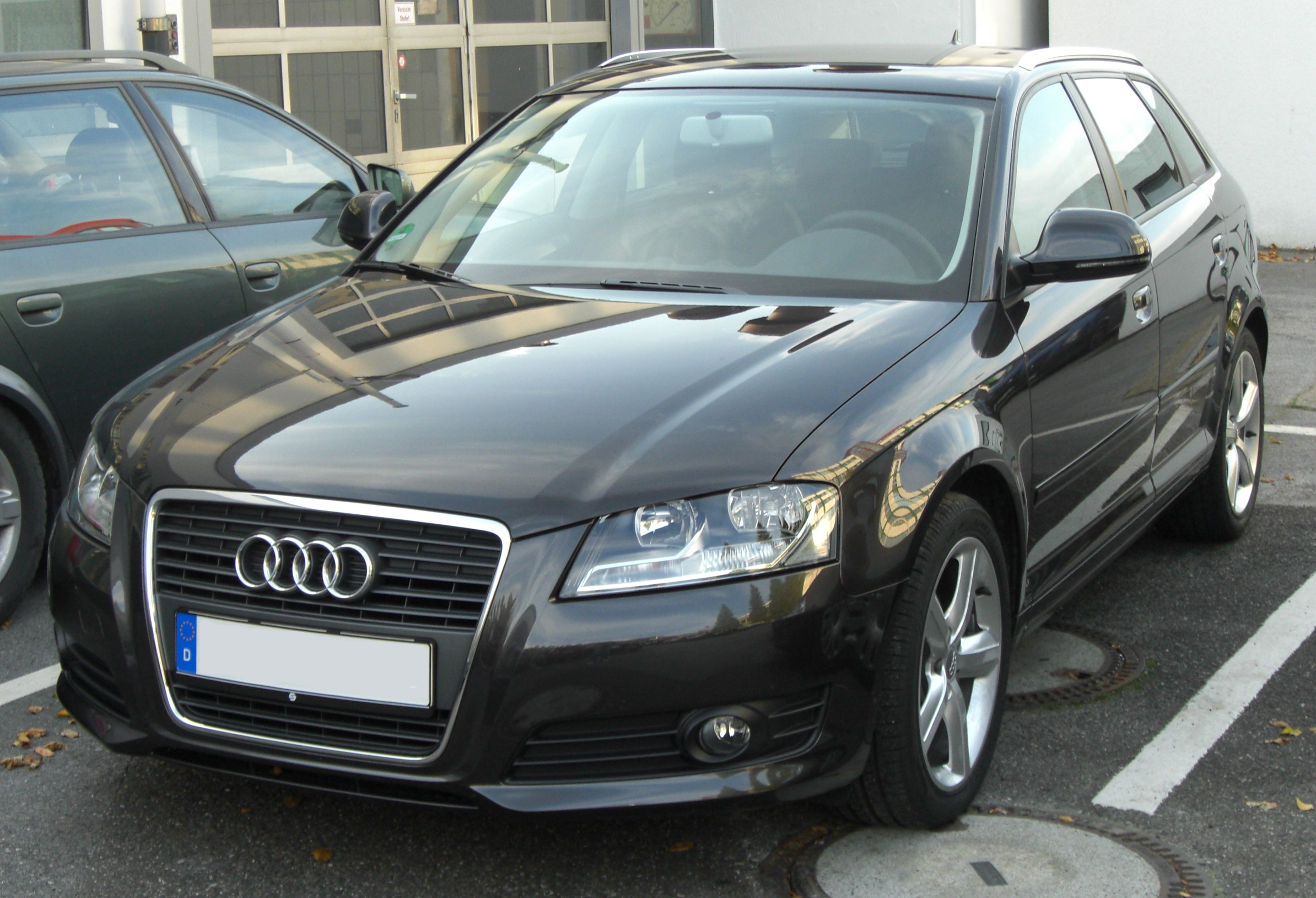
Audi A3 Sportback restylée
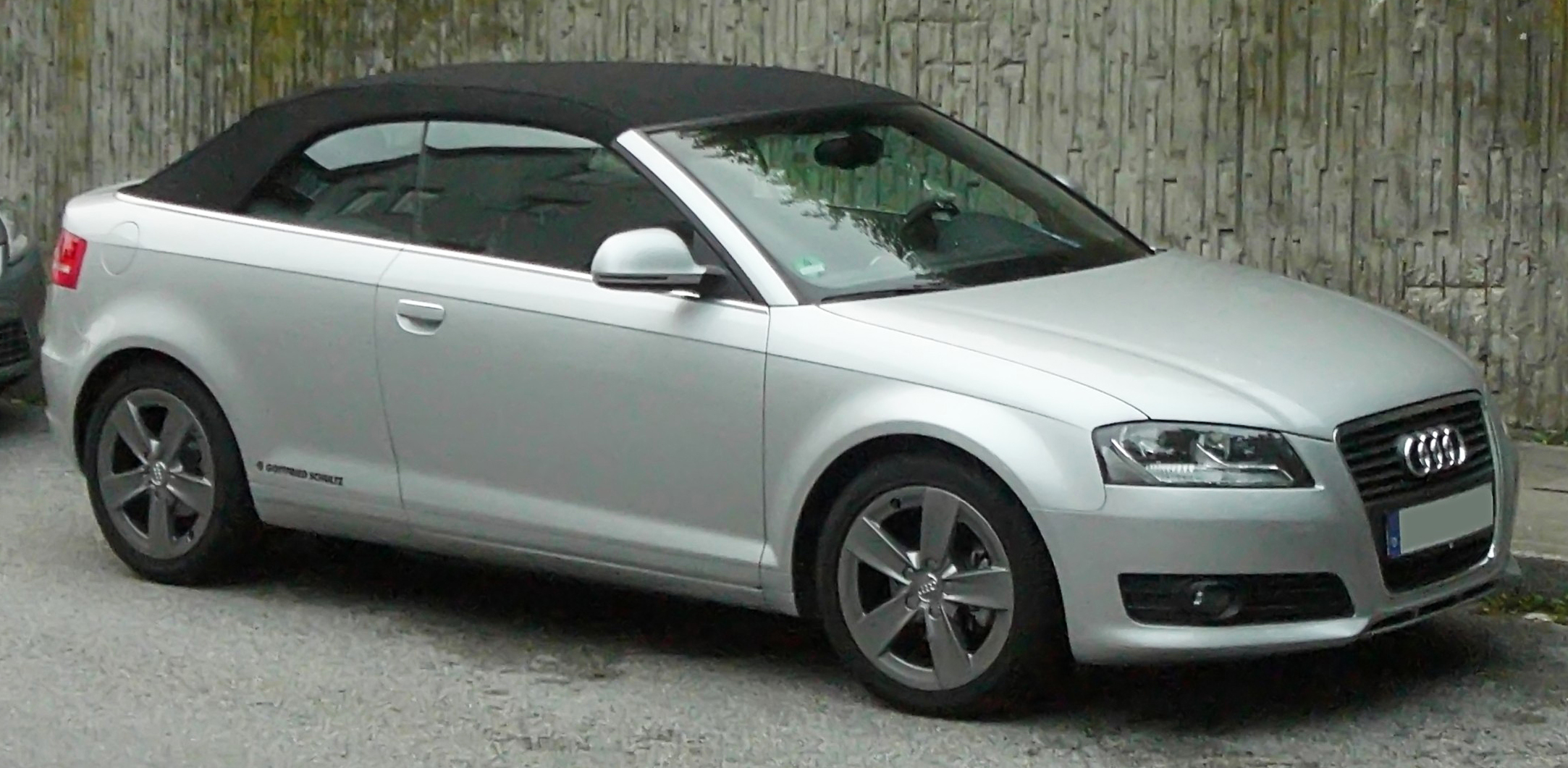
Audi A3 Cabriolet
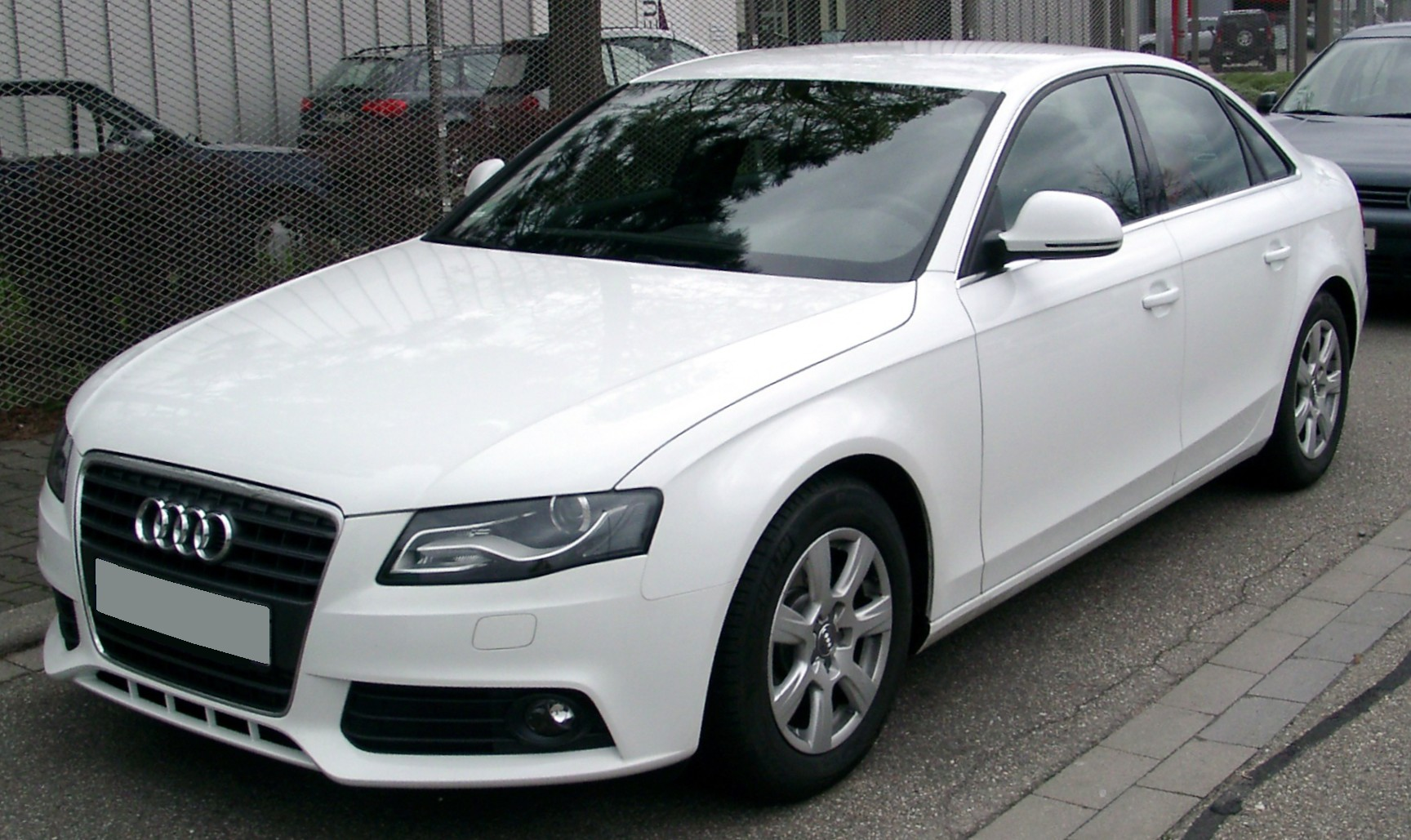
Audi A4
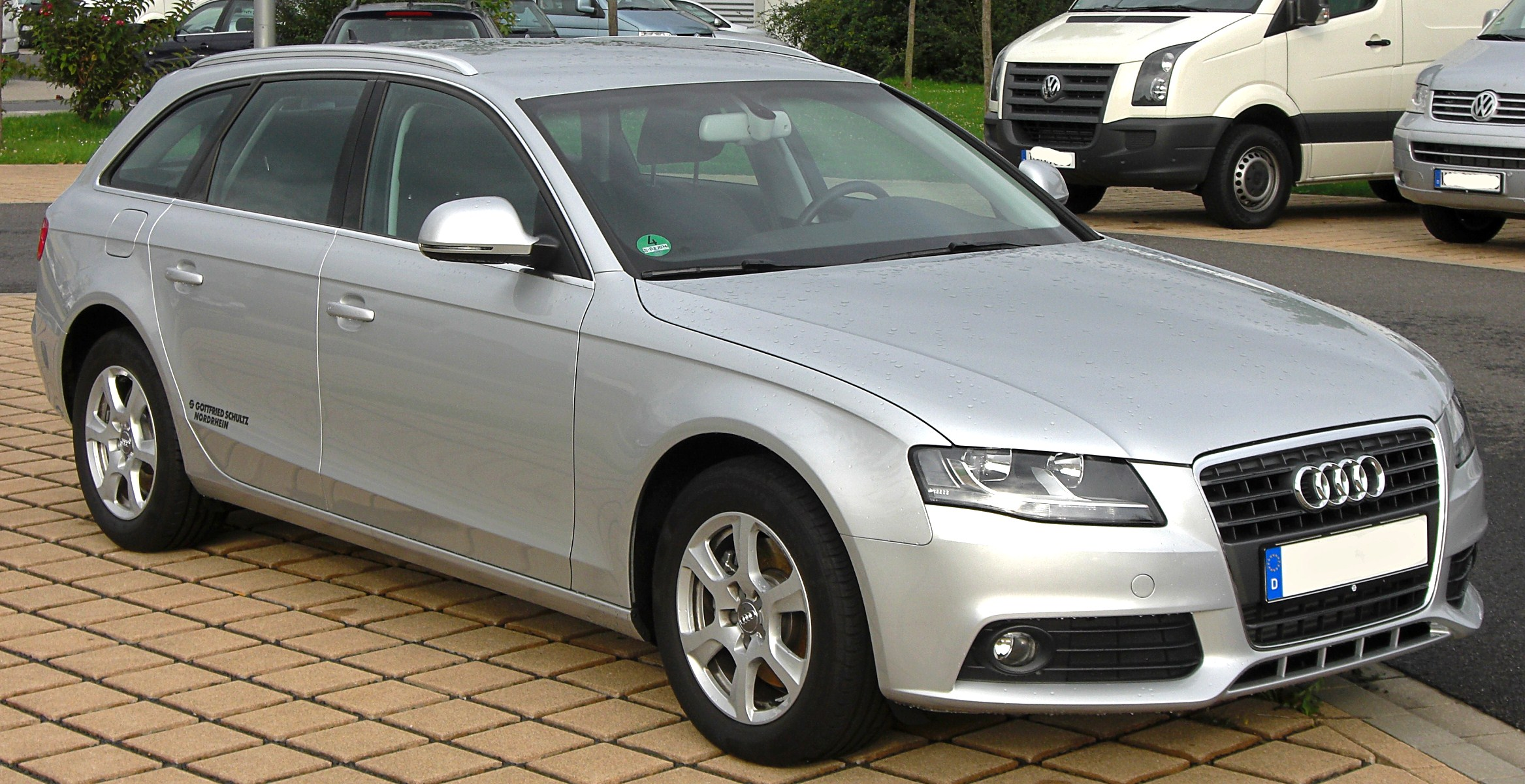
Audi A4 Avant
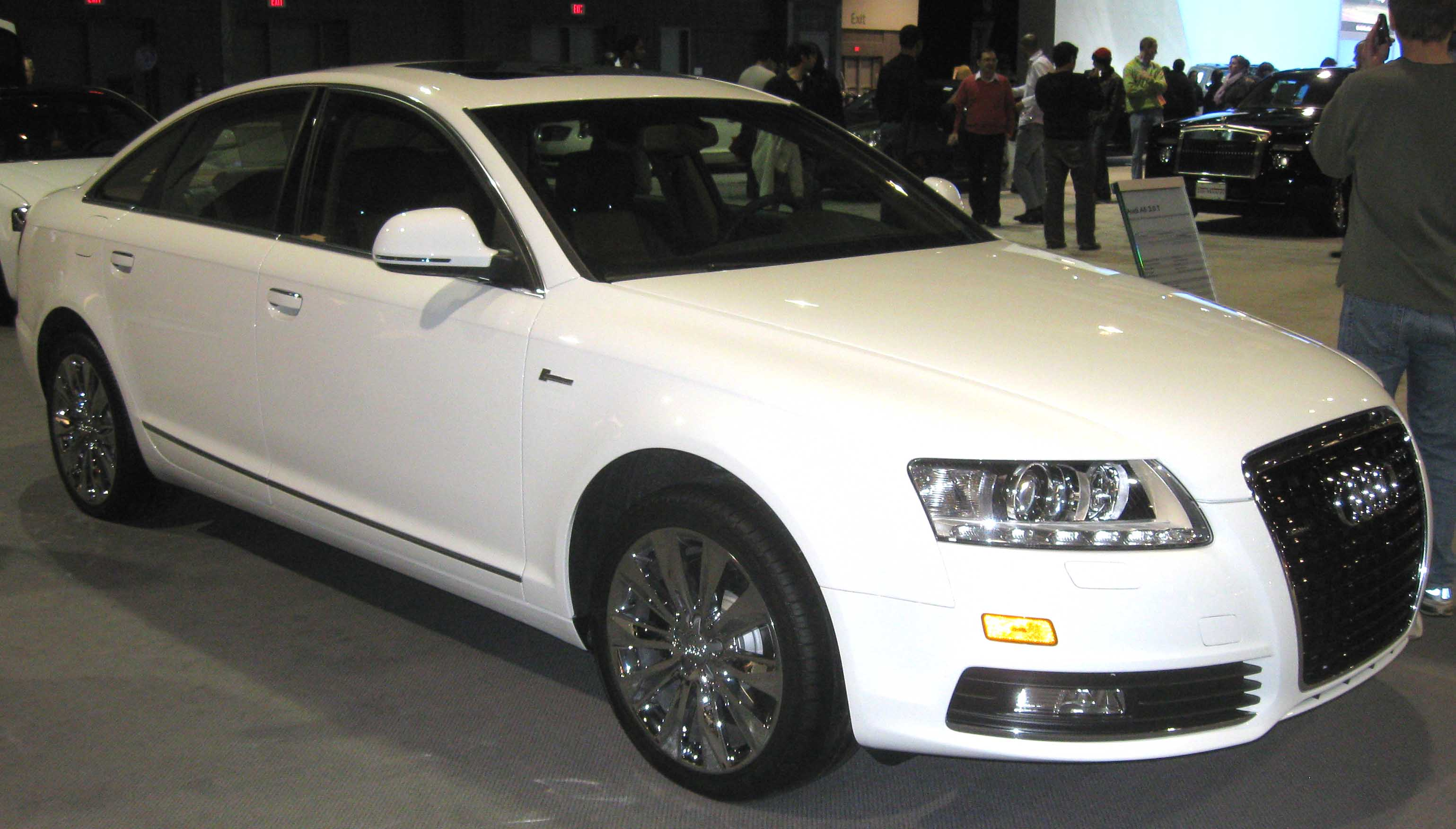
Audi A6 restylée
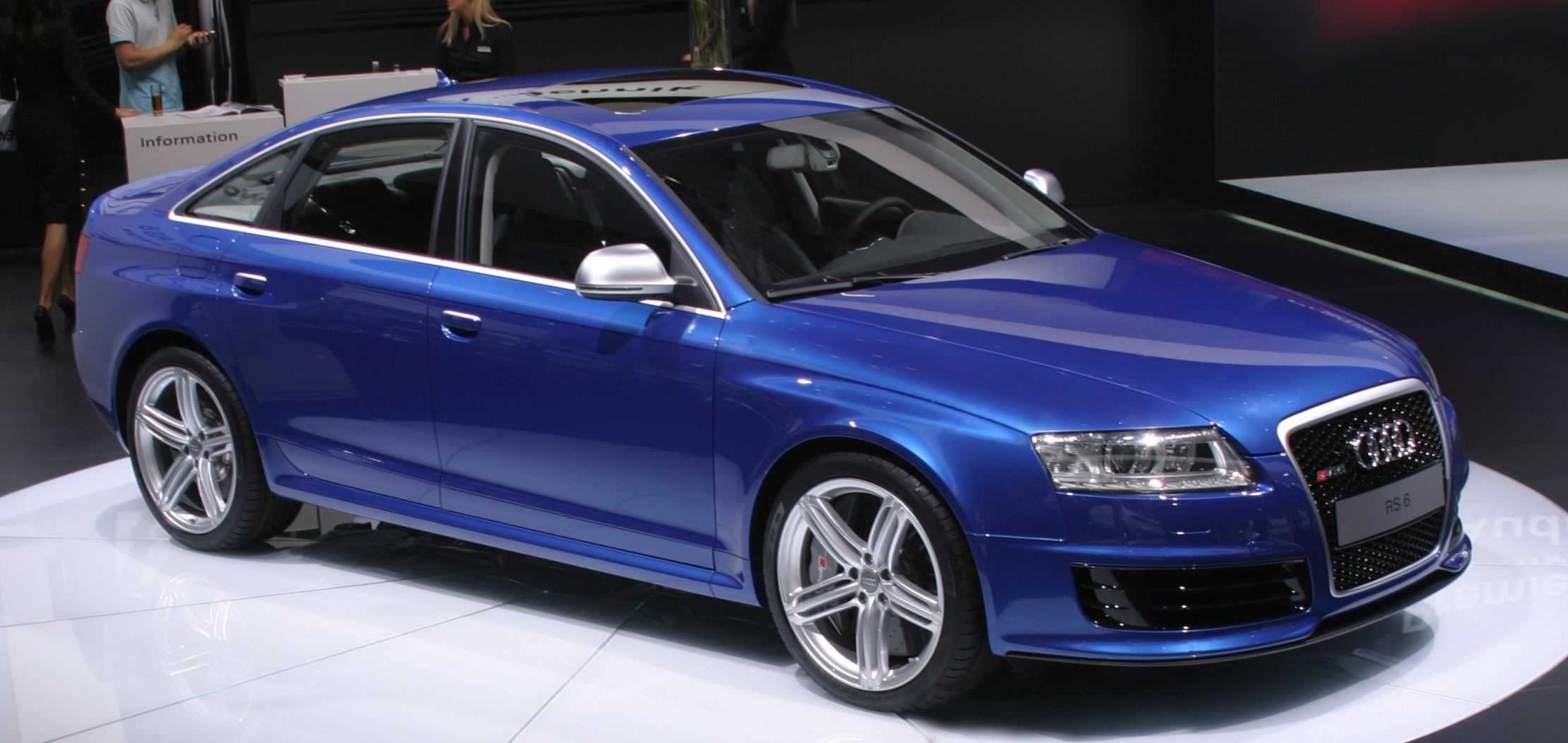
Audi RS6
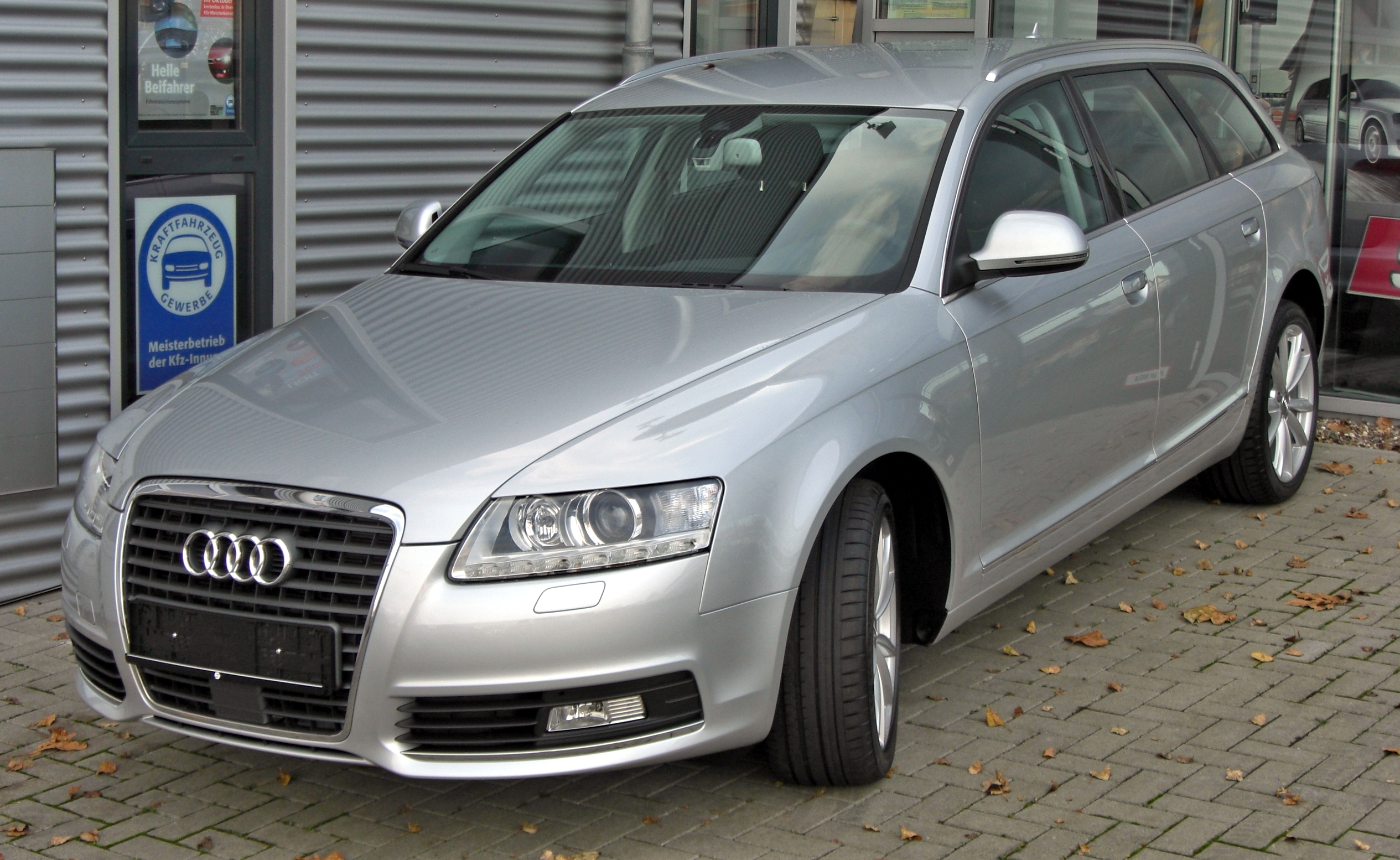
Audi A6 Avant restylée
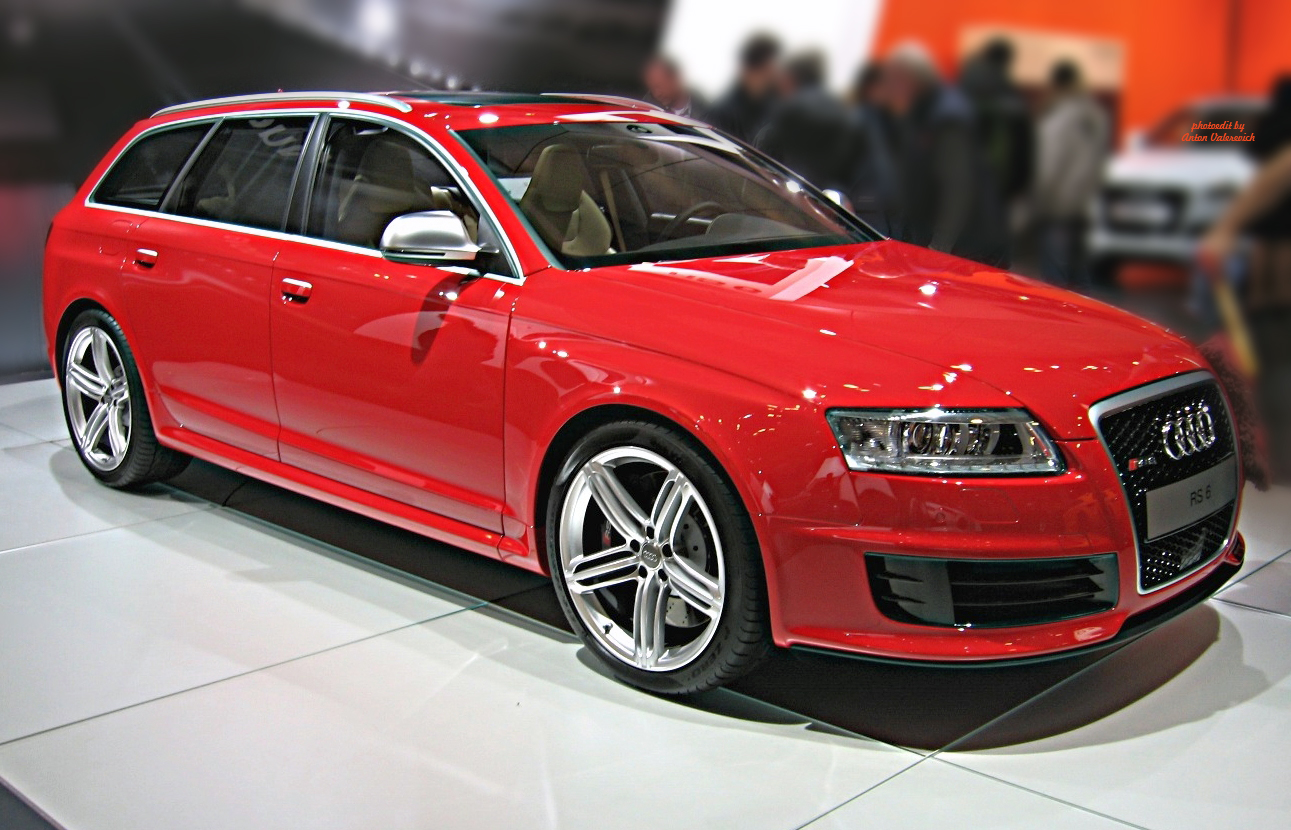
Audi RS6 Avant
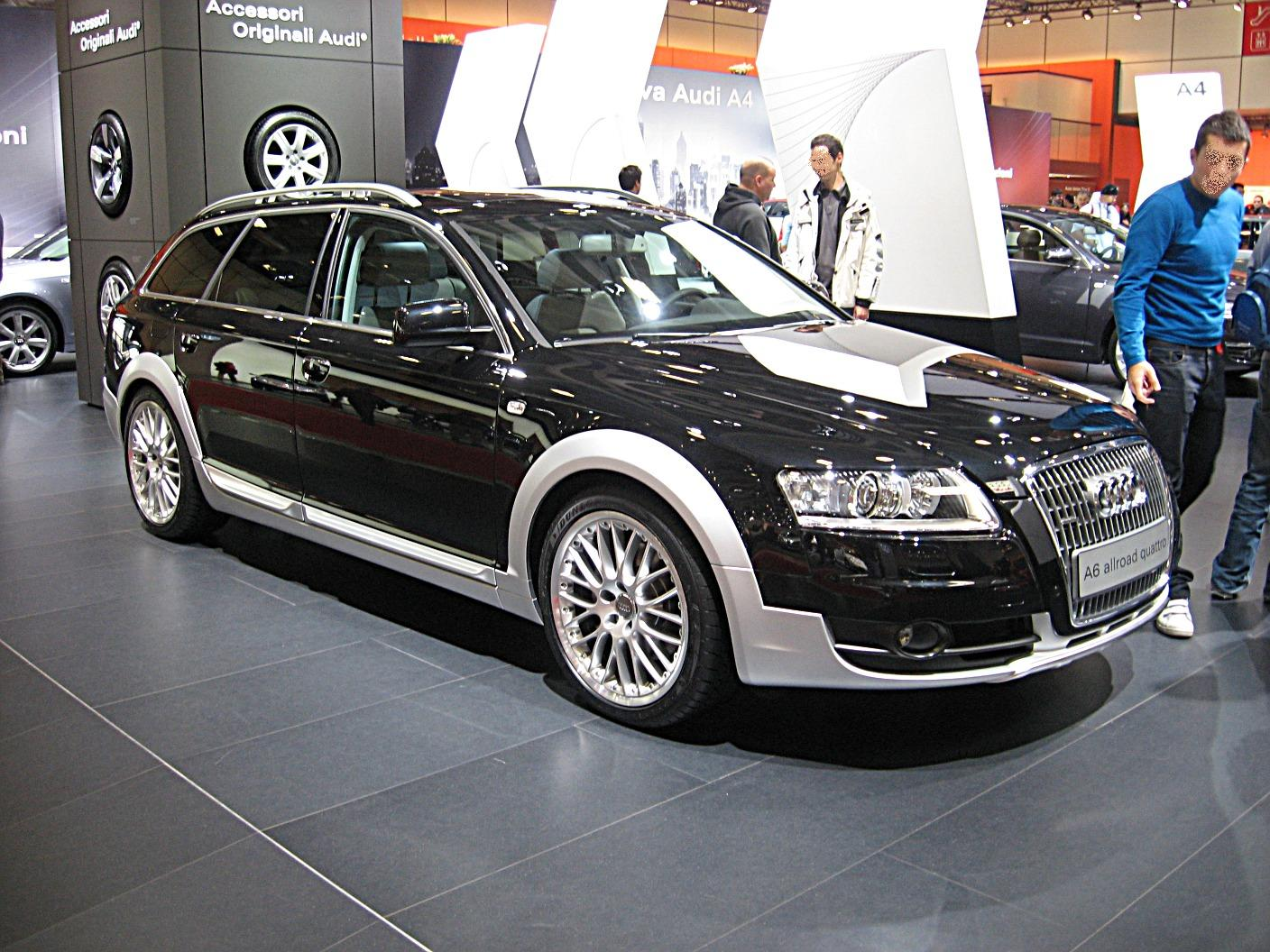
Audi Allroad Quattro restylé
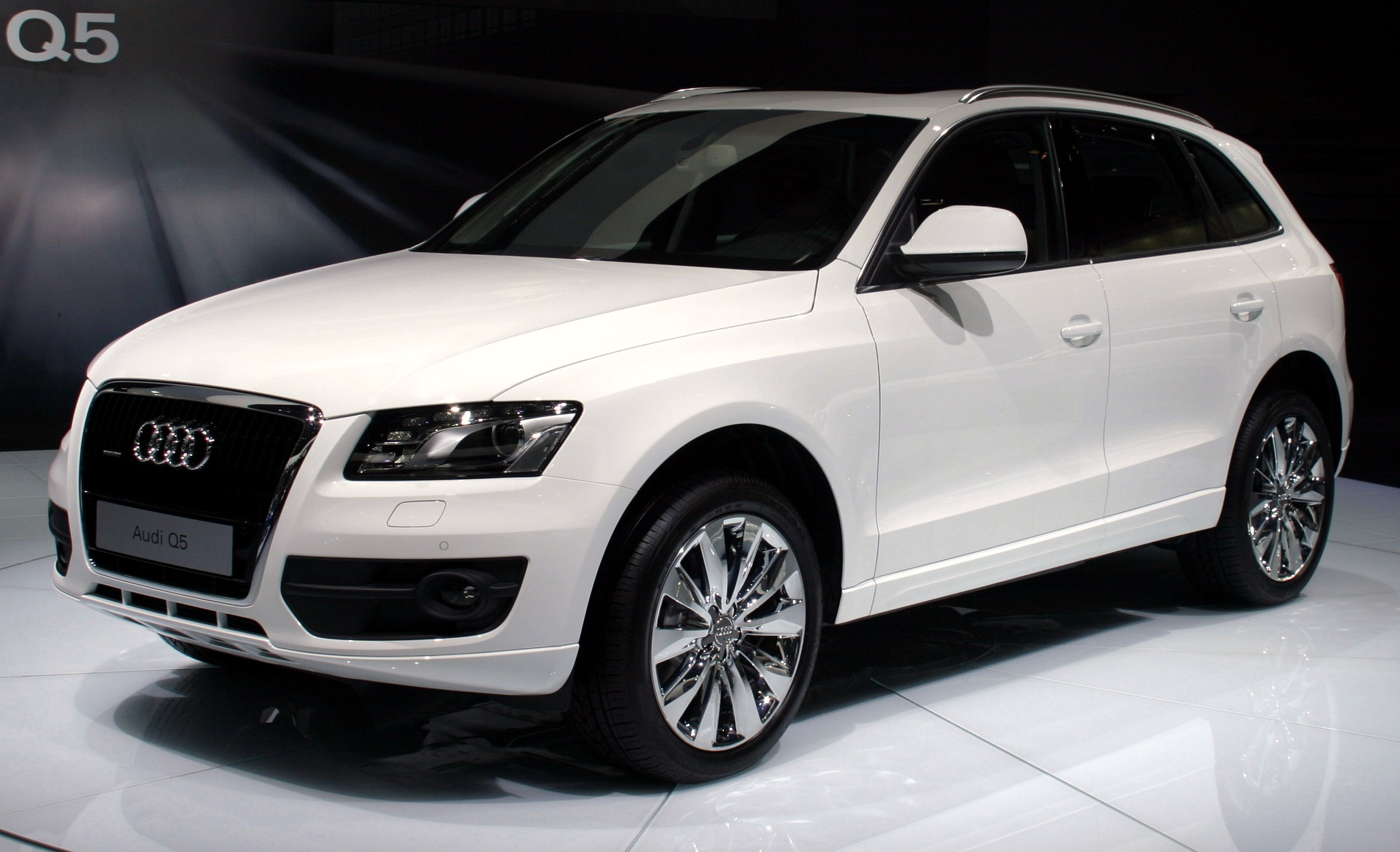
Audi Q5
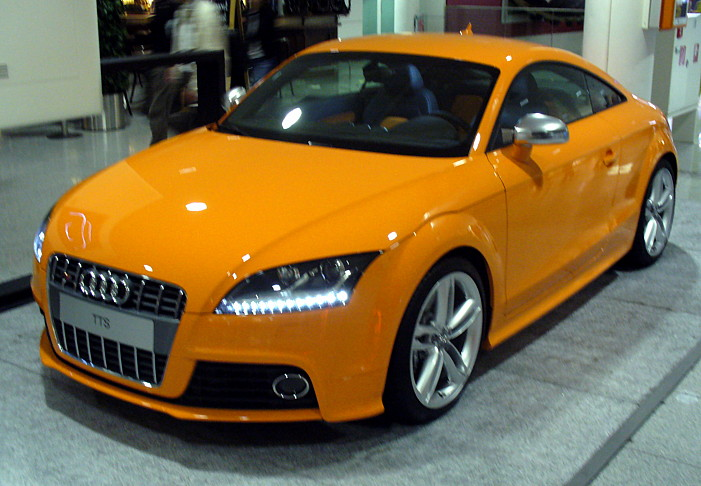
Audi TT-S
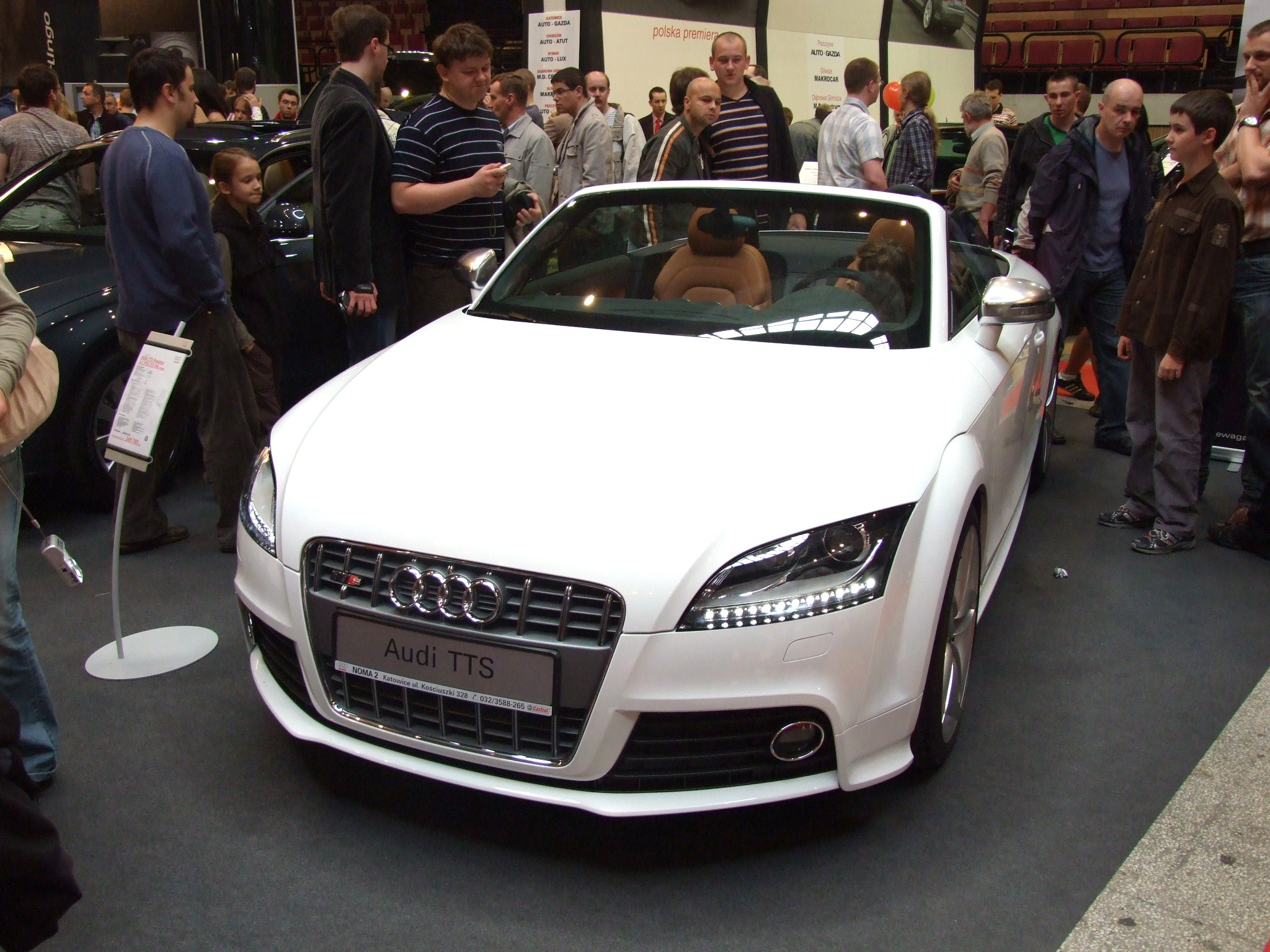
Audi TT-S Roadster
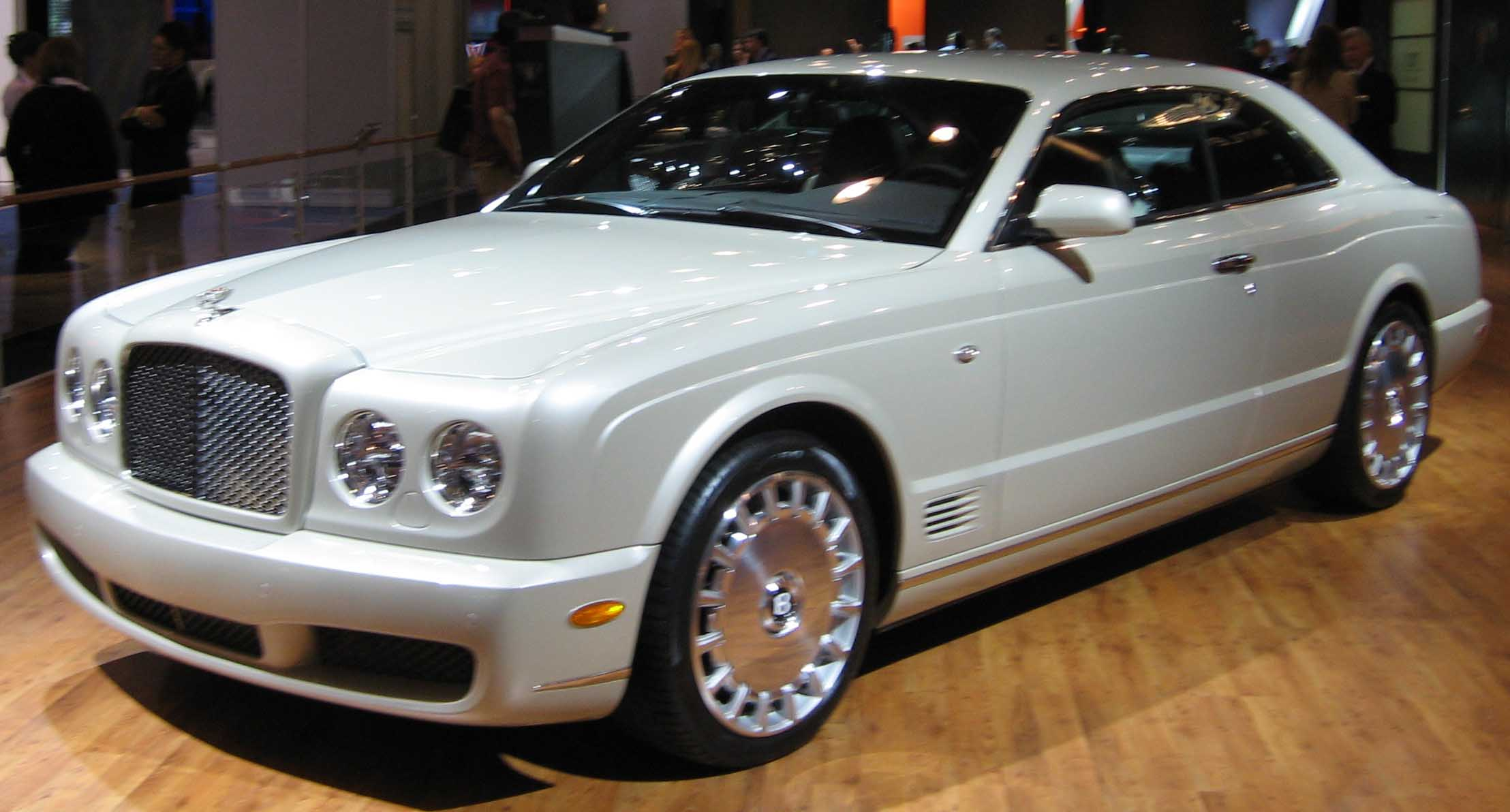
Bentley Brooklands
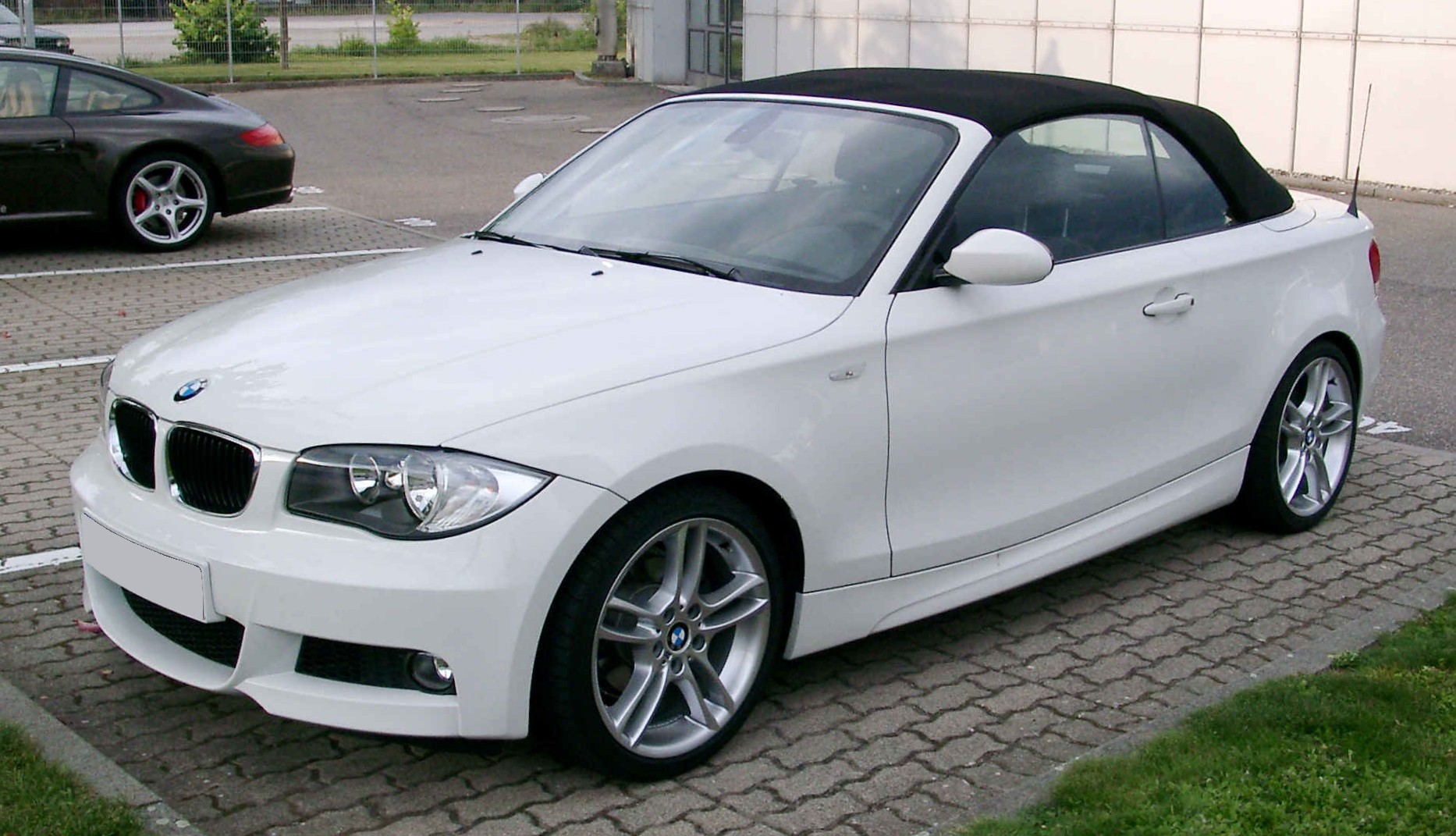
BMW Série 1 Cabriolet
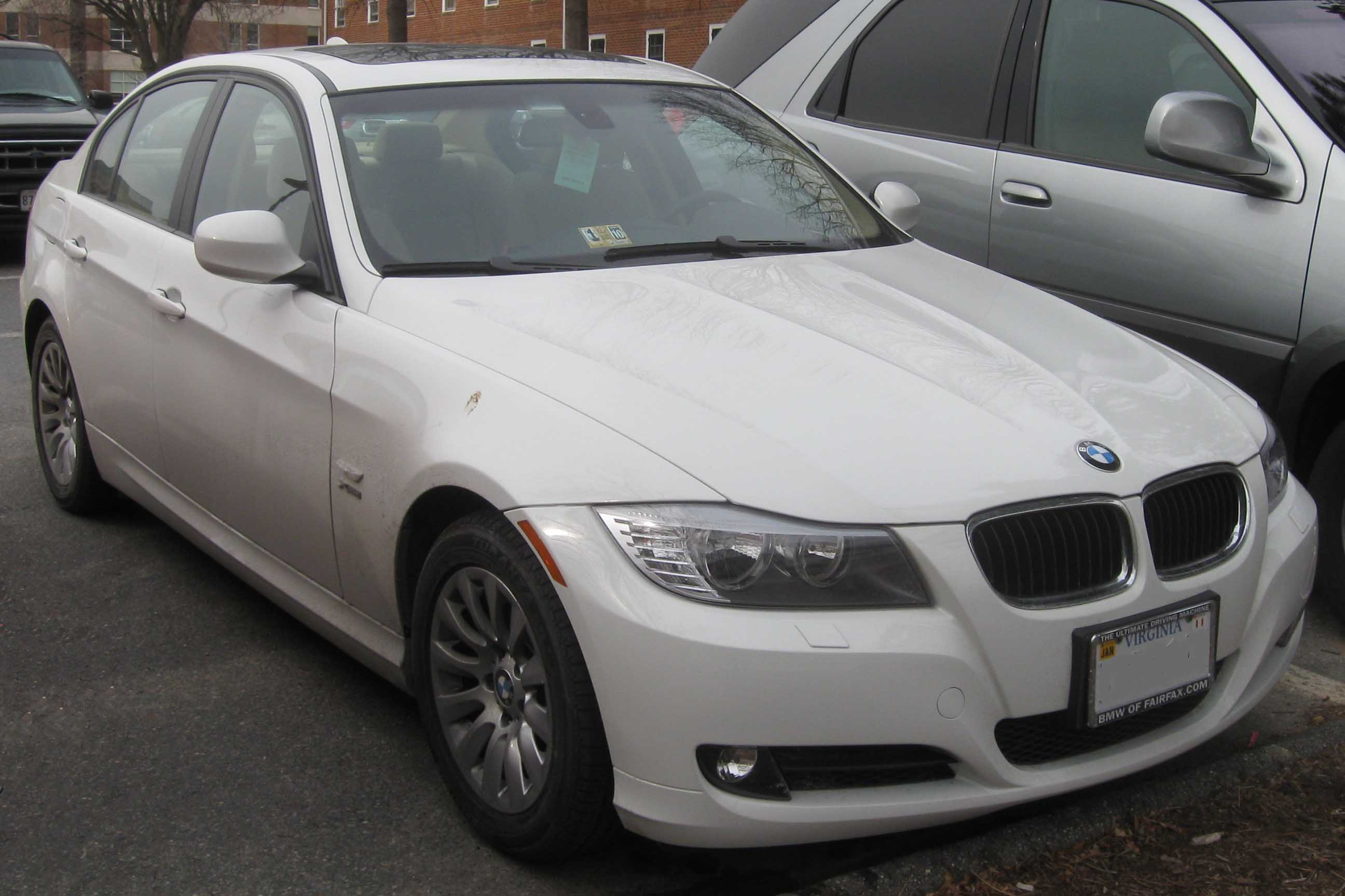
BMW Série 3 restylée
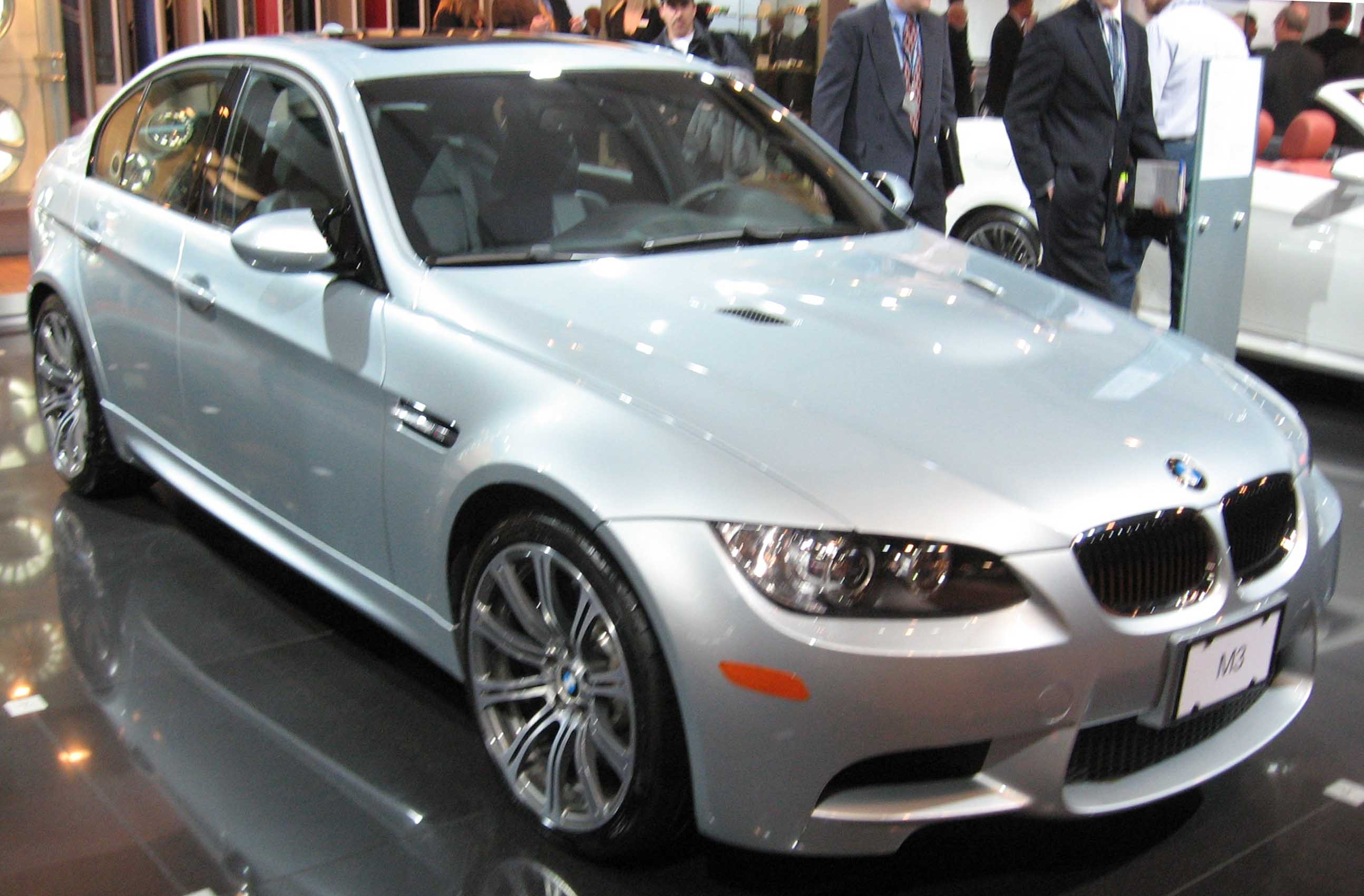
BMW M3
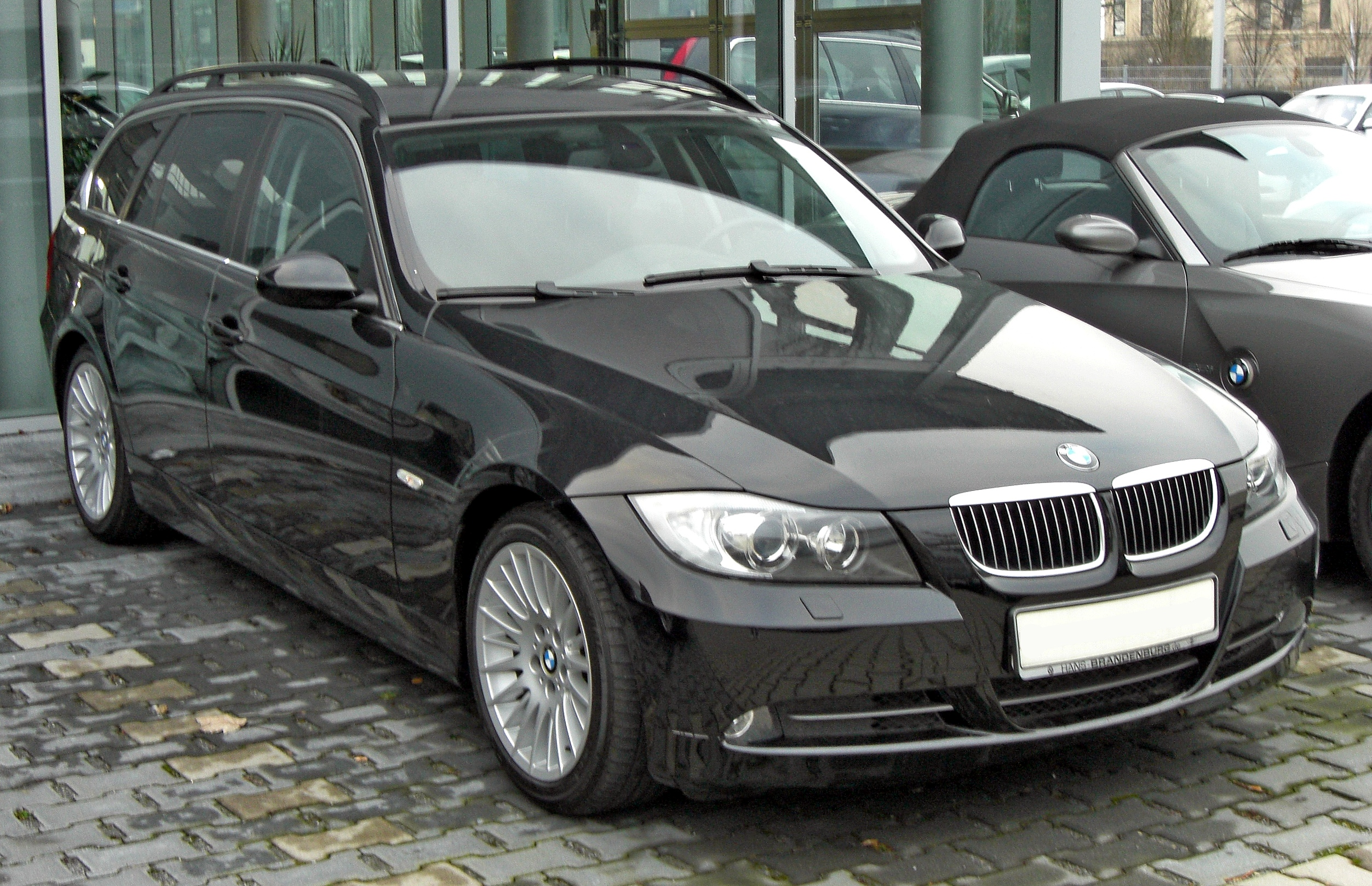
BMW Série 3 Touring restylée
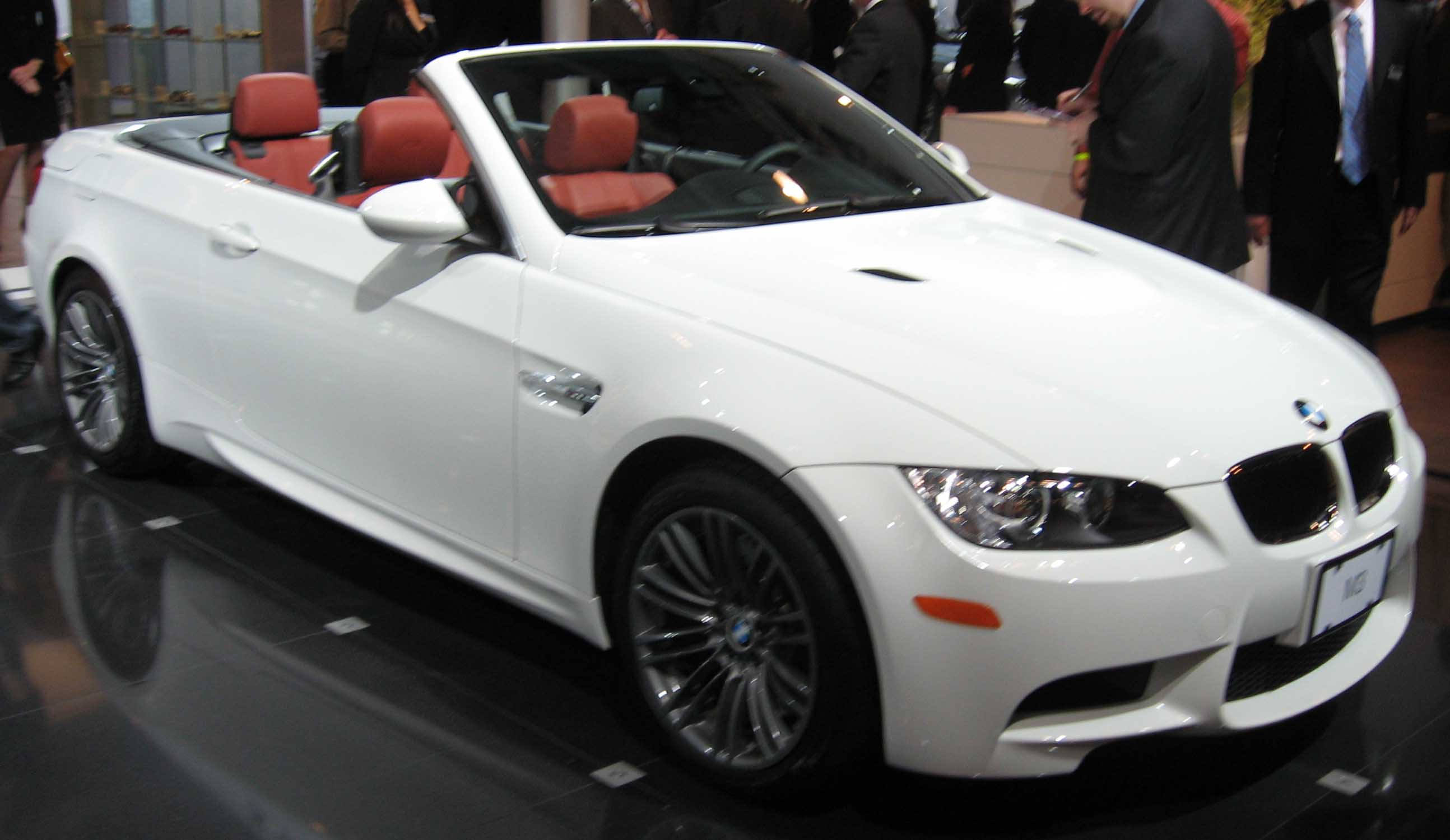
BMW M3 Cabriolet
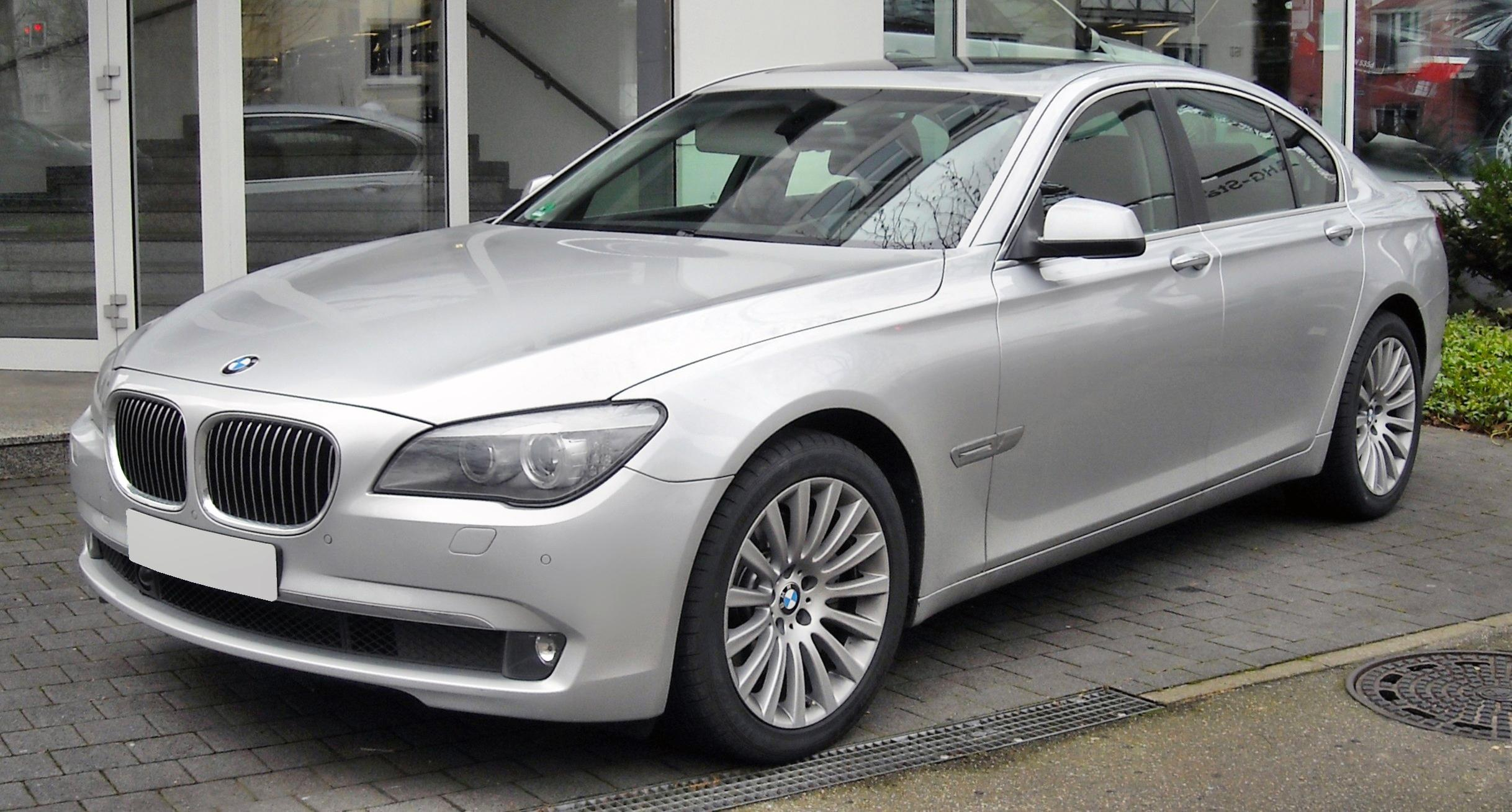
BMW Série 7
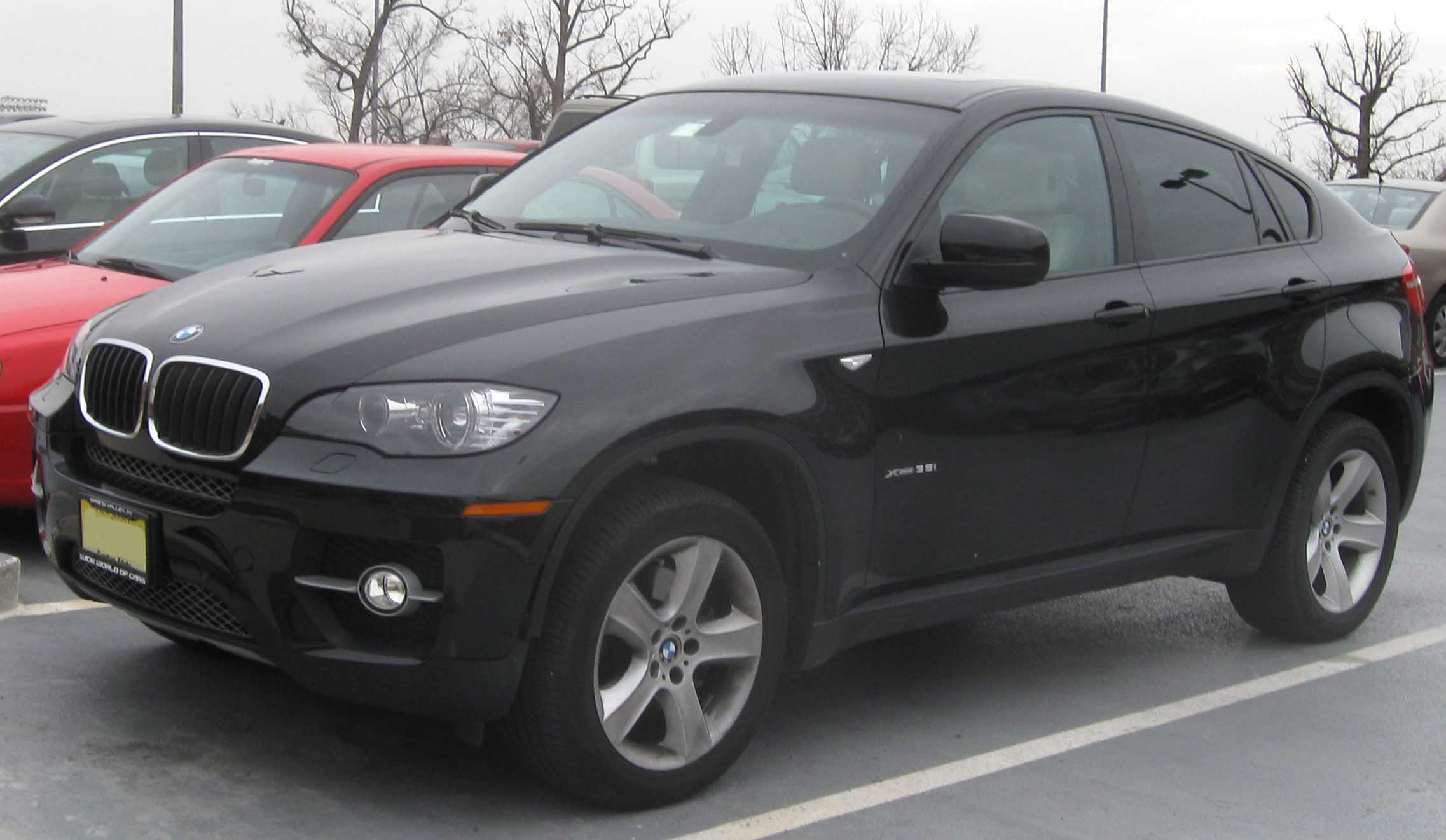
BMW X6
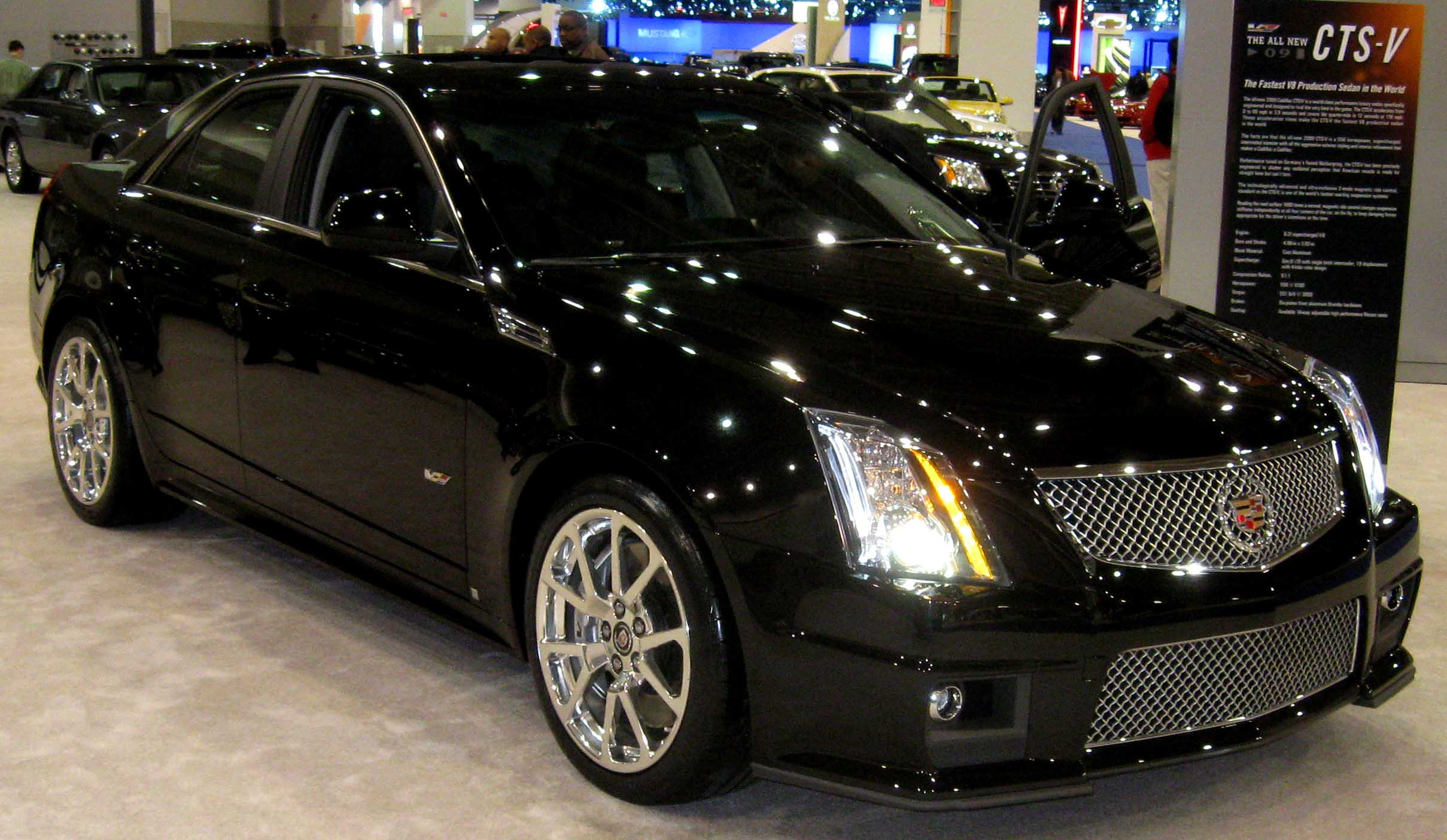
Cadillac CTS-V
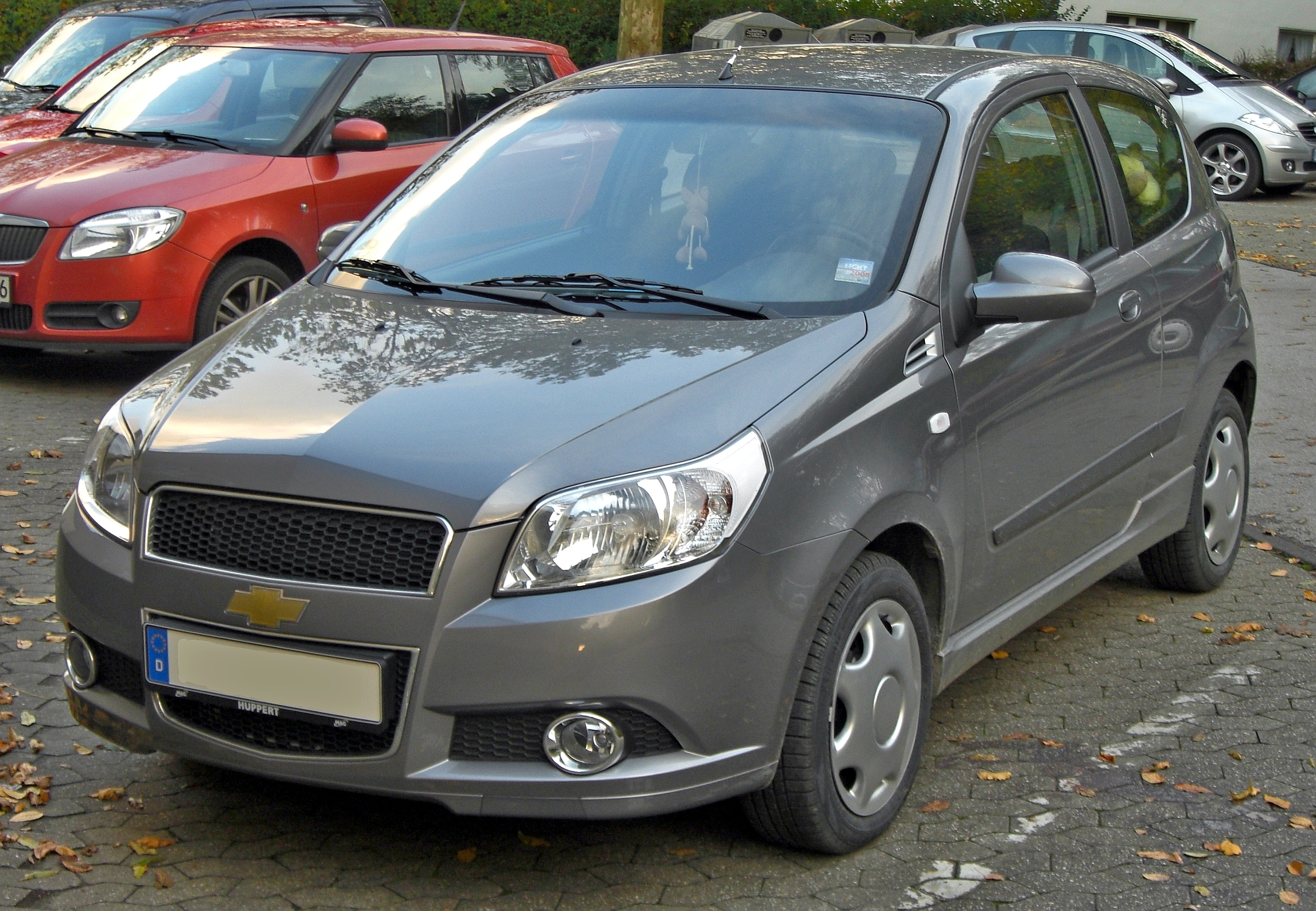
Chevrolet Aveo 3p
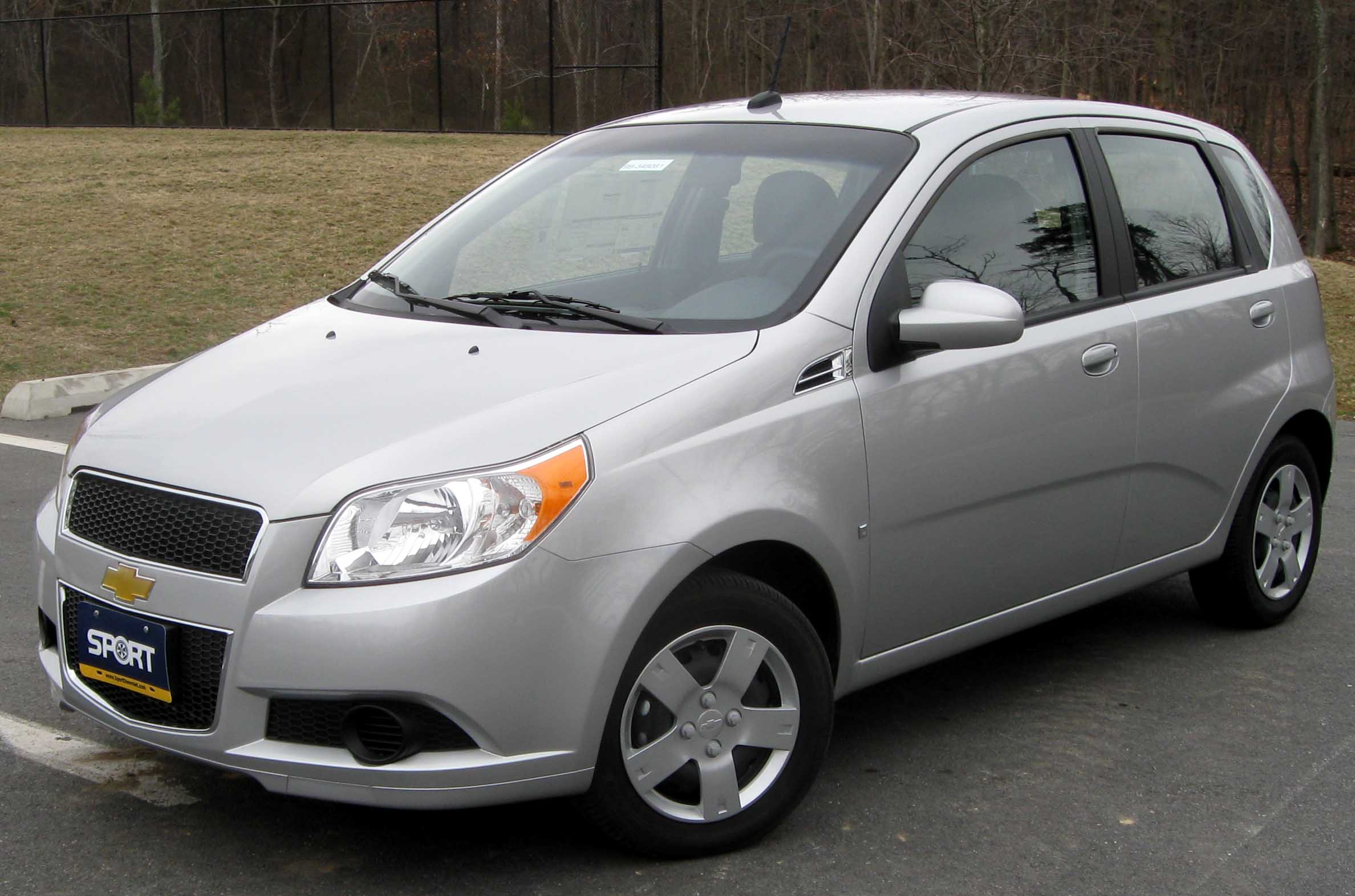
Chevrolet Aveo 5p
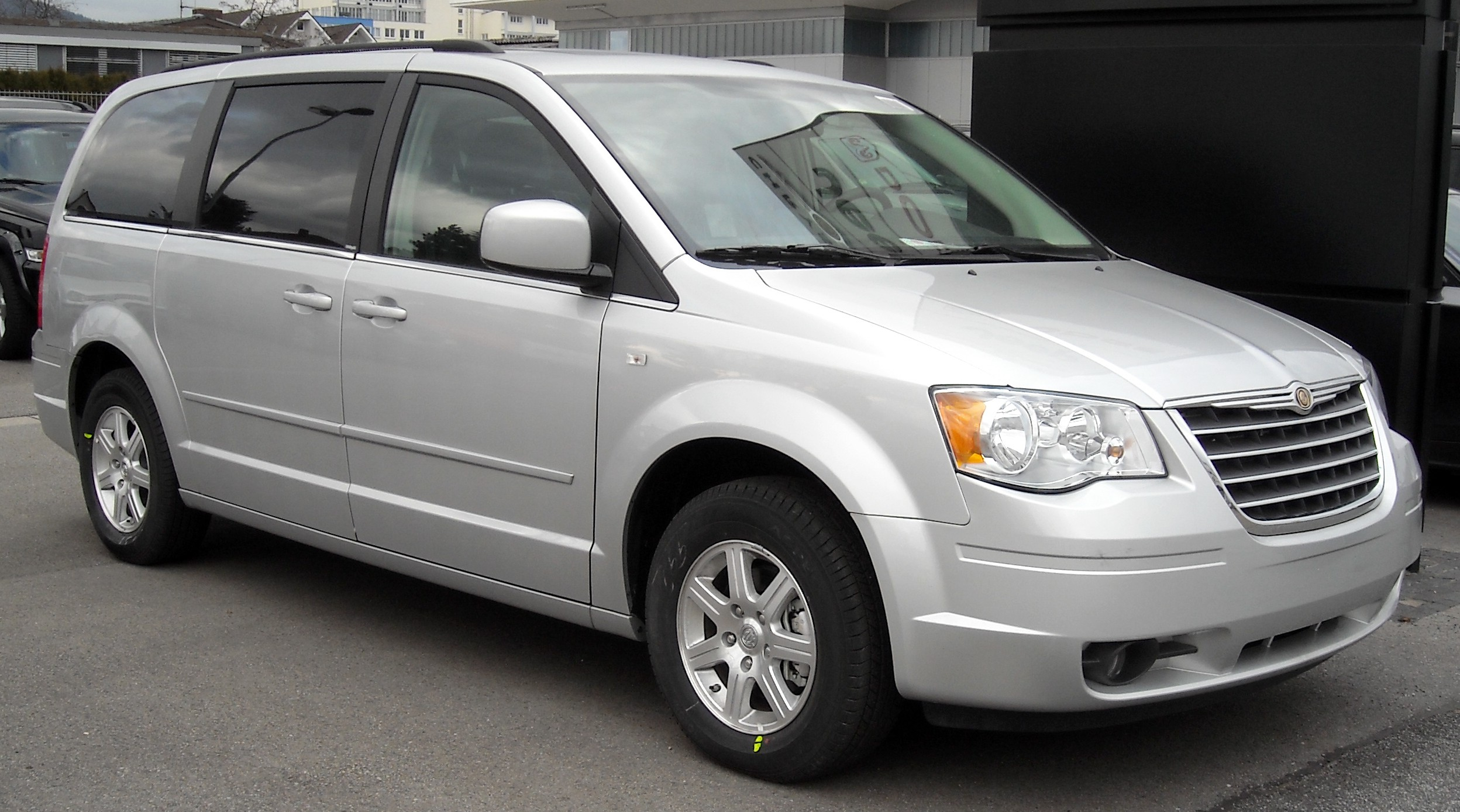
Chrysler Grand Voyager V
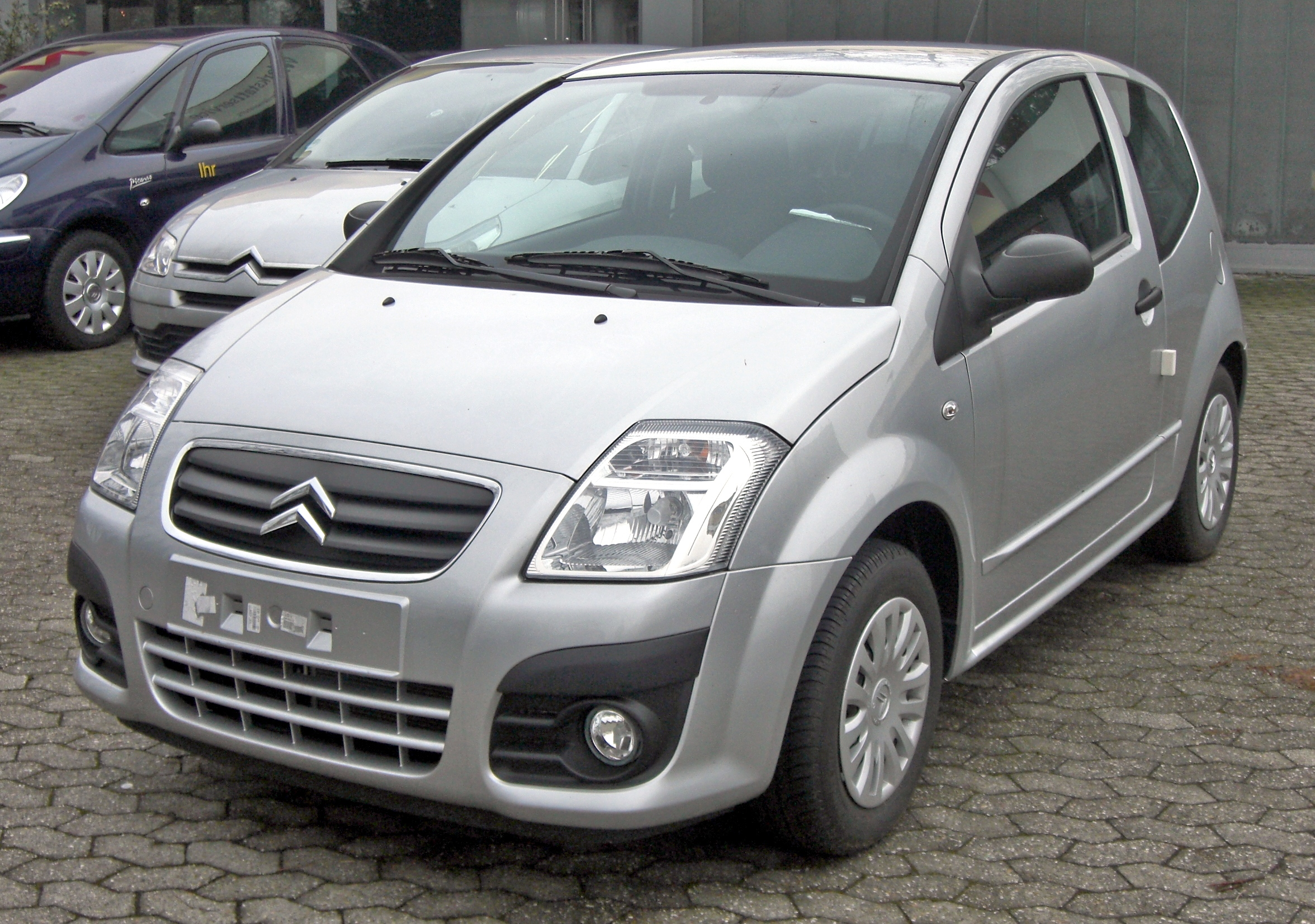
Citroën C2 restylée
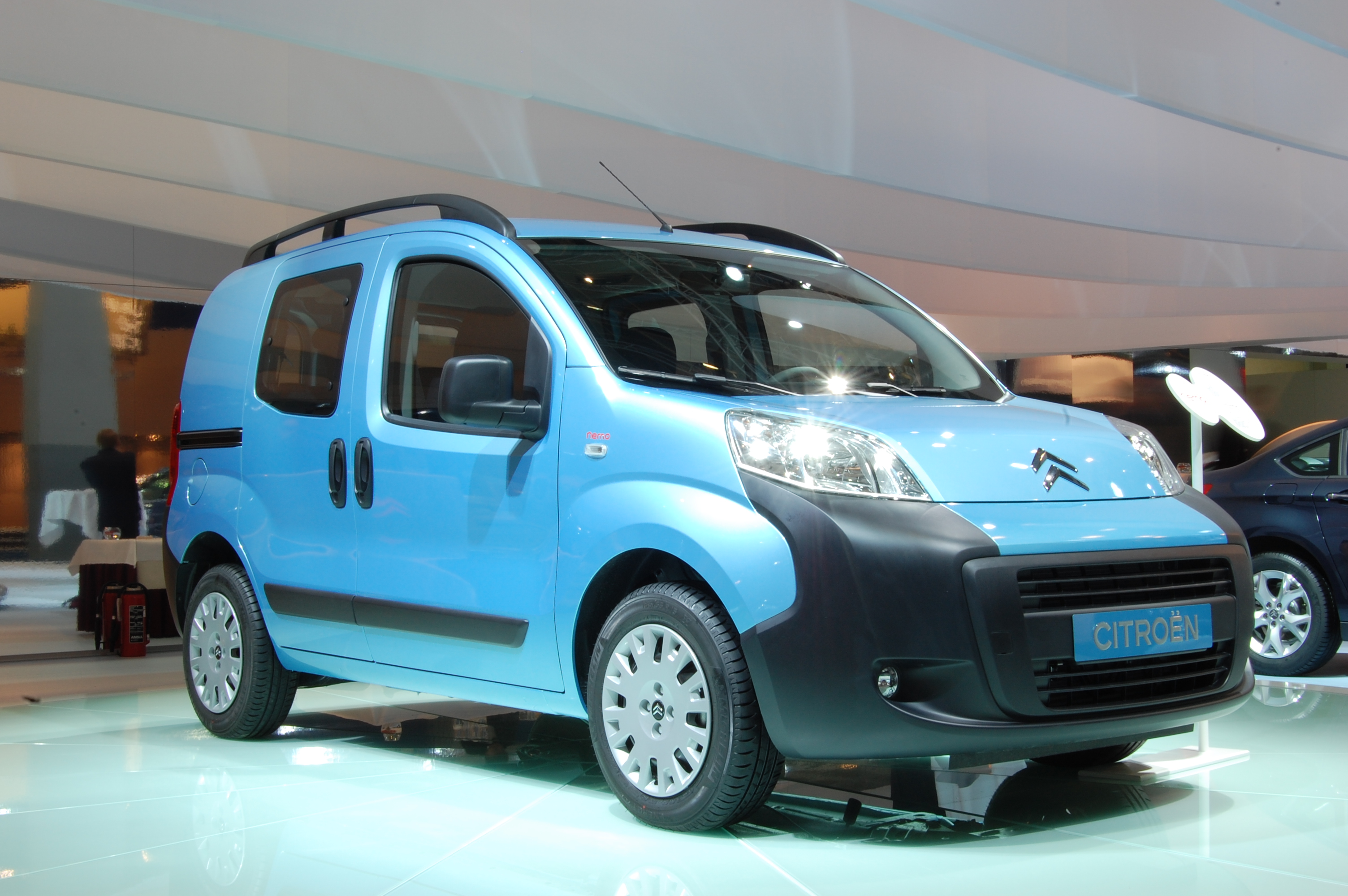
Citroën Nemo Combi
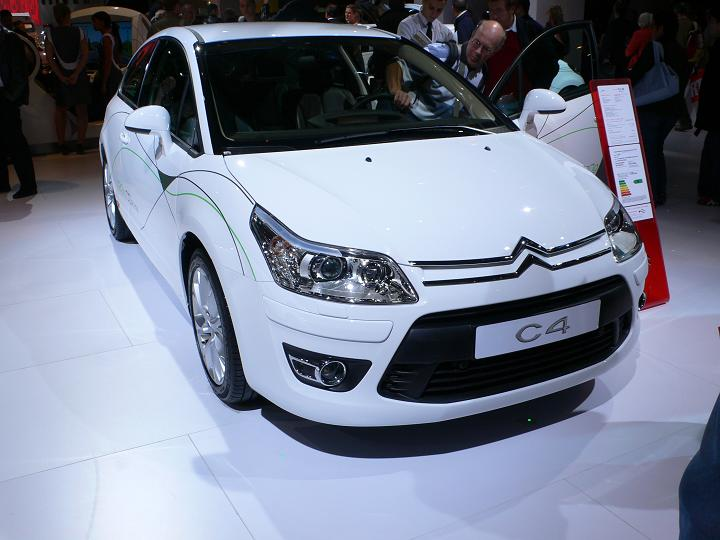
Citroën C4 Coupé restylé
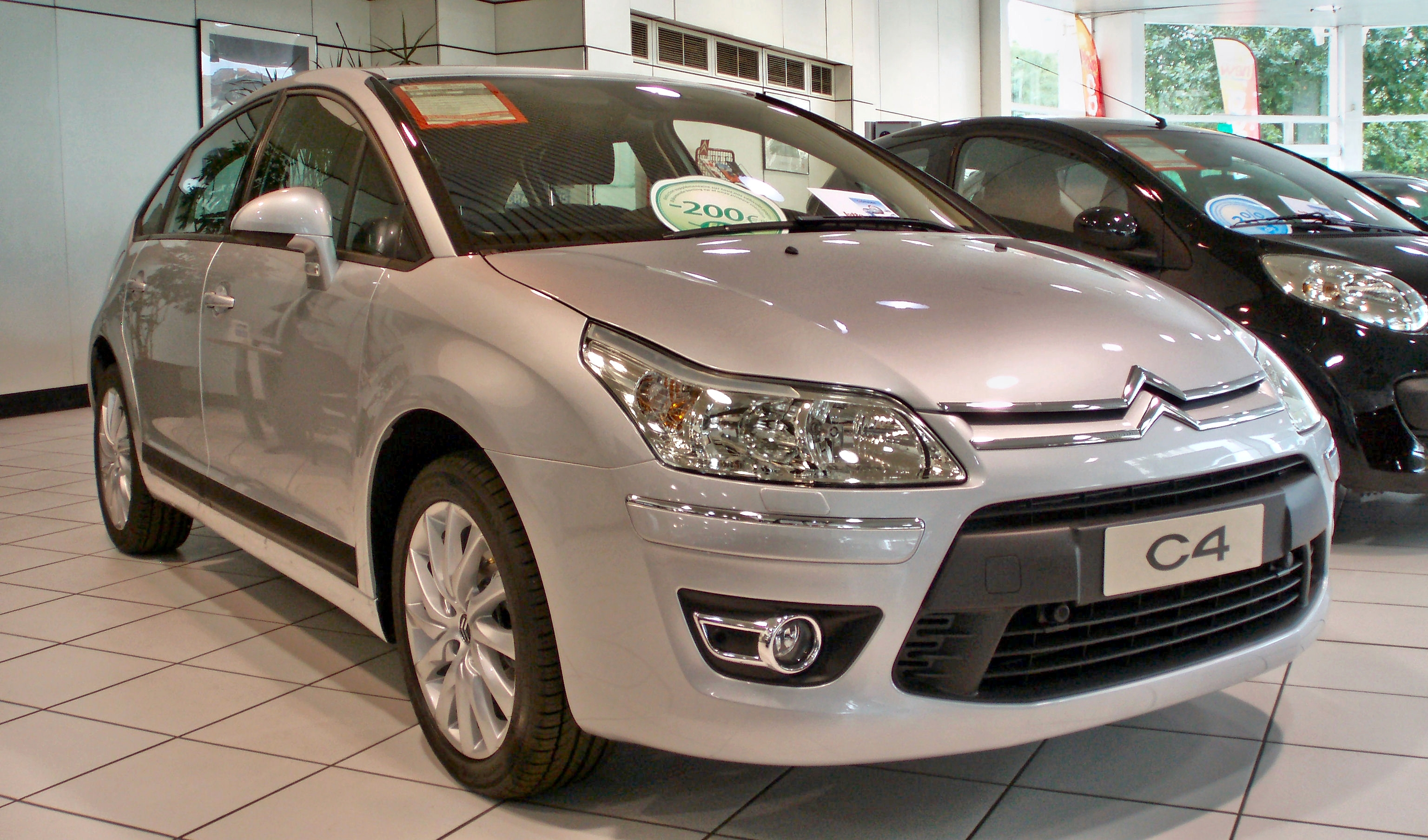
Citroën C4 restylé
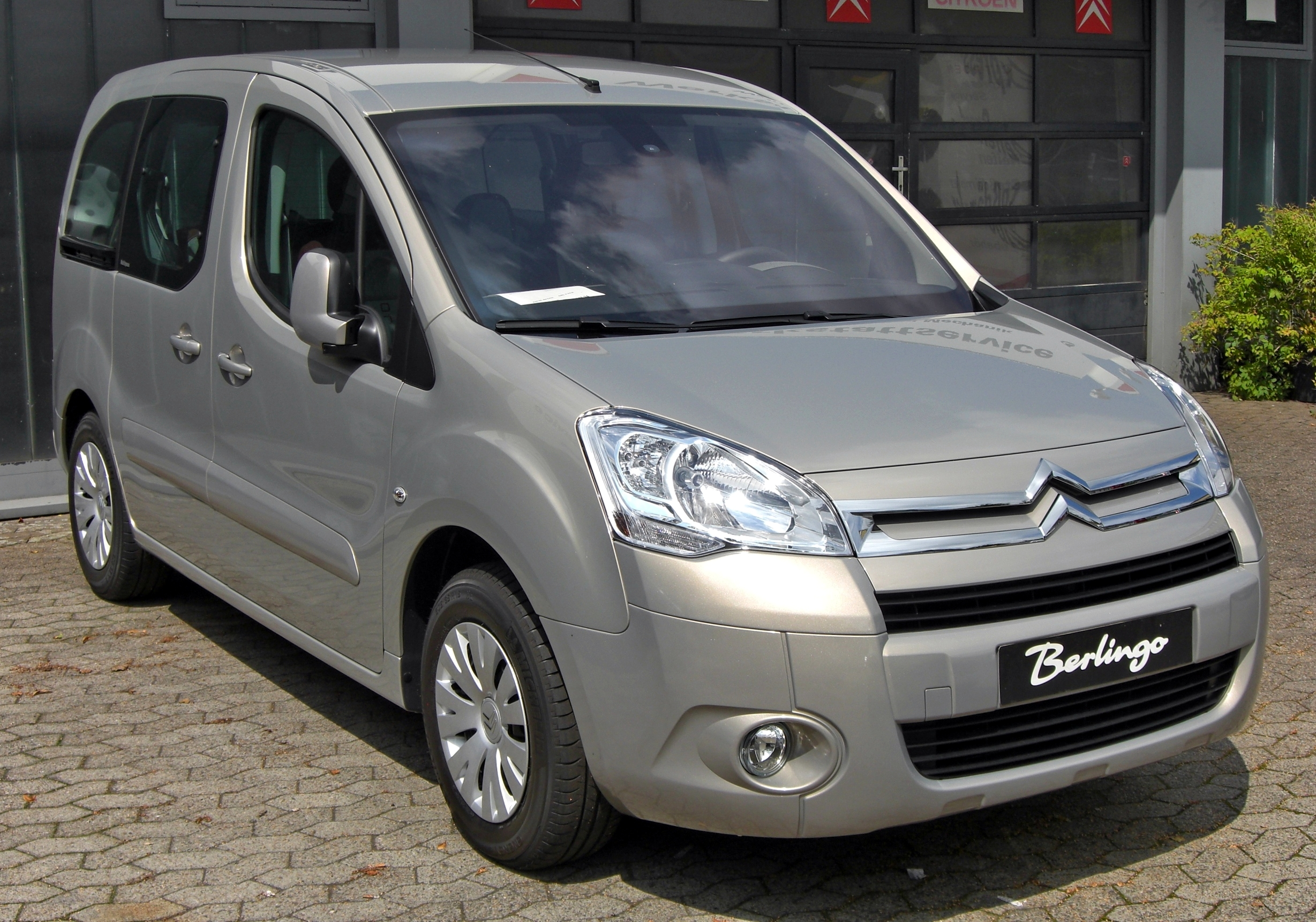
Citroën Berlingo II
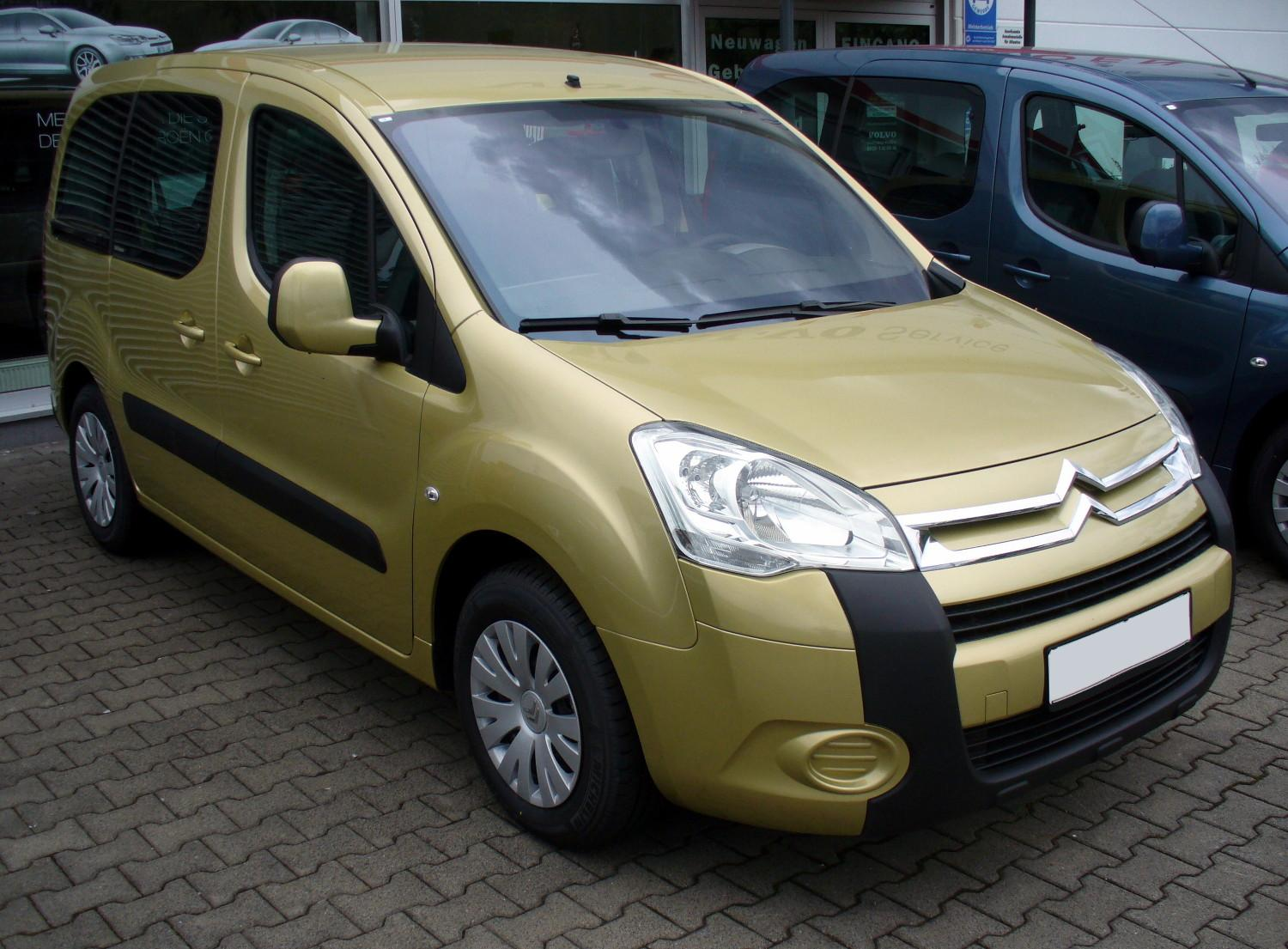
Citroën Berlingo II XTR
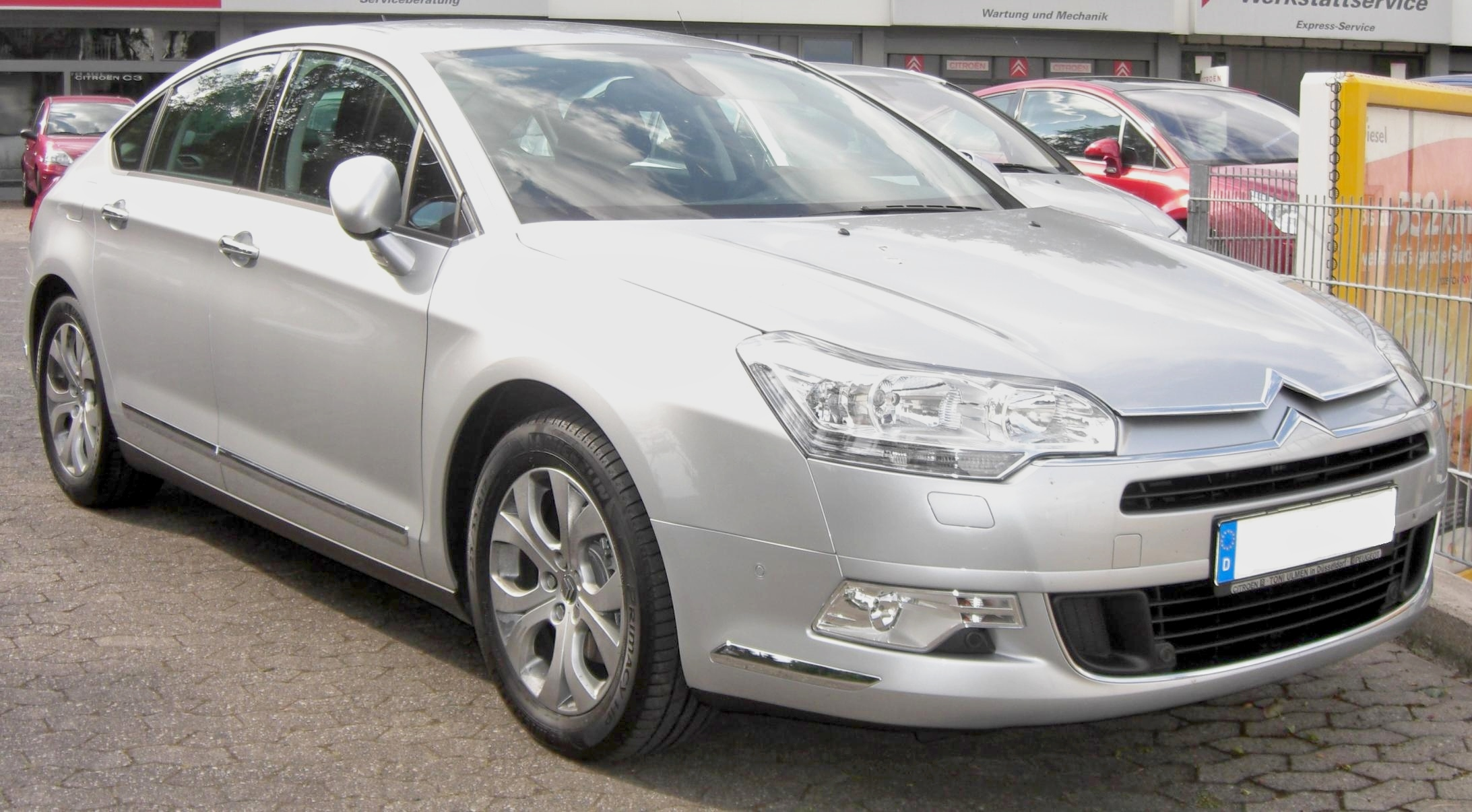
Citroën C5 II
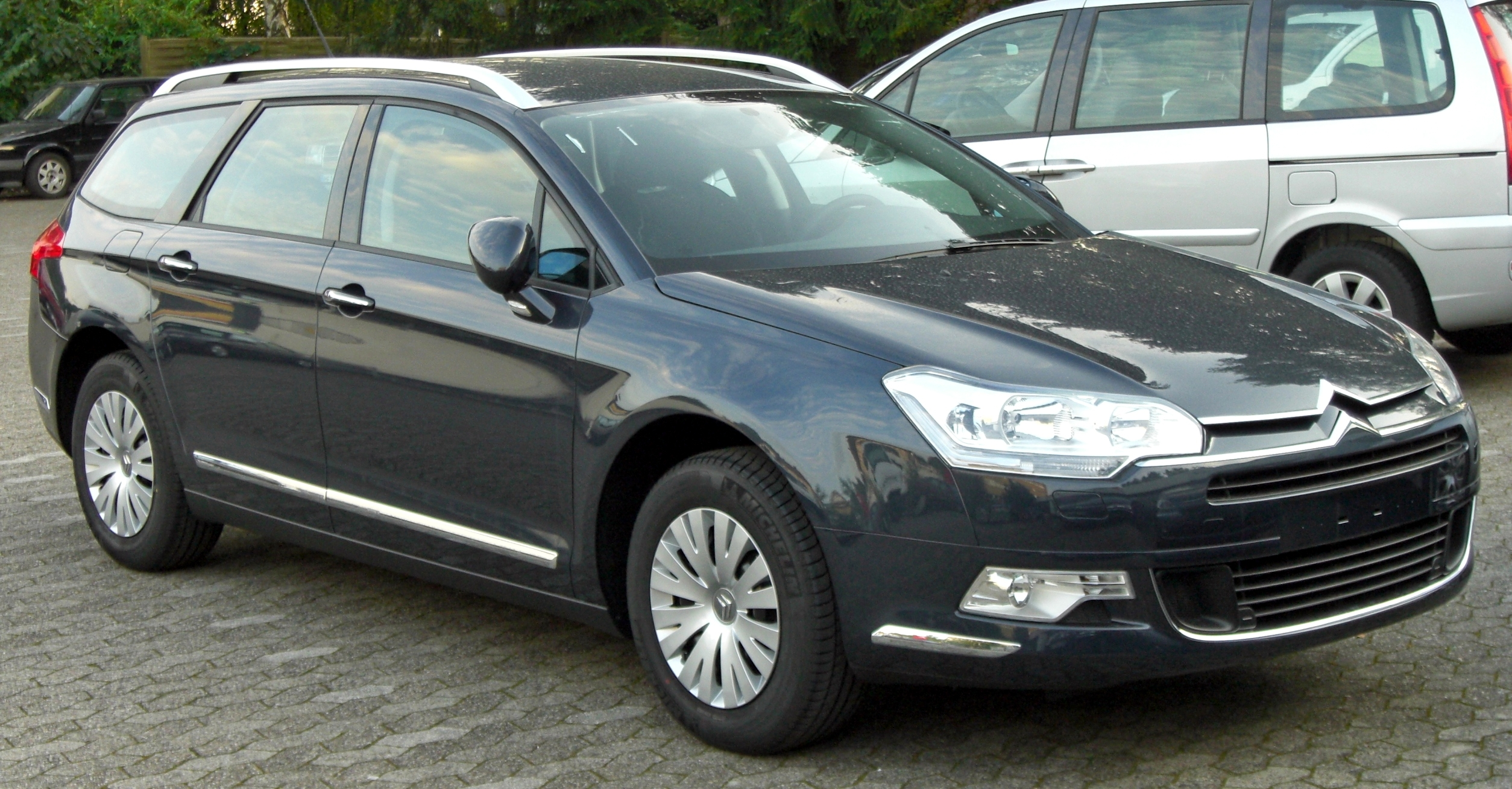
Citroën C5 II Tourer
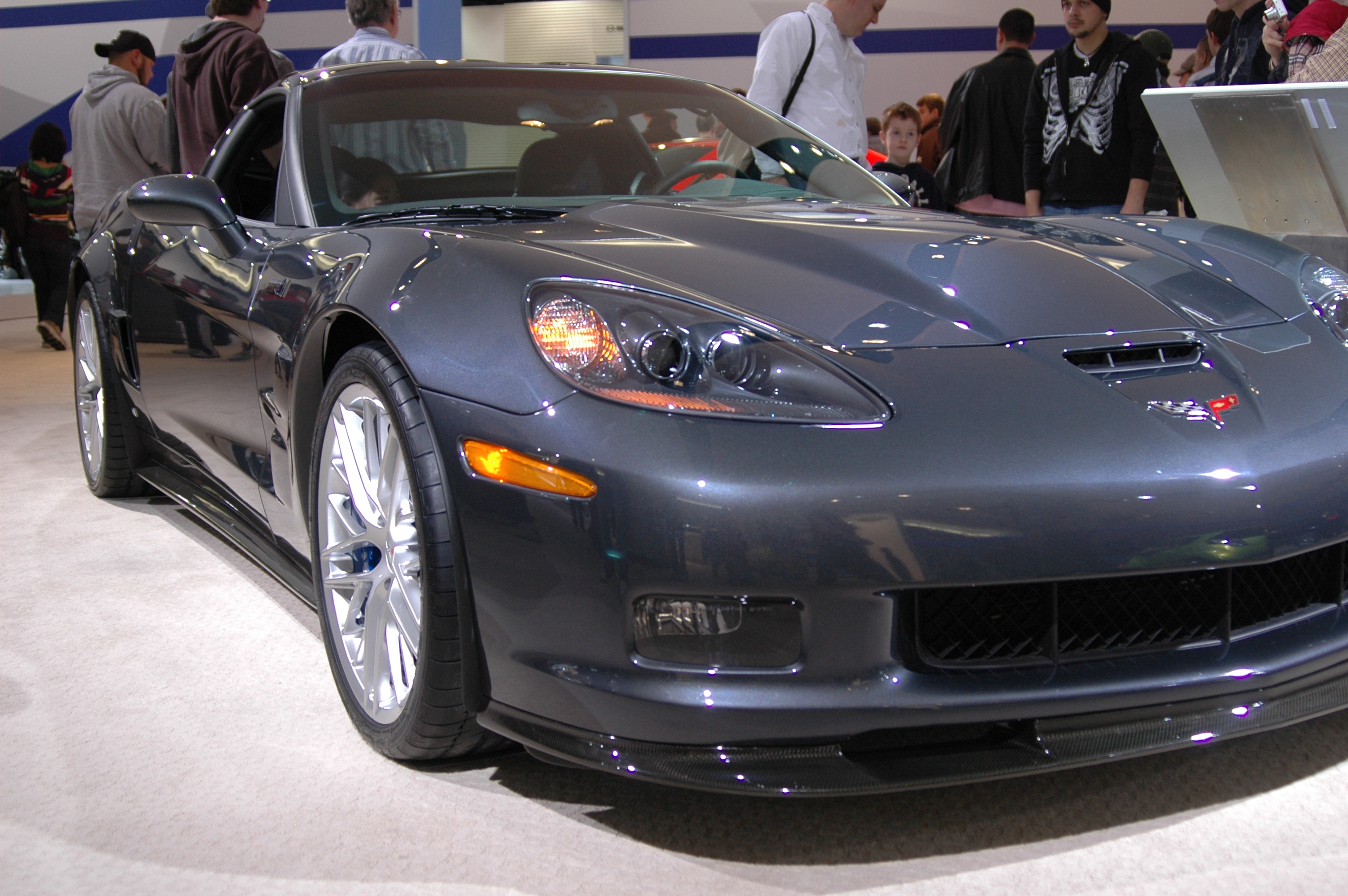
Corvette C6 ZR1
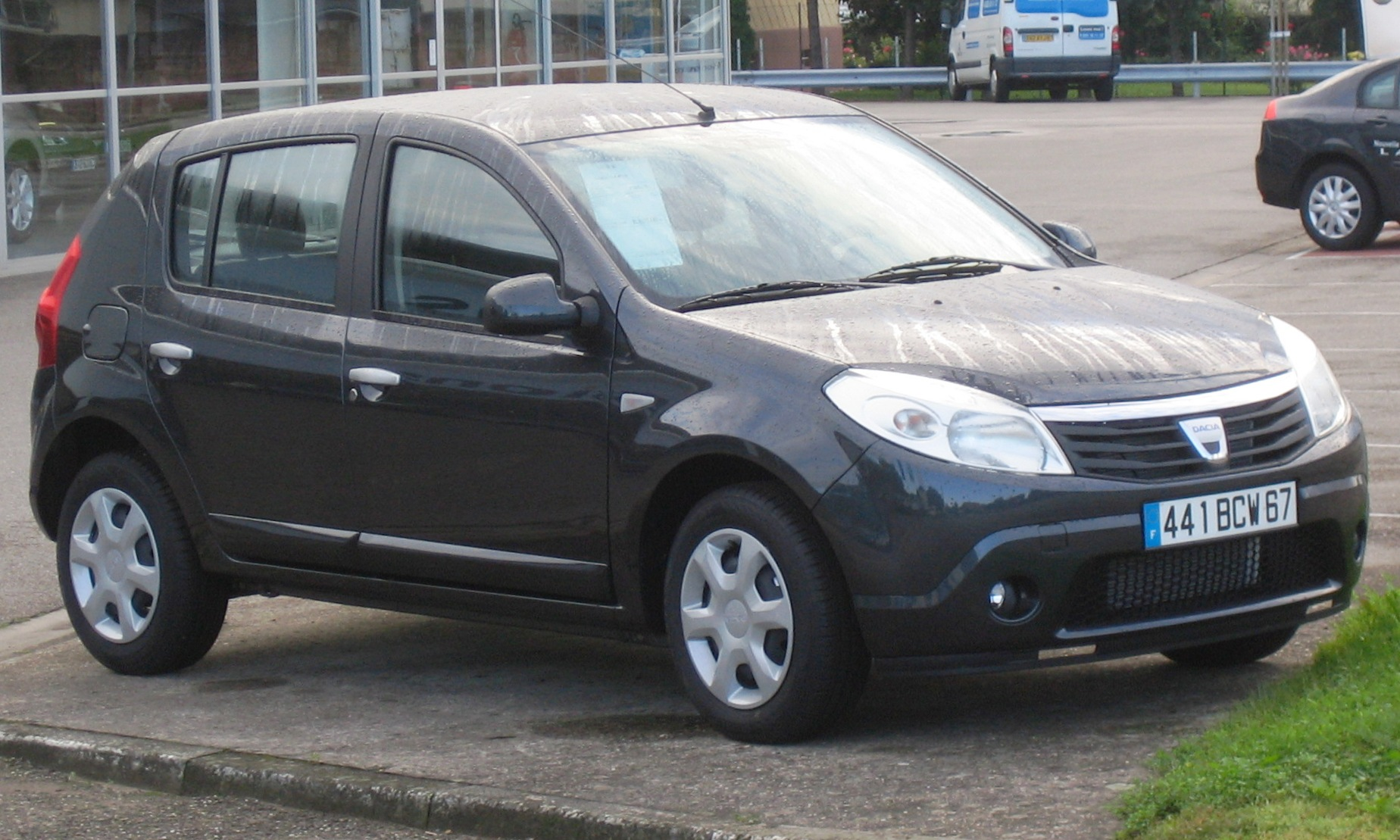
Dacia Sandero
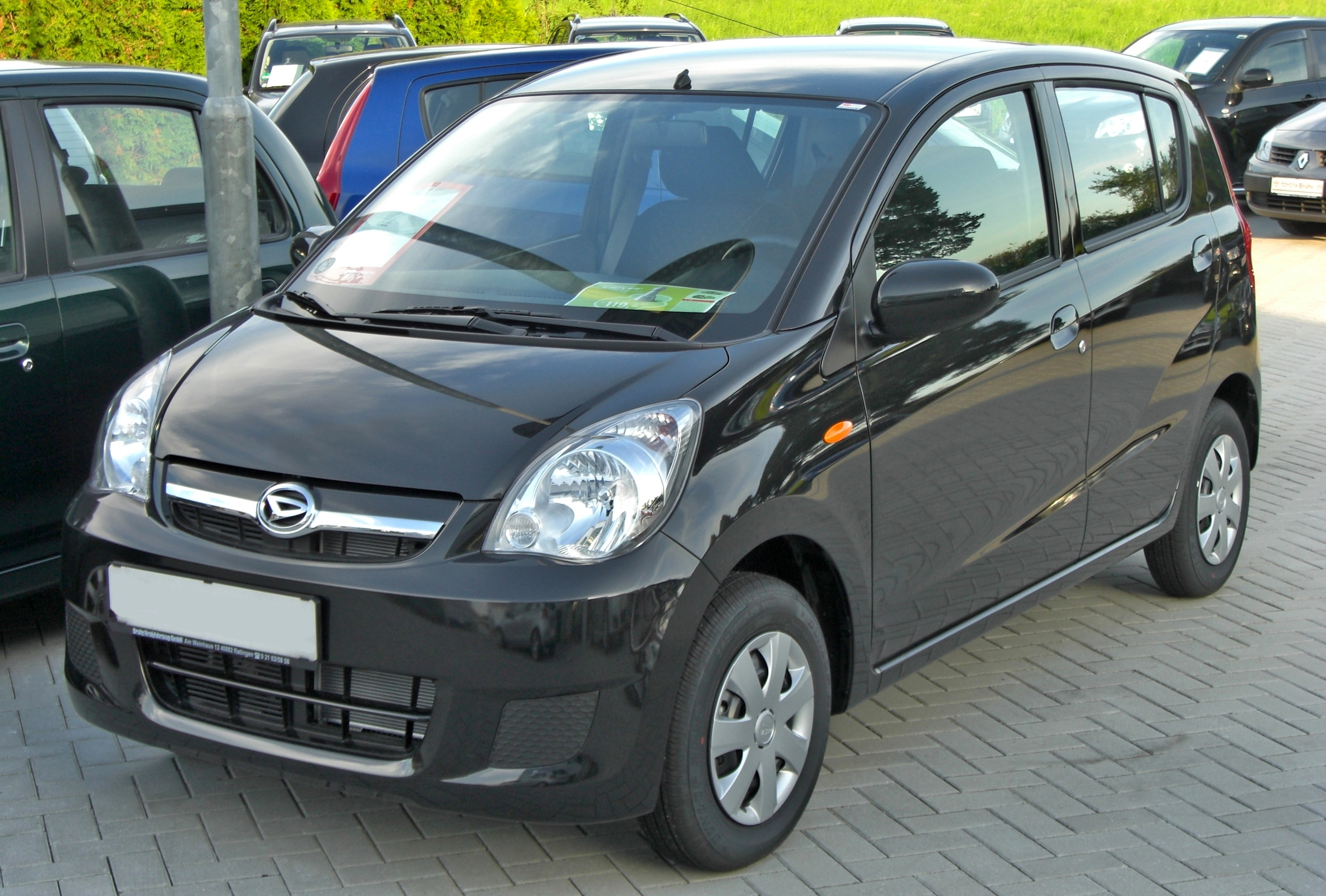
Daihatsu Cuore
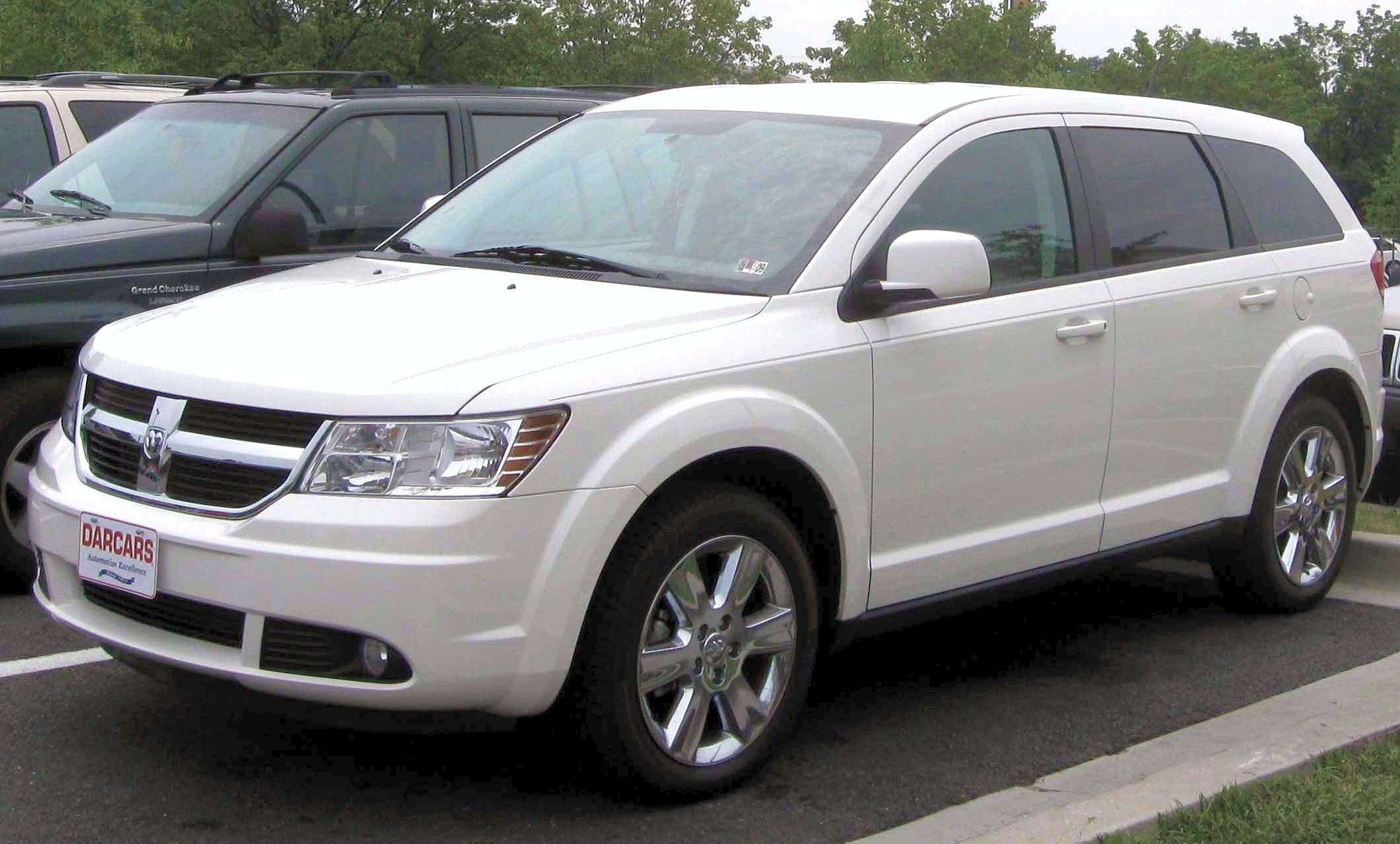
Dodge Journey
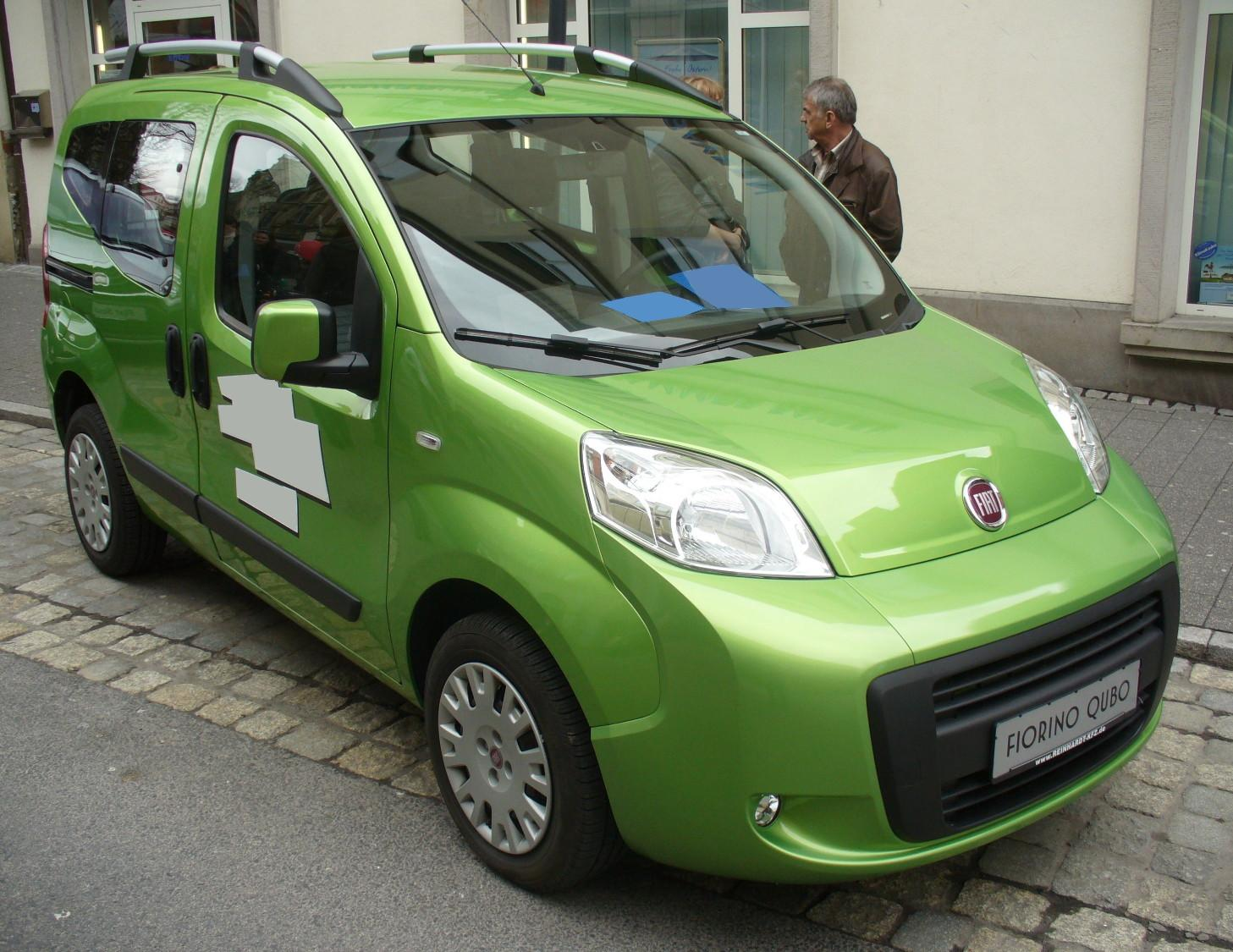
Fiat Fiorano Qubo
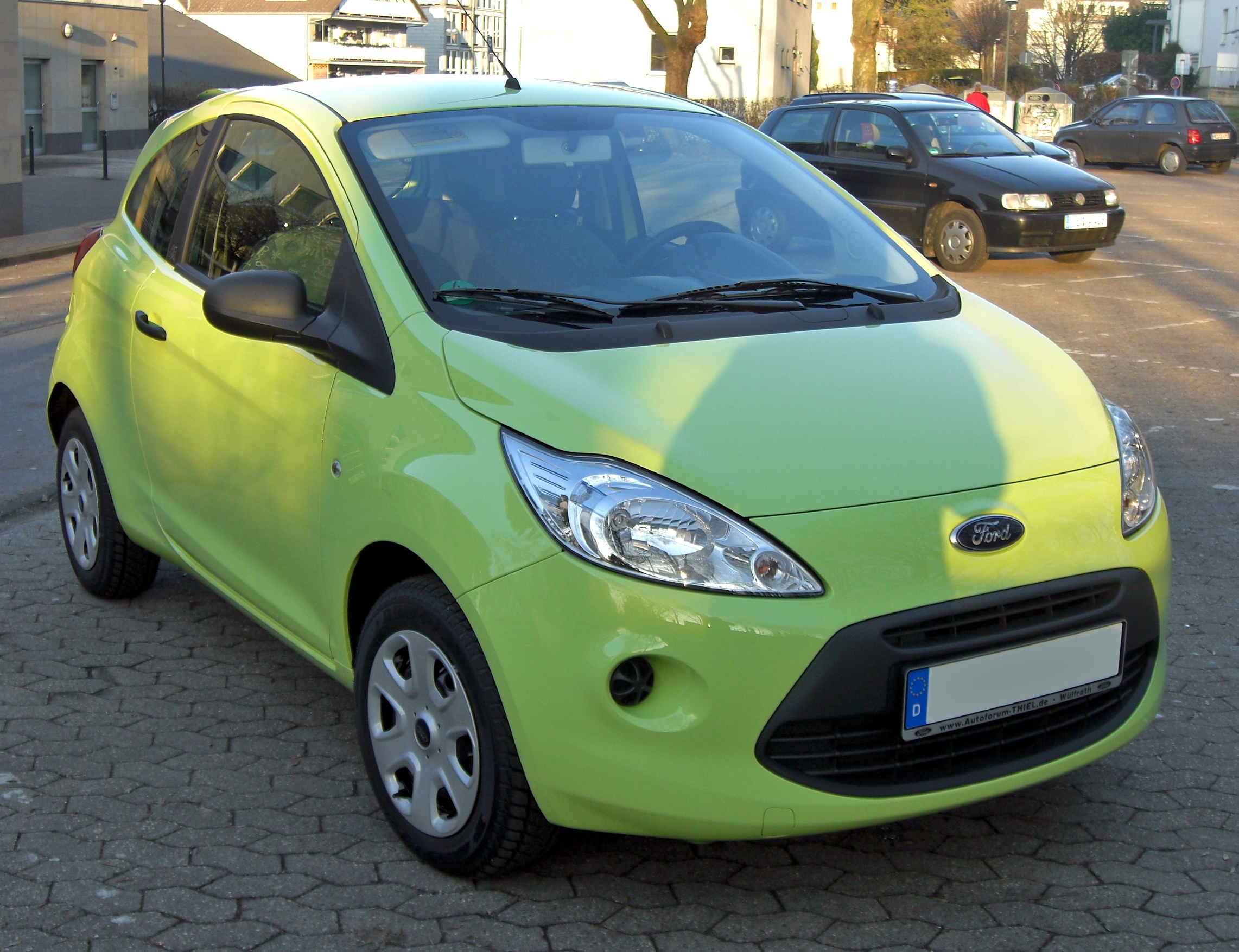
Ford Ka II
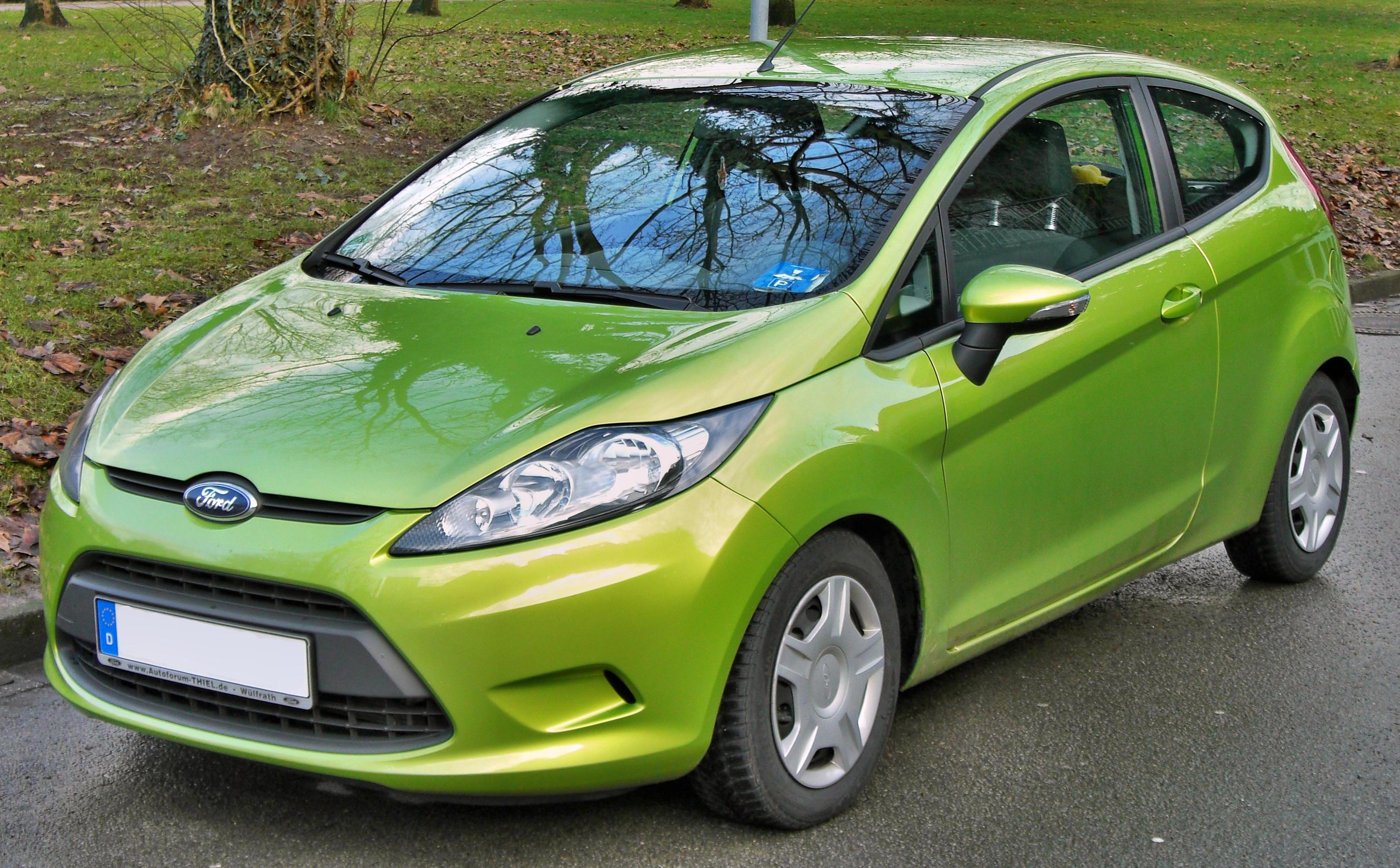
Ford Fiesta VI 3p
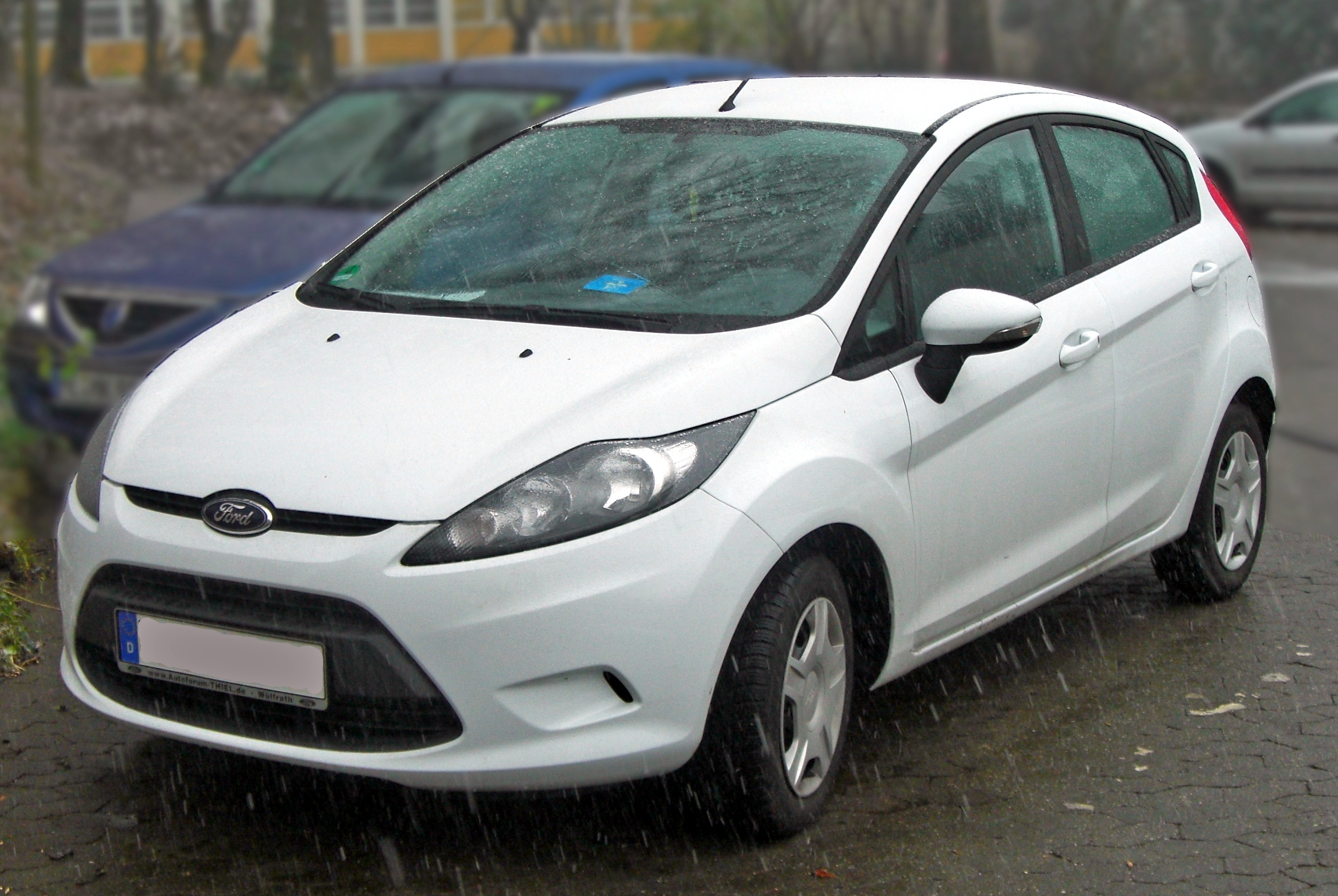
Ford Fiesta VI 5p
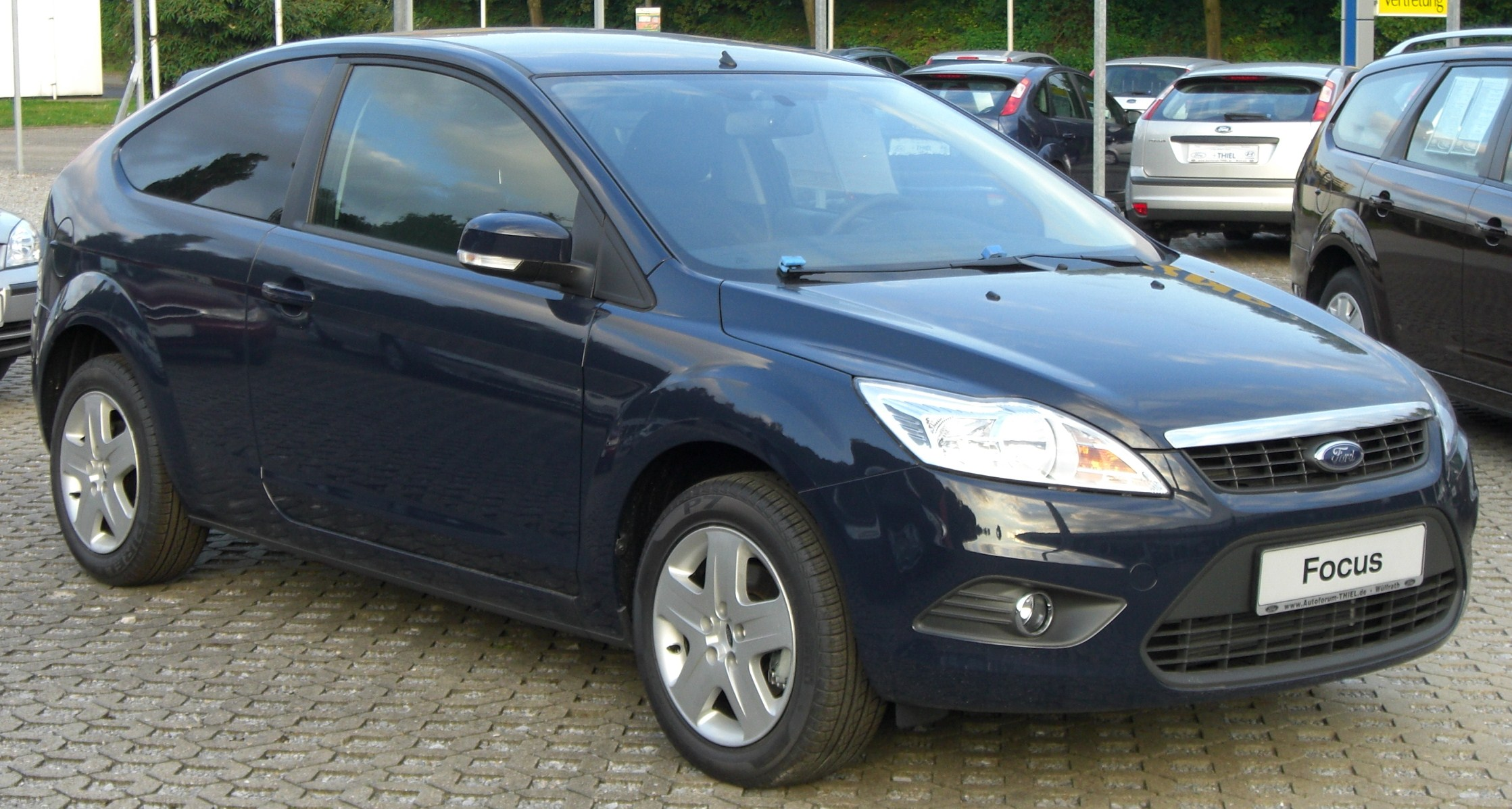
Ford Focus 3p restylée
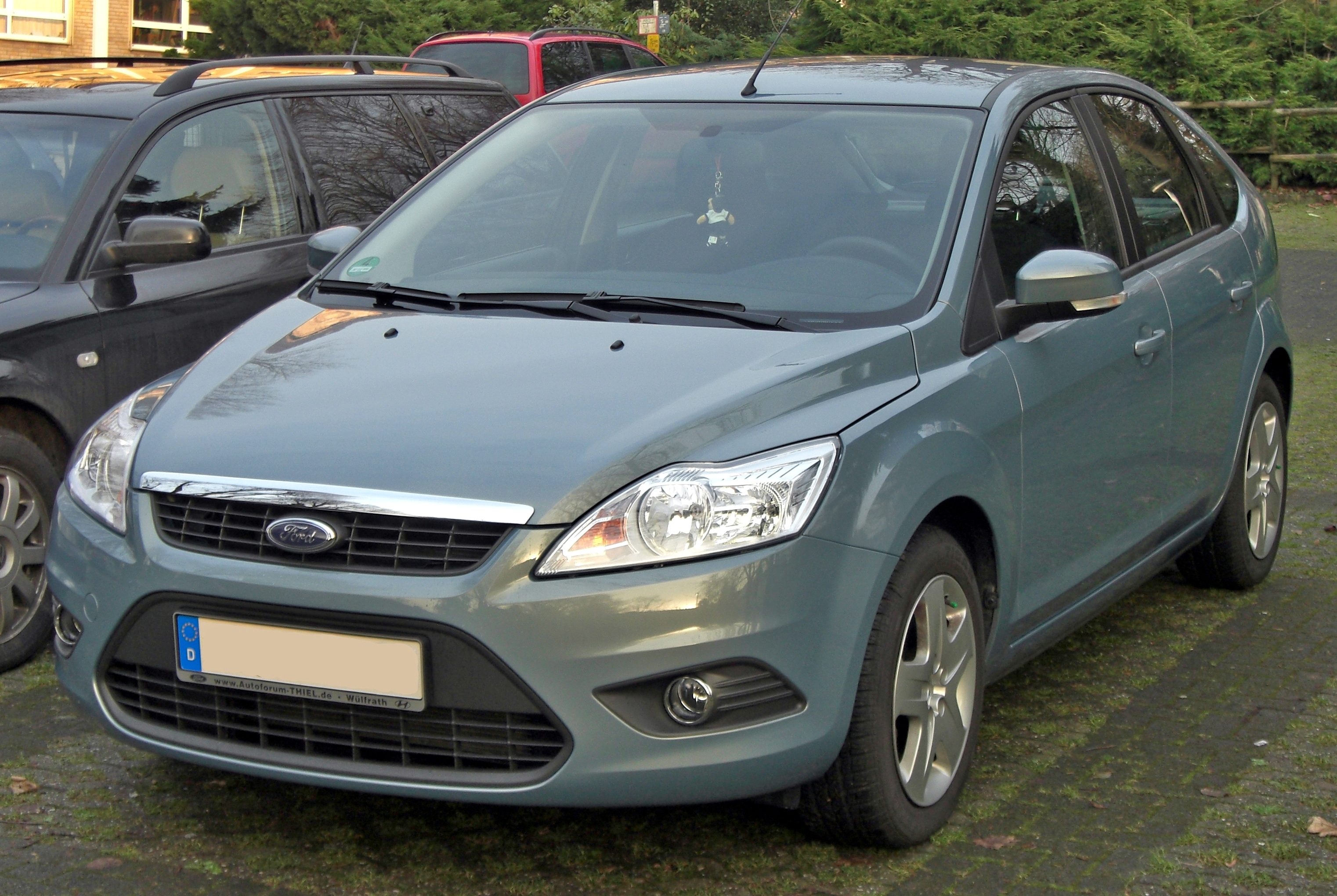
Ford Focus 5p restylée
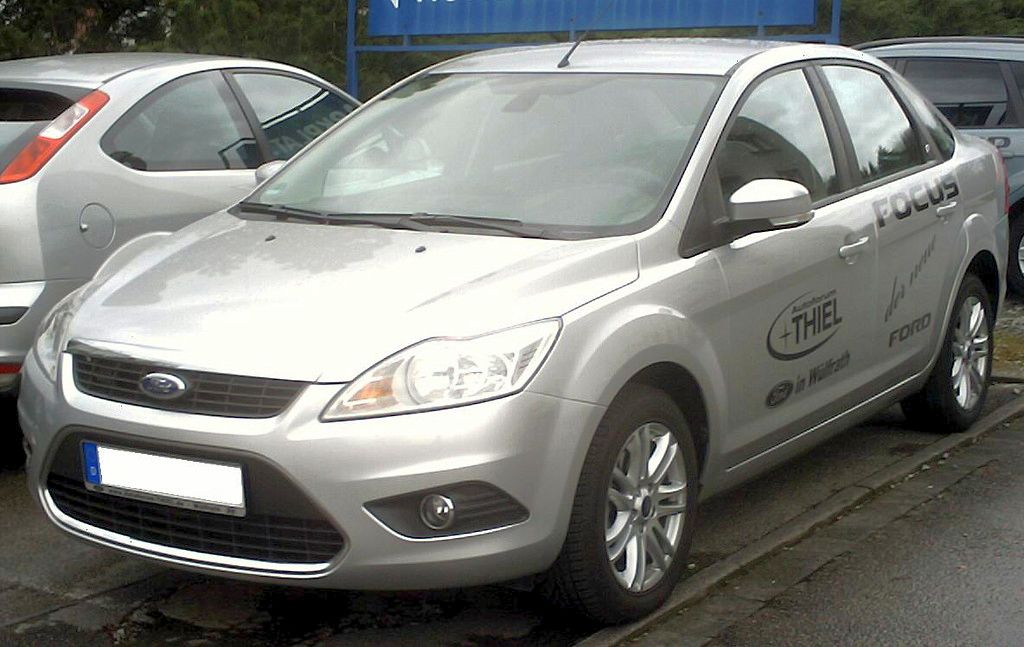
Ford Focus 4p restylée
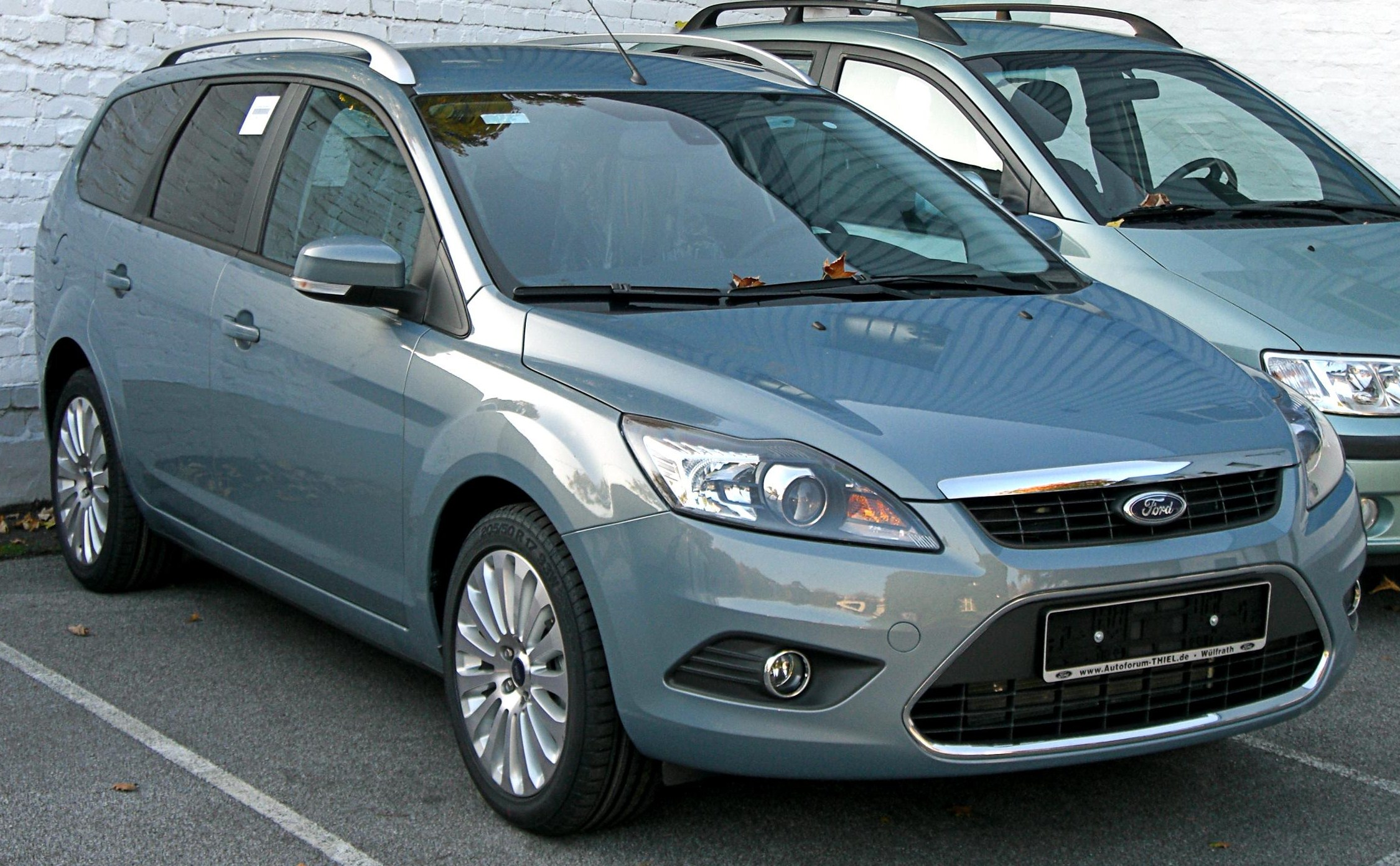
Ford Focus SW restylé
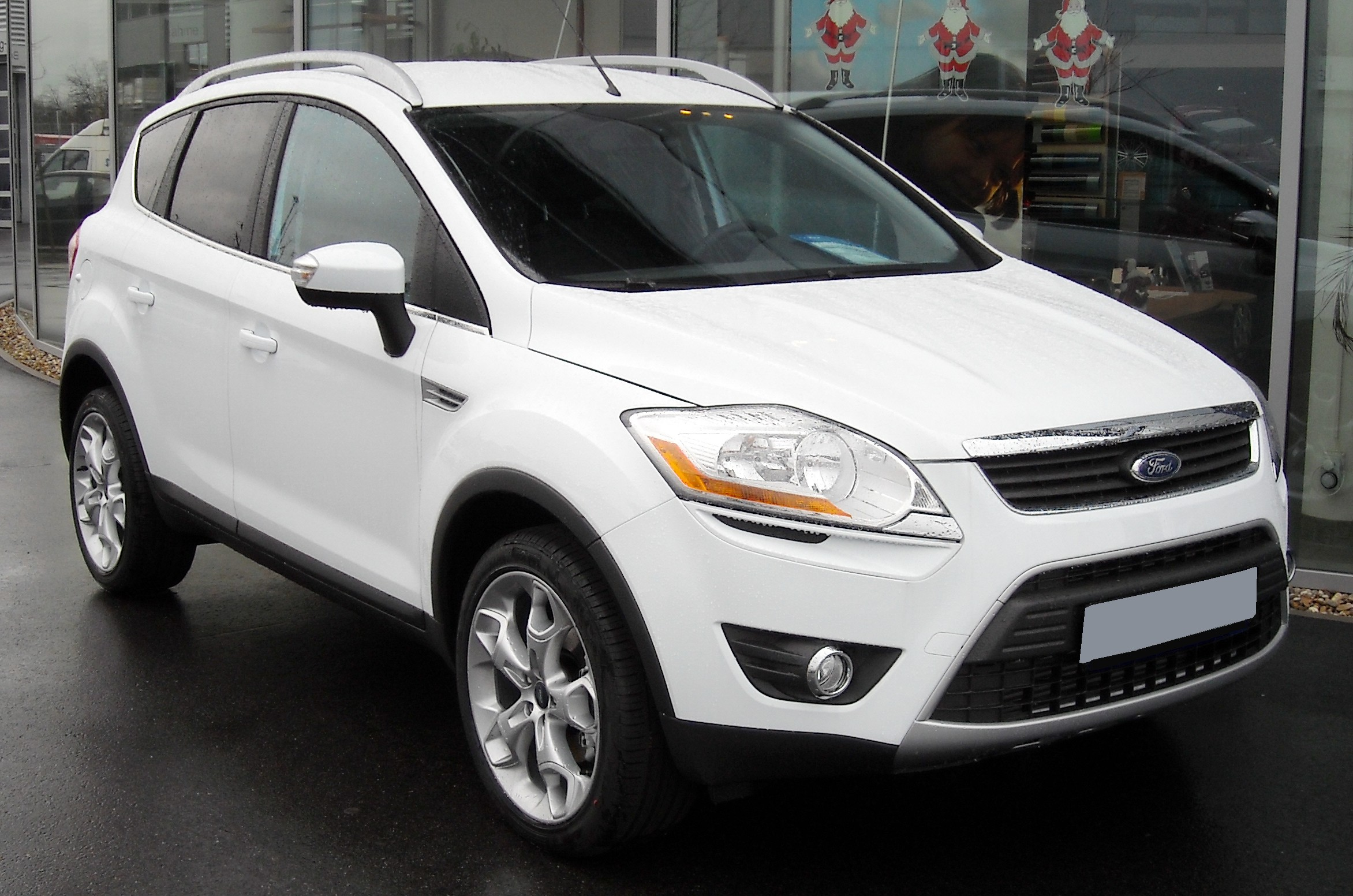
Ford Kuga
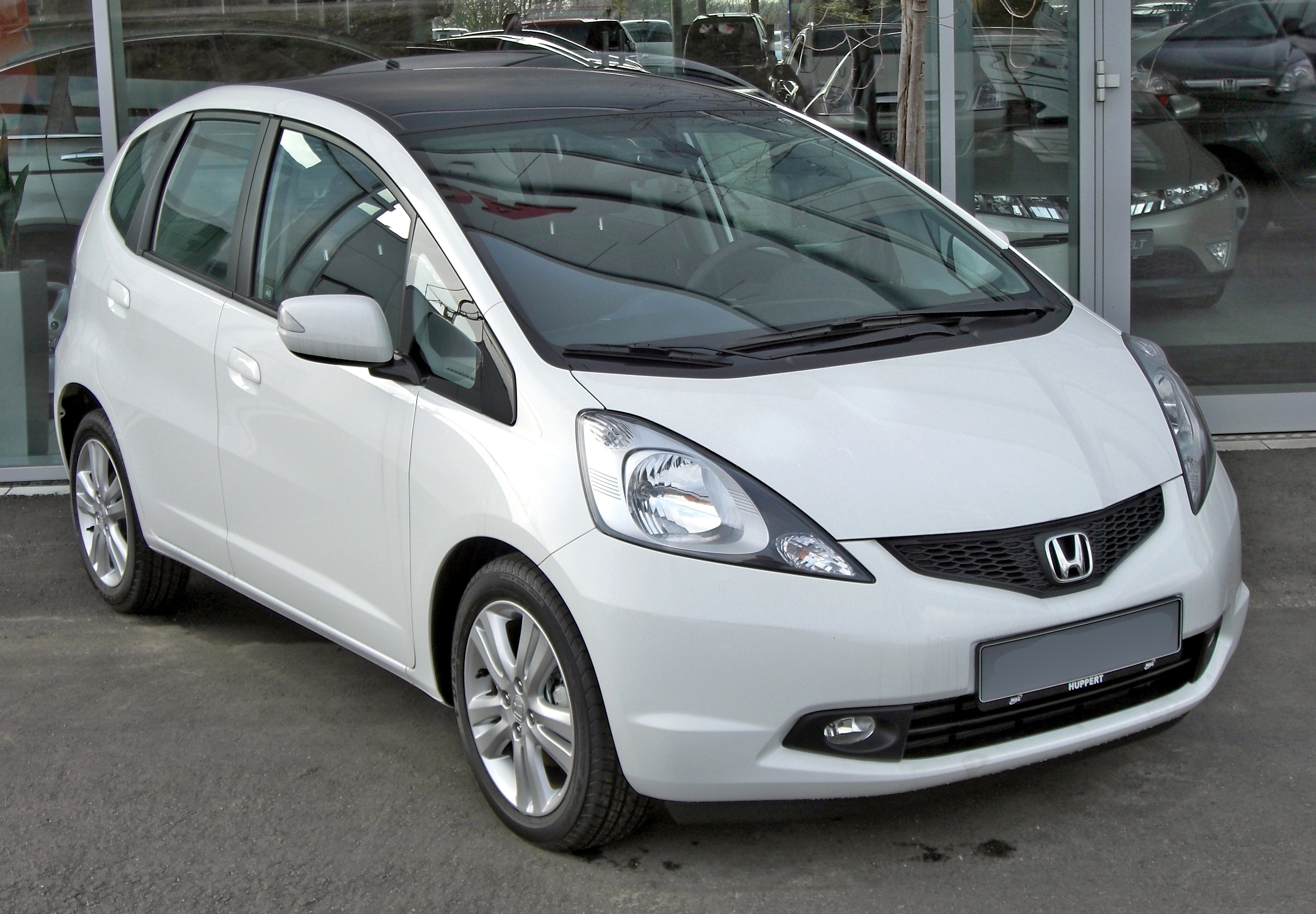
Honda Jazz II
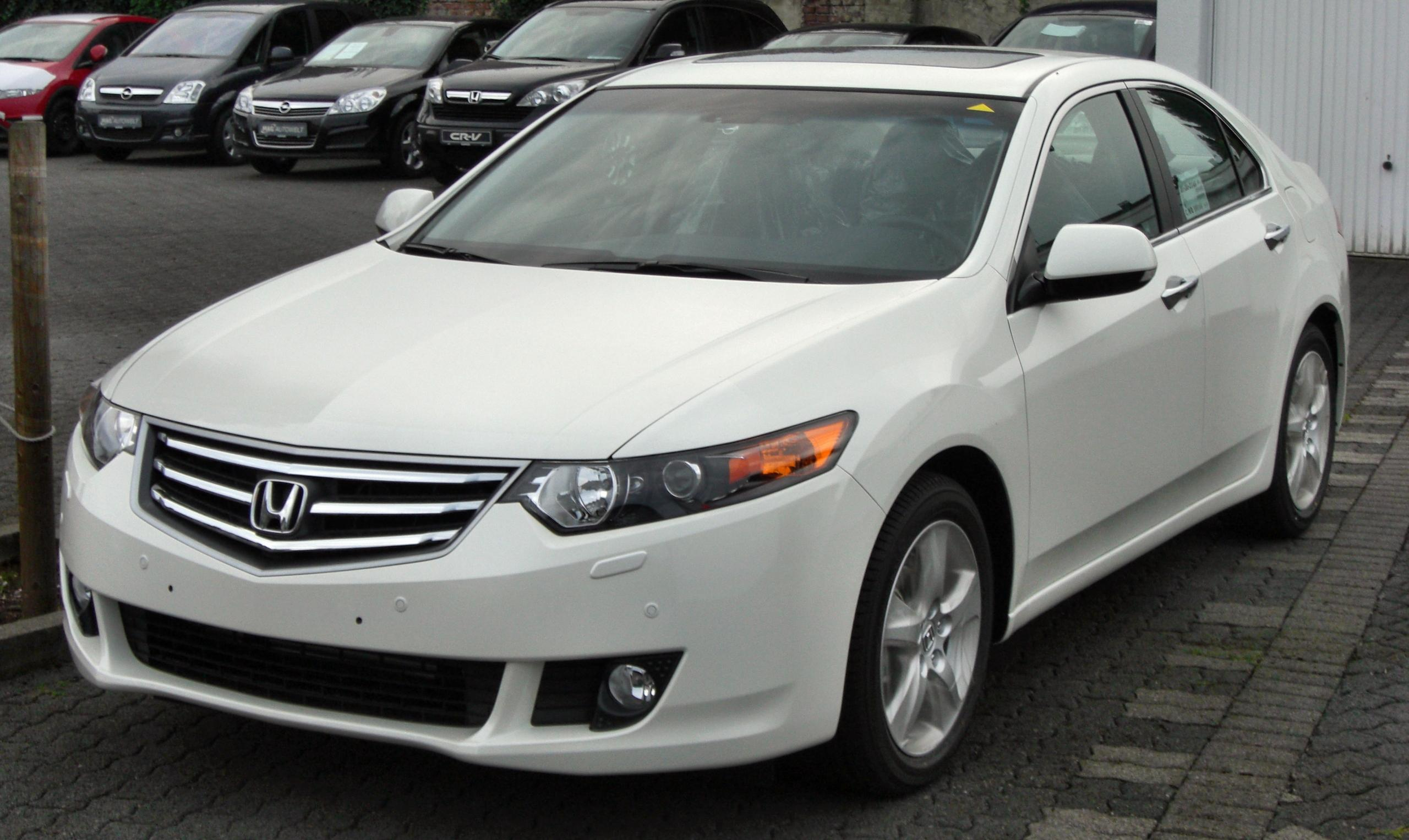
Honda Accord VIII
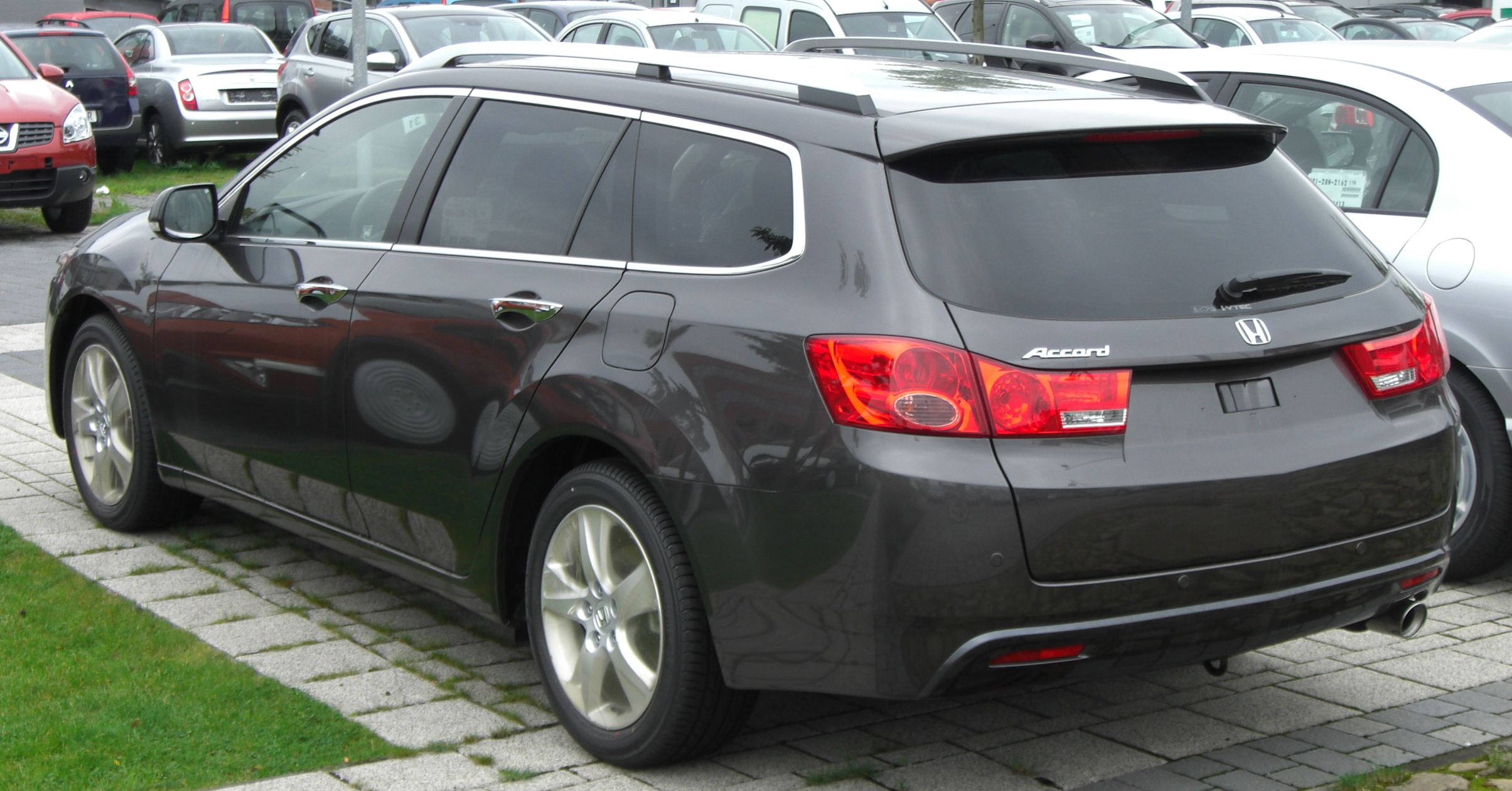
Honda Accord VIII Tourer
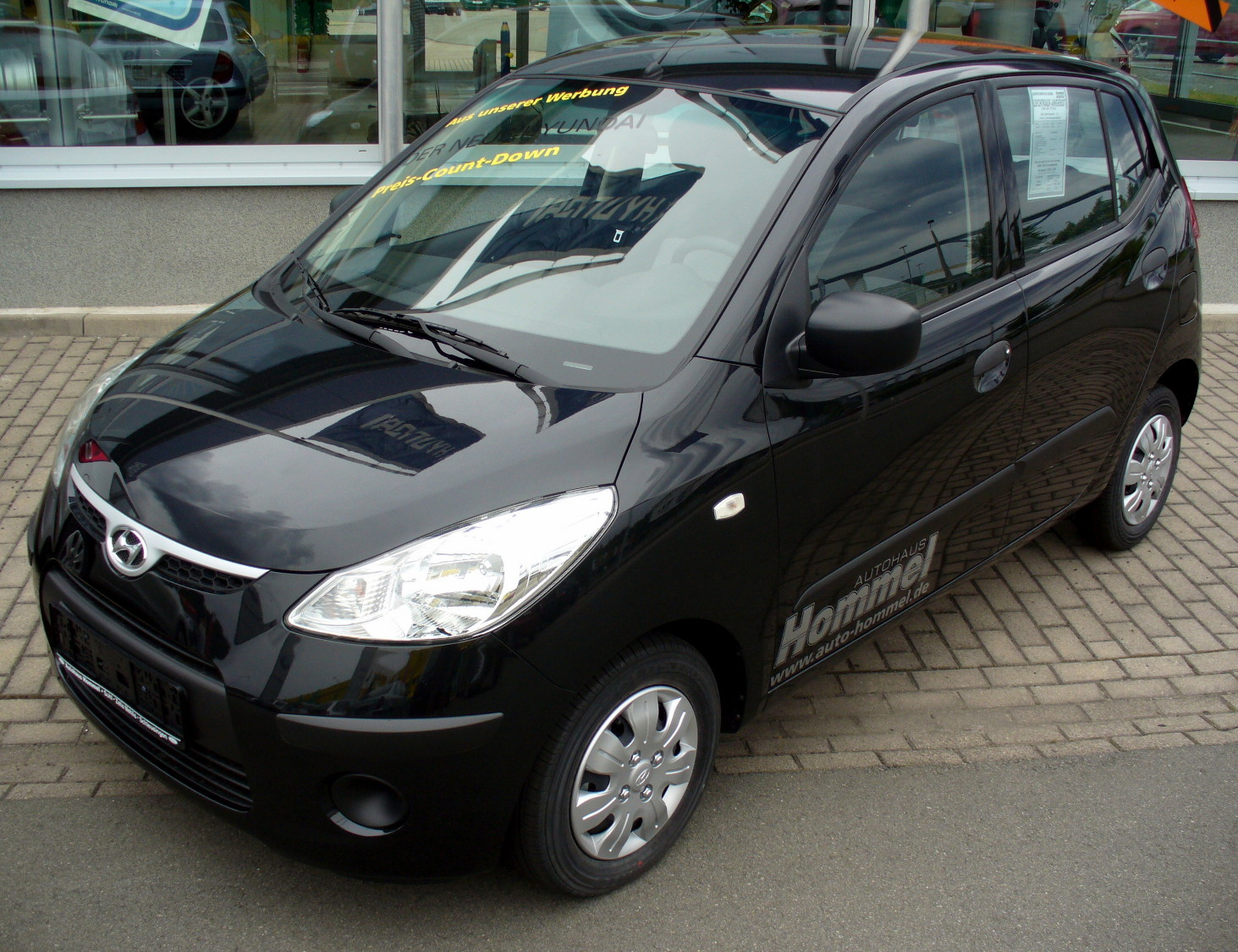
Hyundai i10
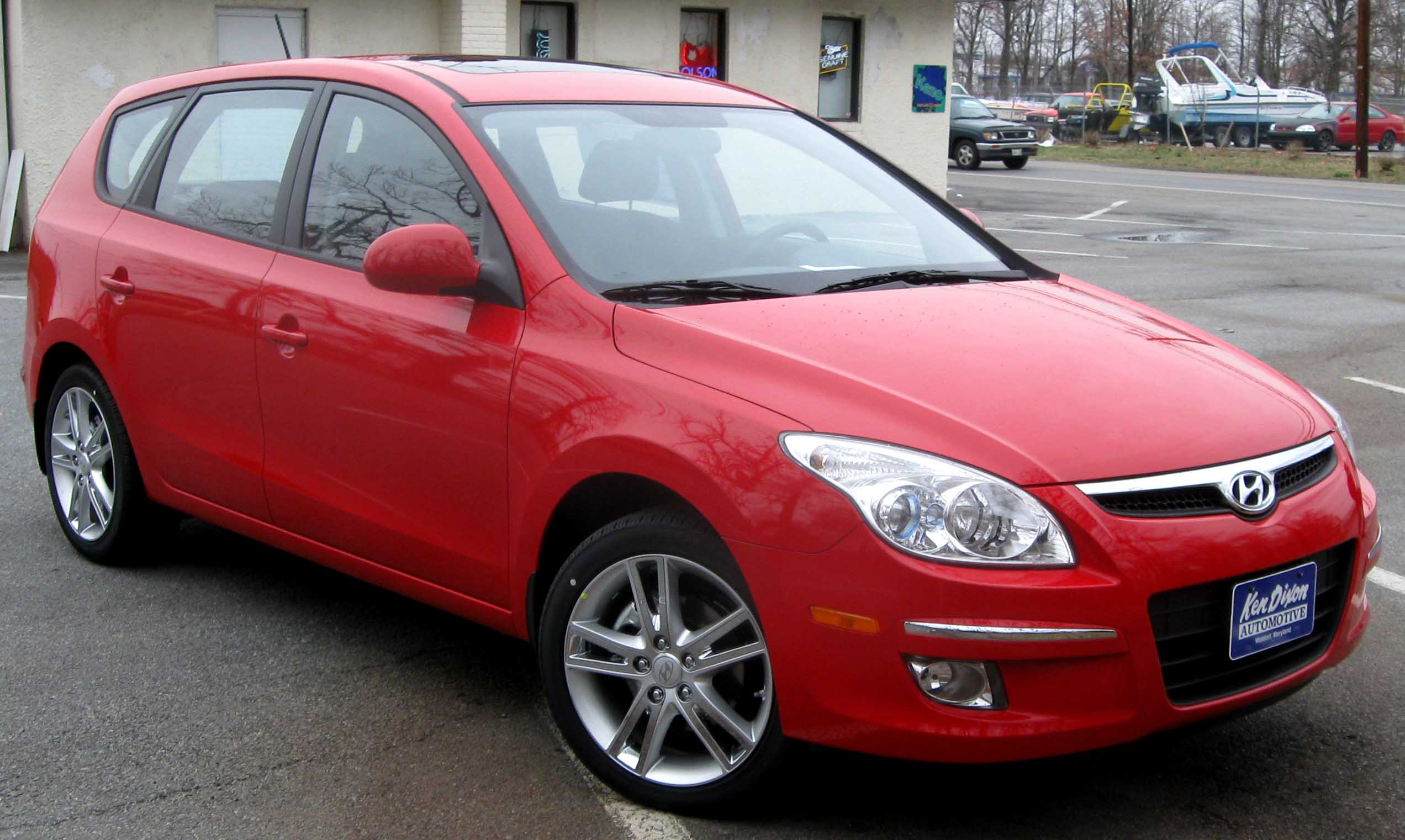
Hyundai i30 CW
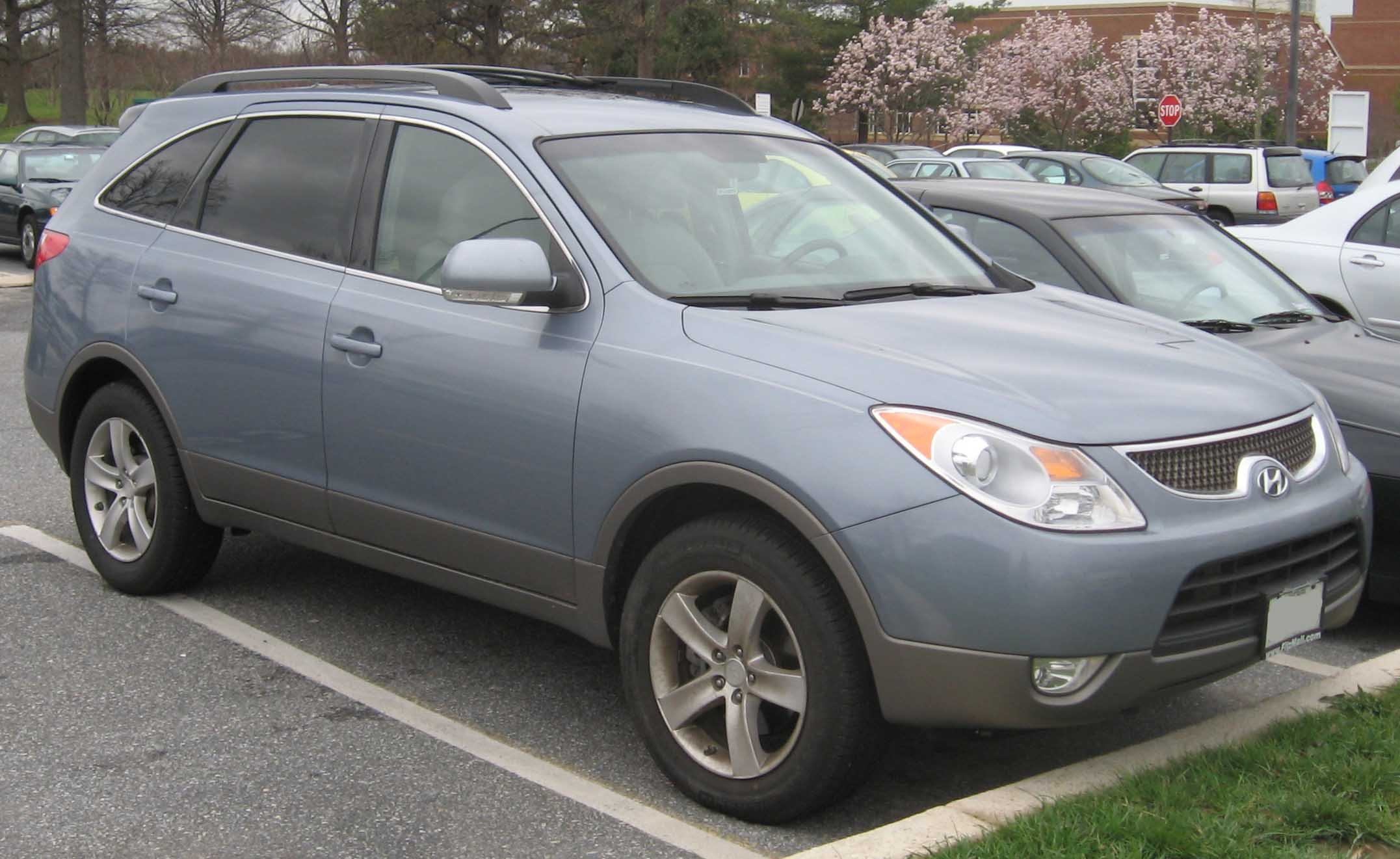
Hyundai iX55
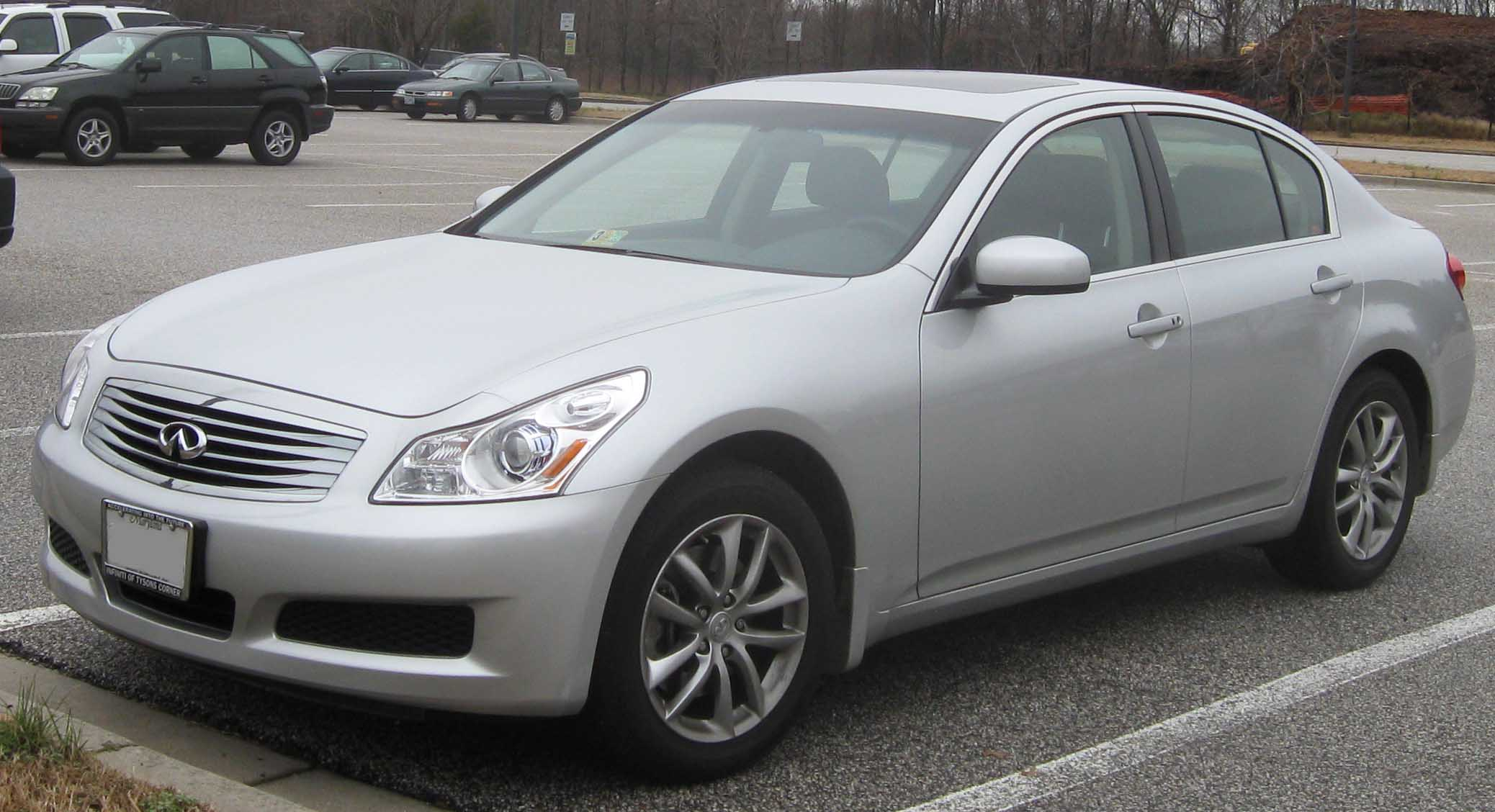
Infiniti G
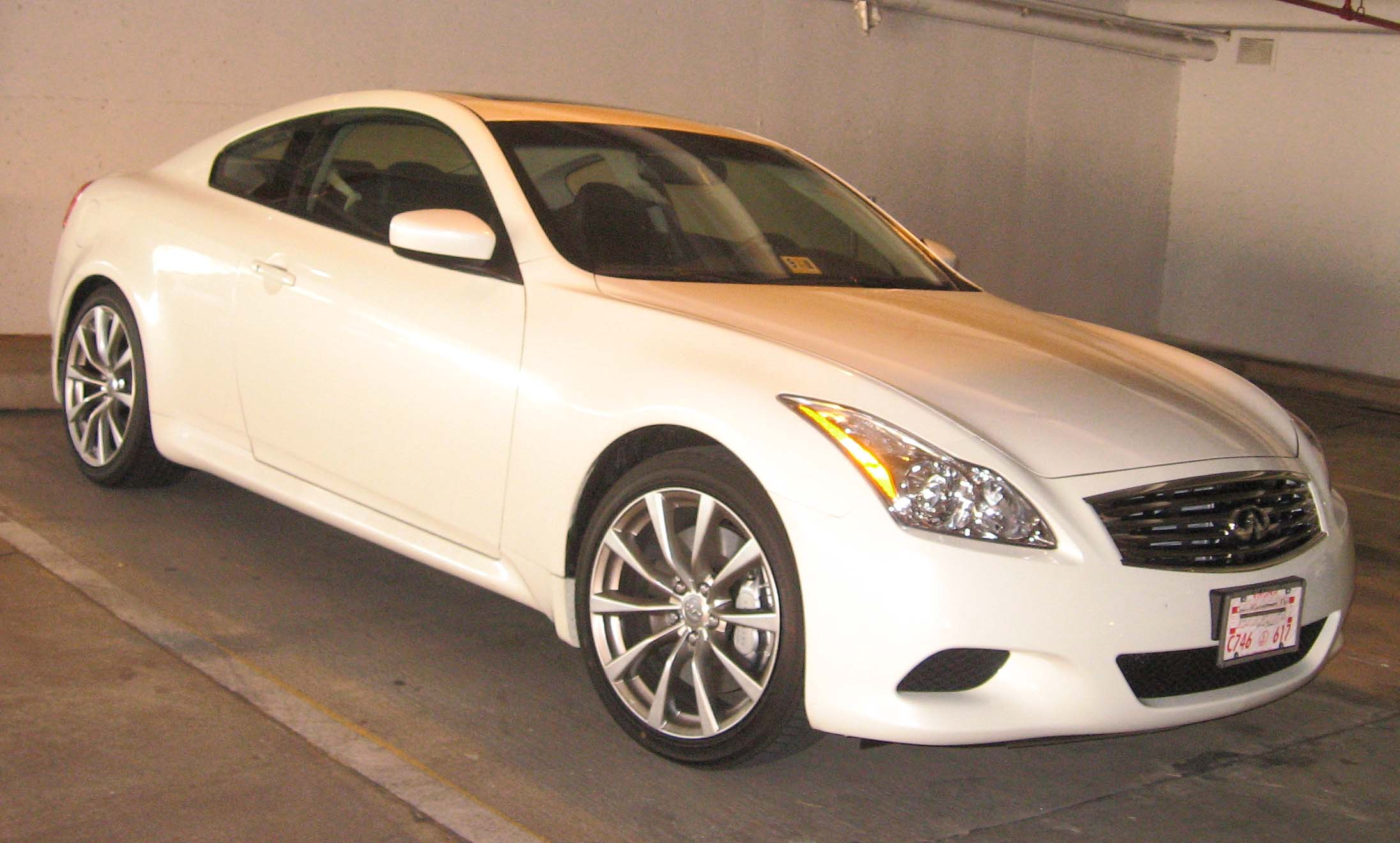
Infiniti G Coupé
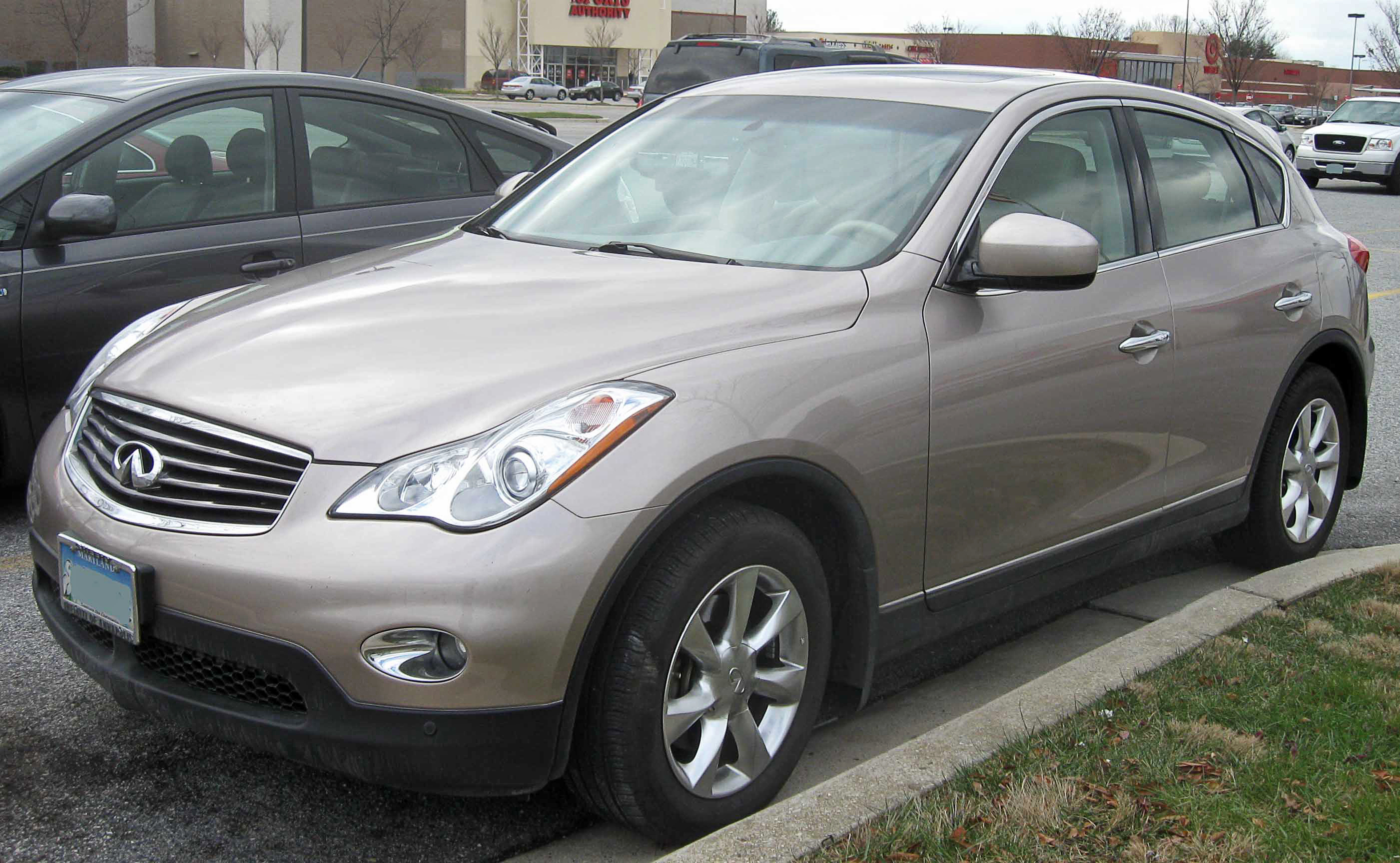
Infiniti EX
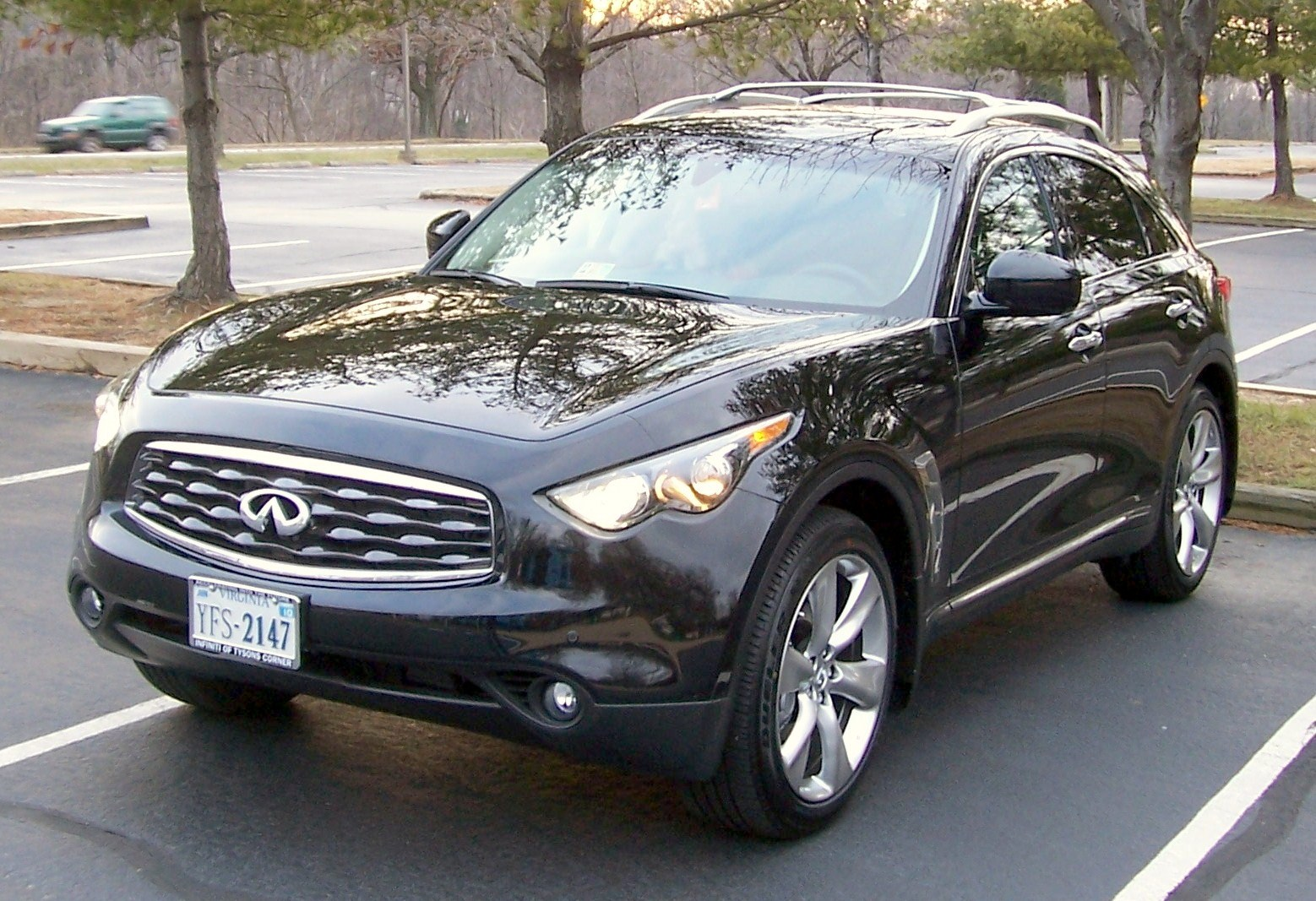
Infiniti FX II
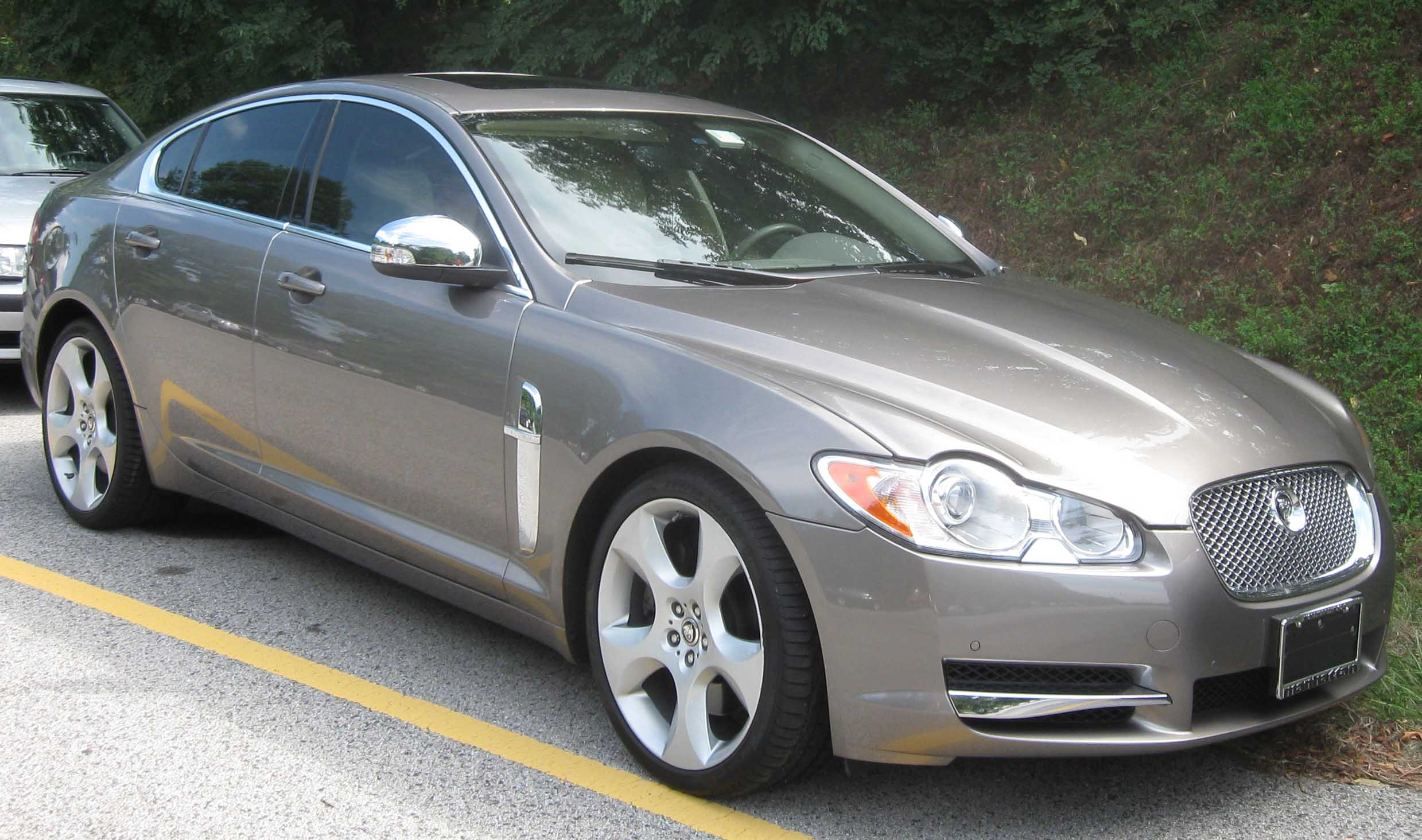
Jaguar XF
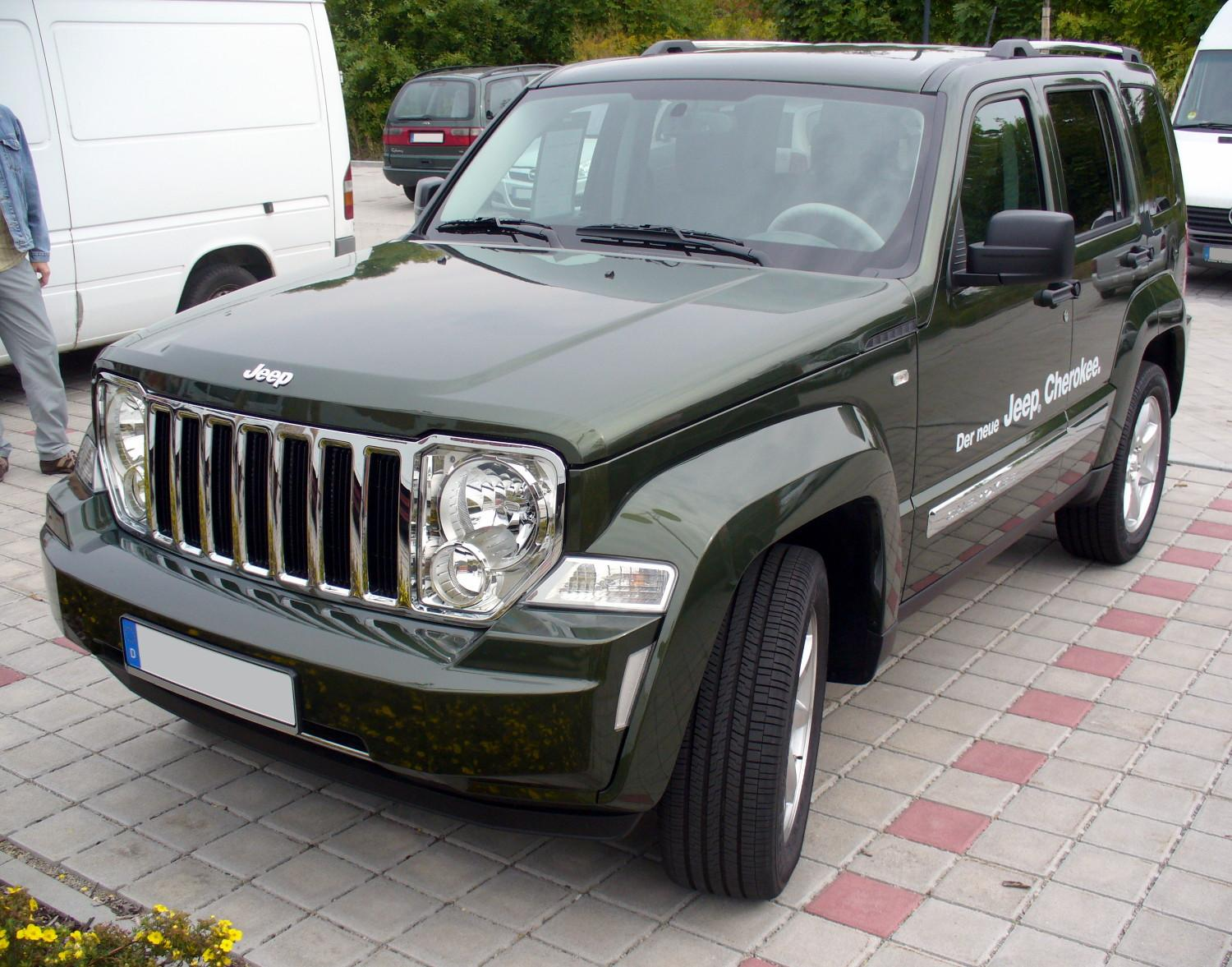
Jeep Cherokee III
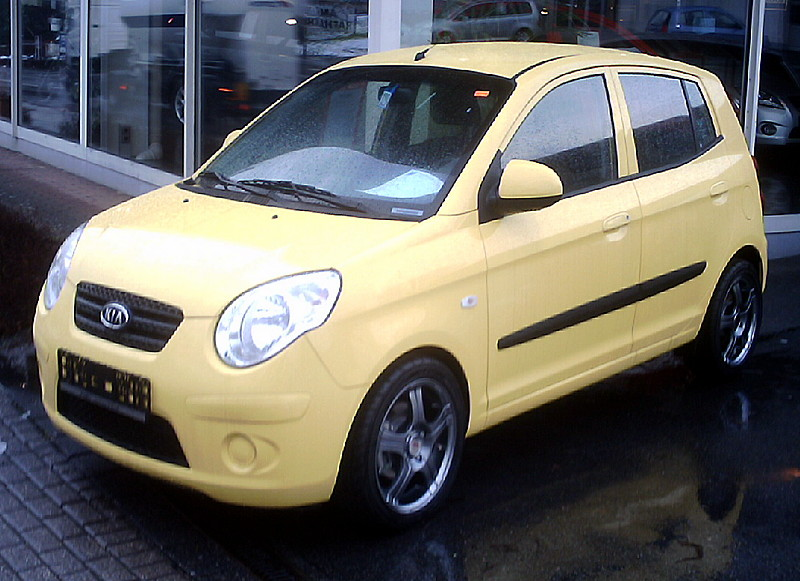
Kia Picanto restylée
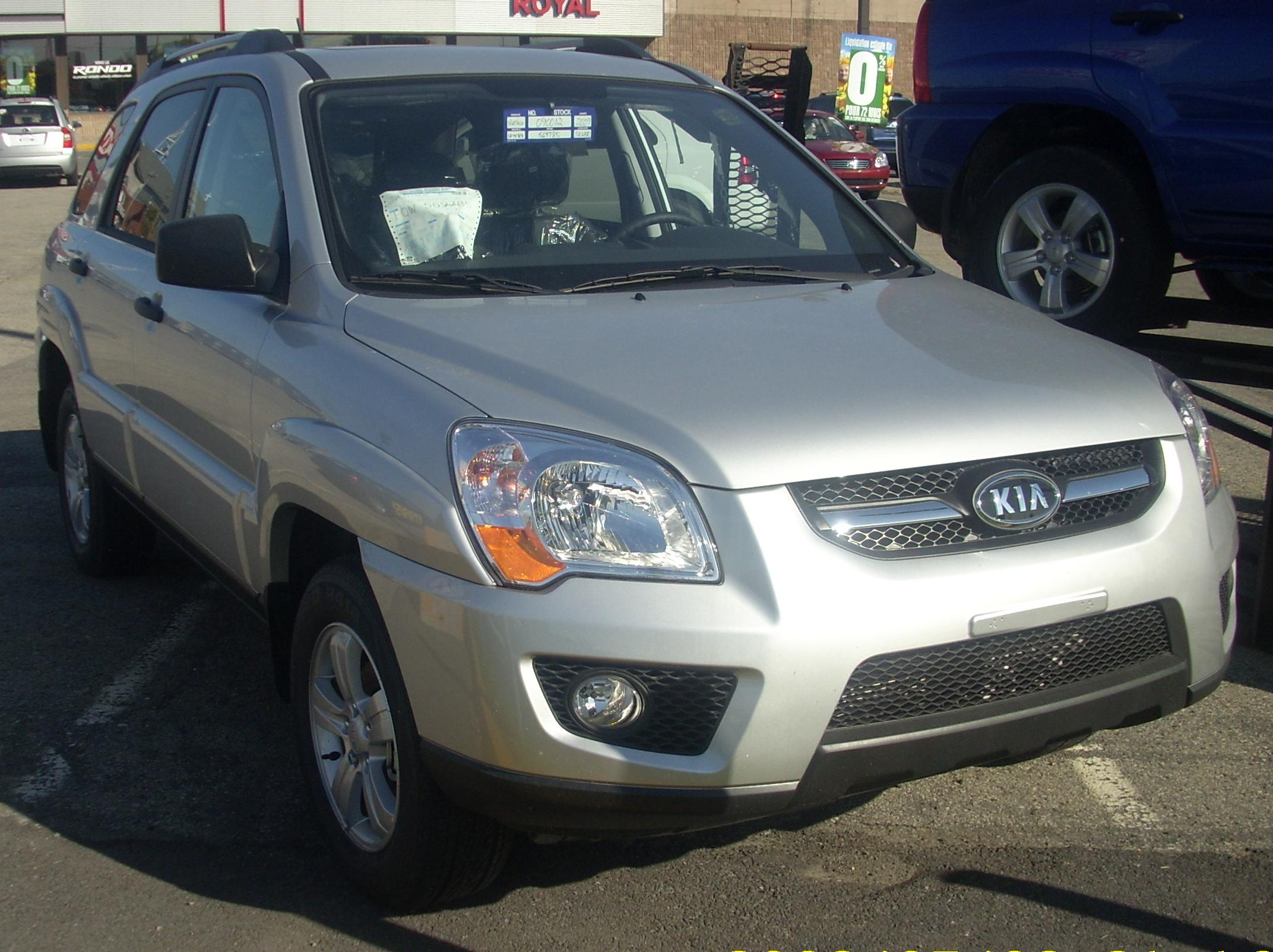
Kia Sportage restylé
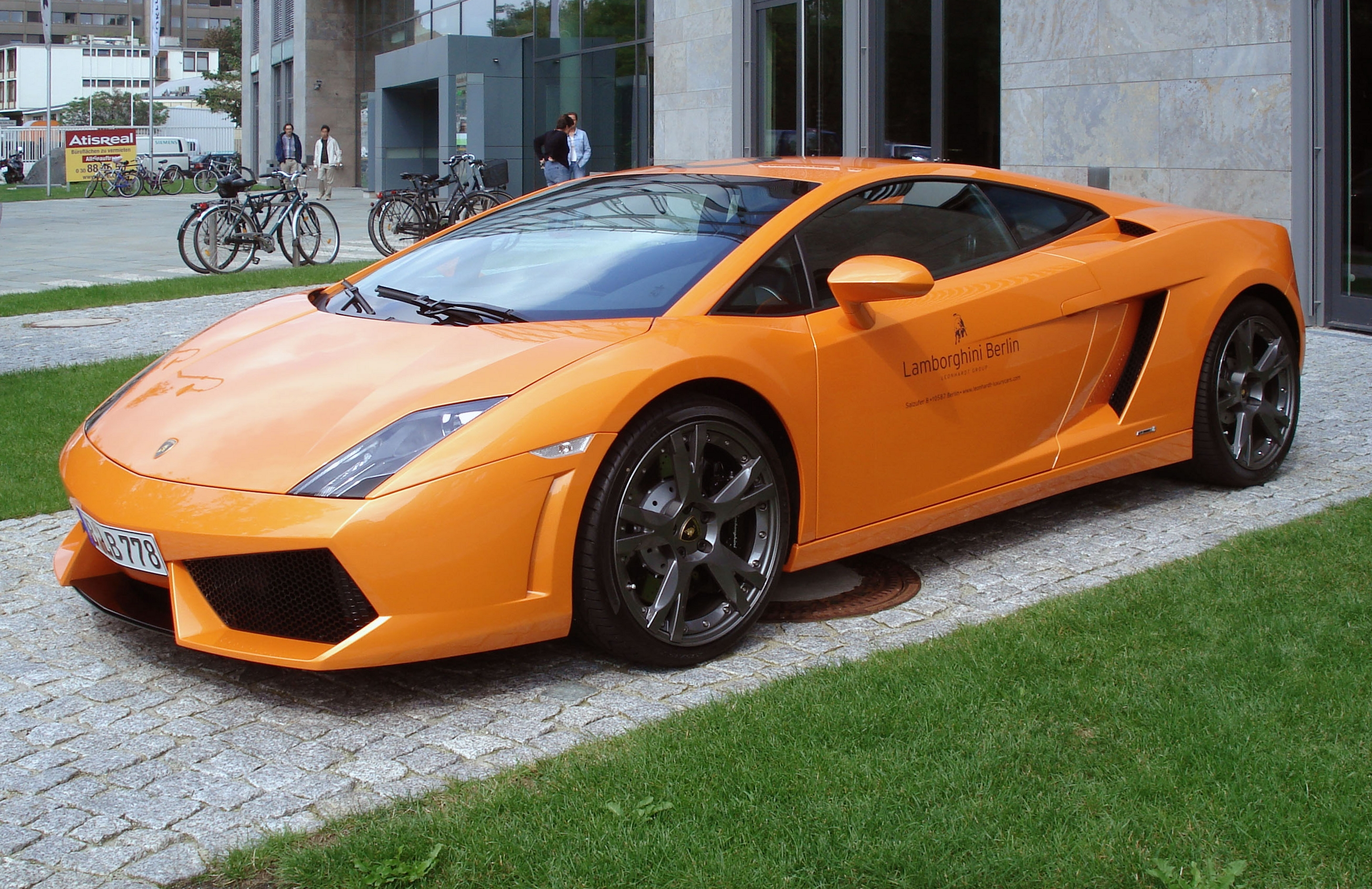
Lamborghini Gallardo LP 560-4
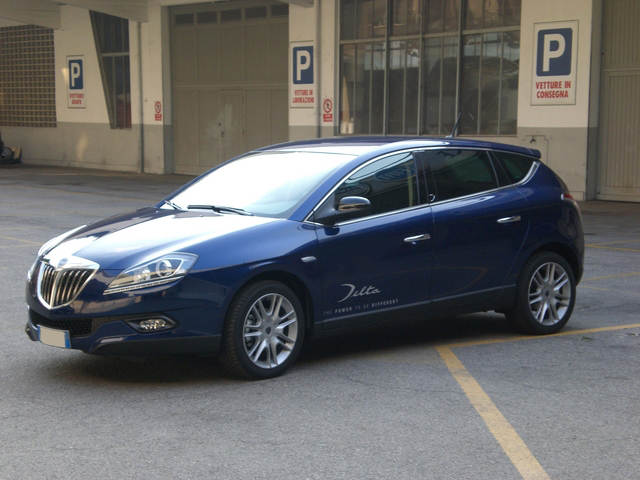
Lancia Delta III
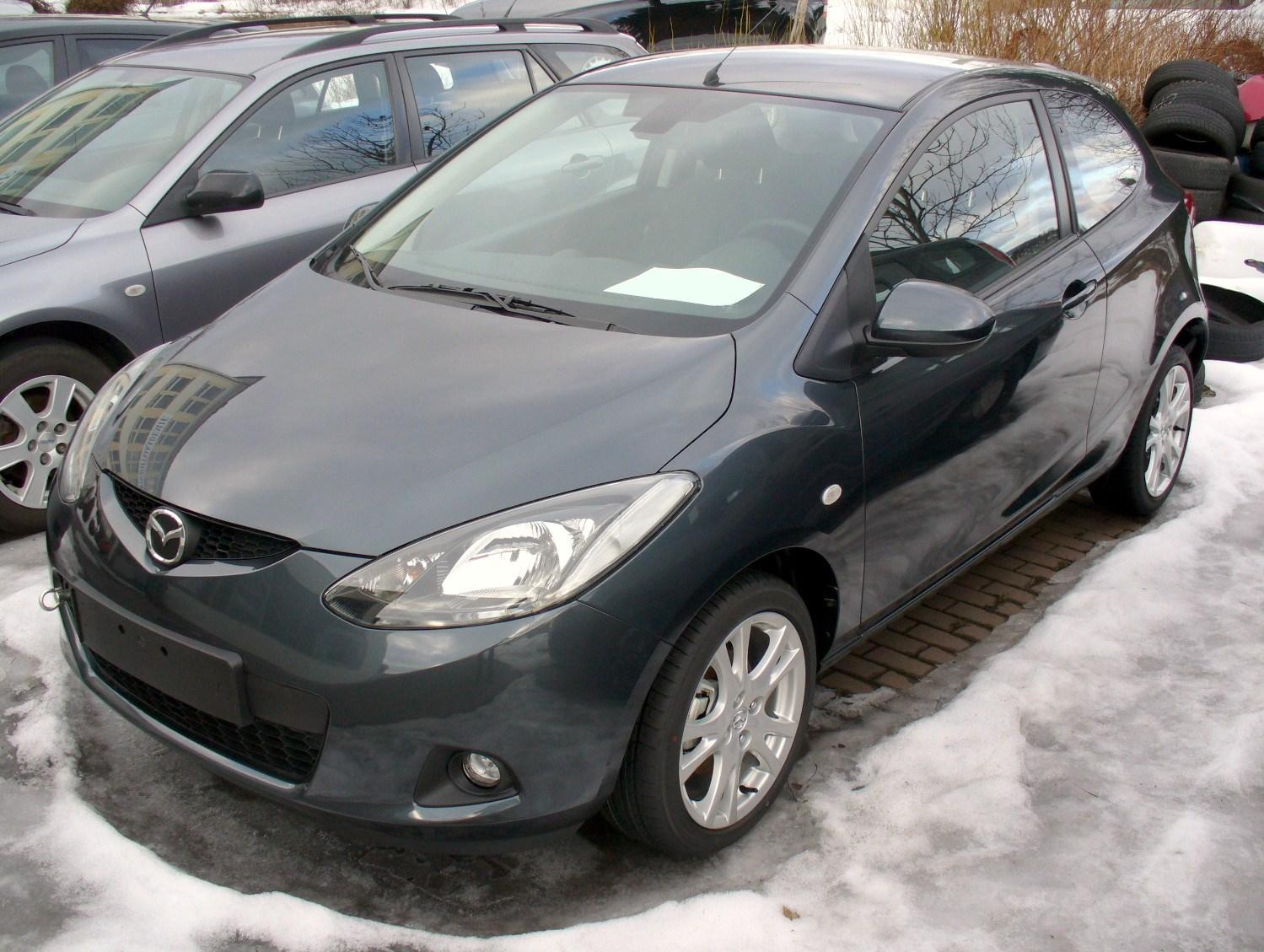
Mazda 2 3p
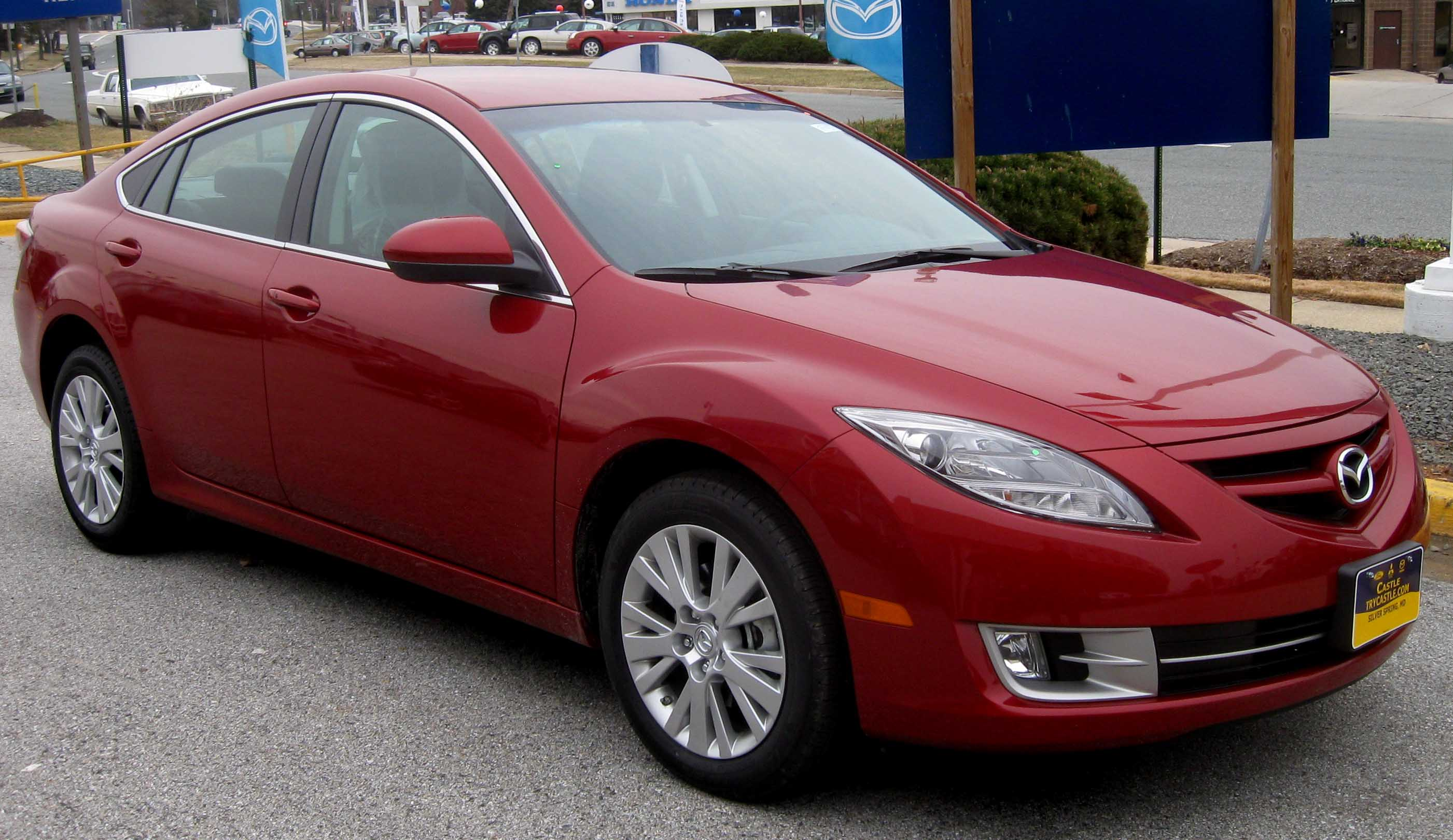
Mazda 6 II 4p
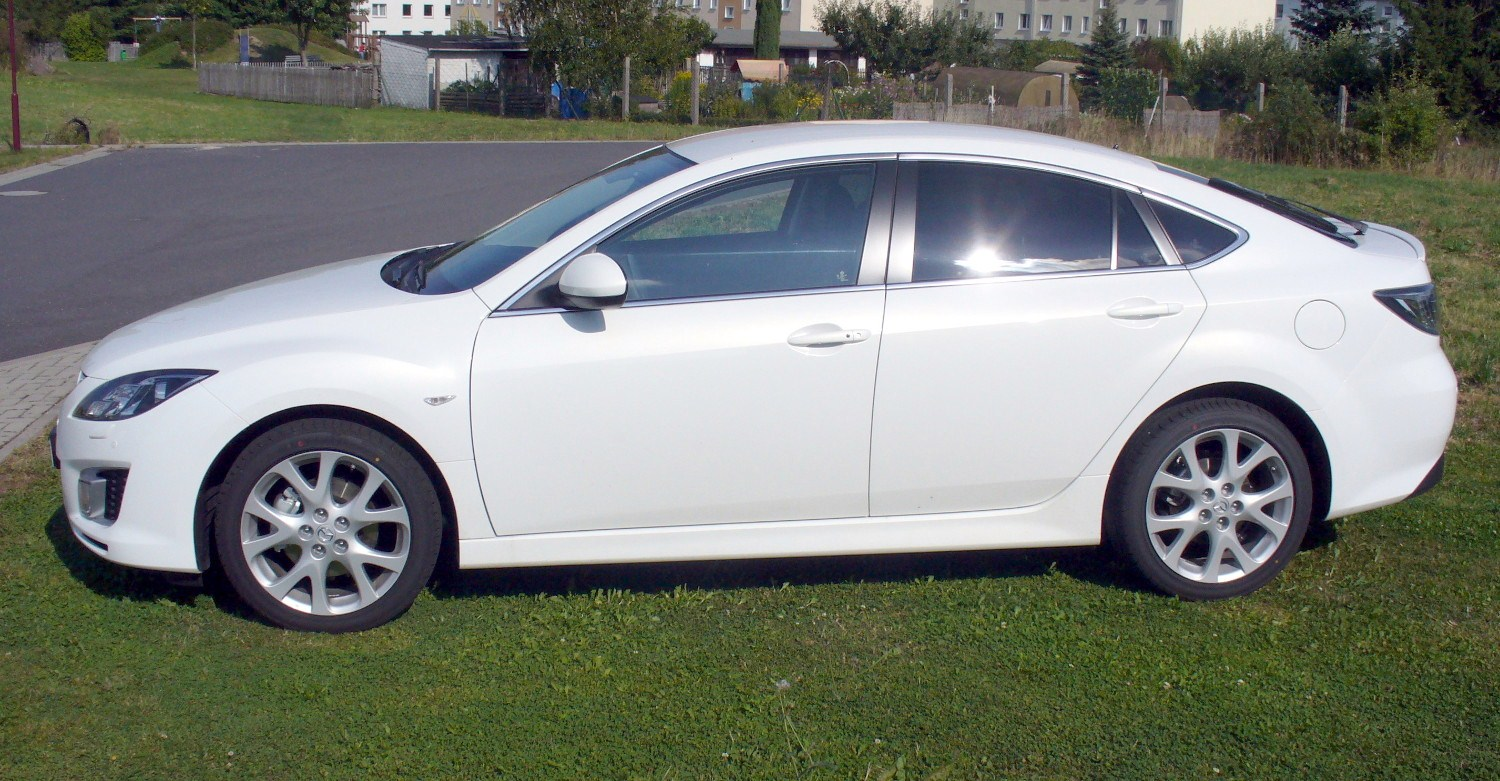
Mazda 6 II 5p
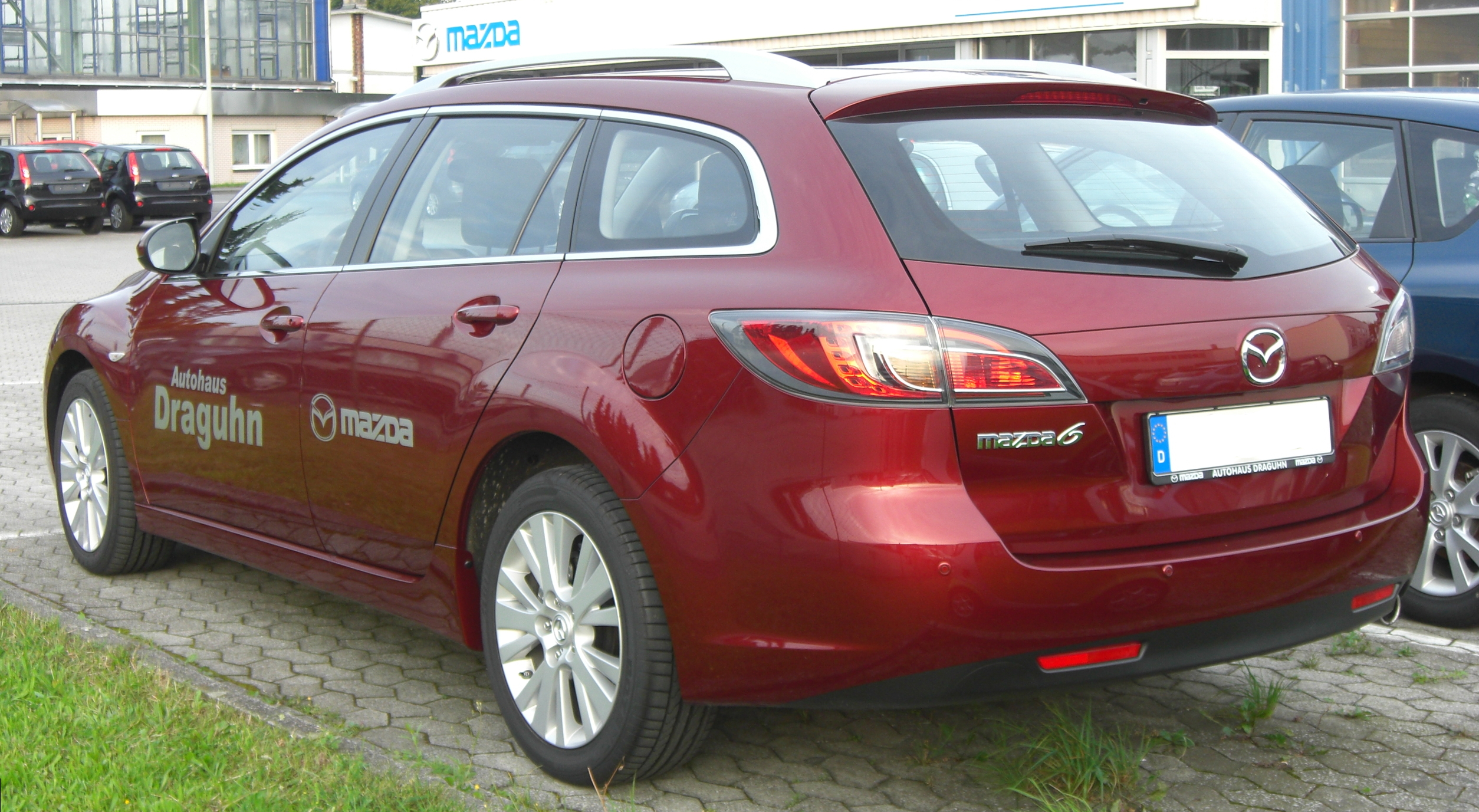
Mazda 6 II Fastwagon
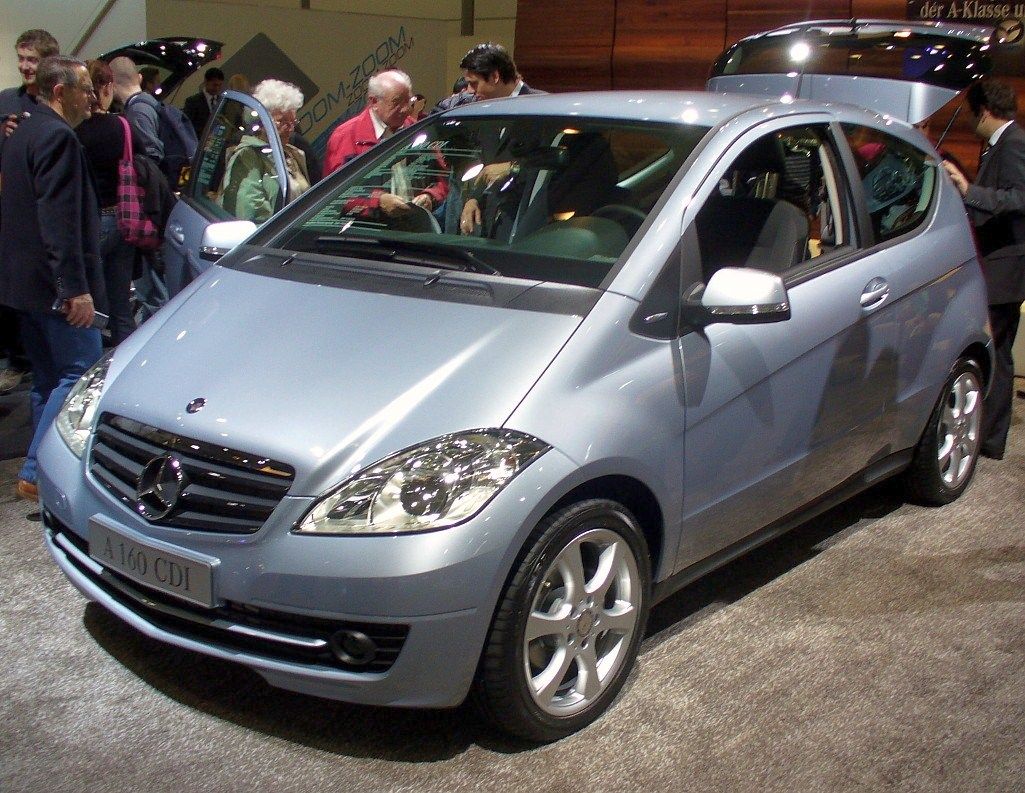
Mercedes Classe A Coupé restylé
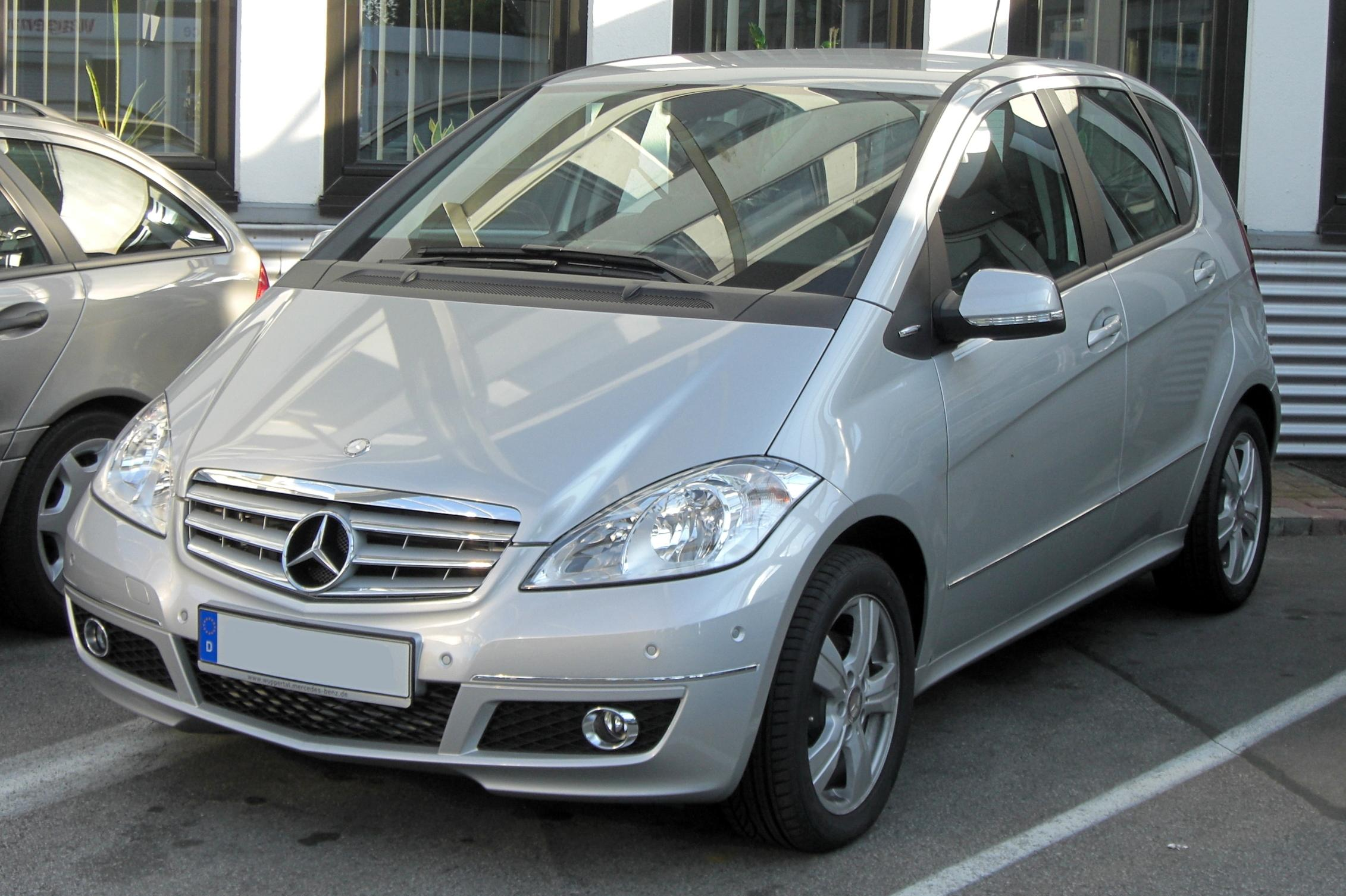
Mercedes Classe A 5p restylée
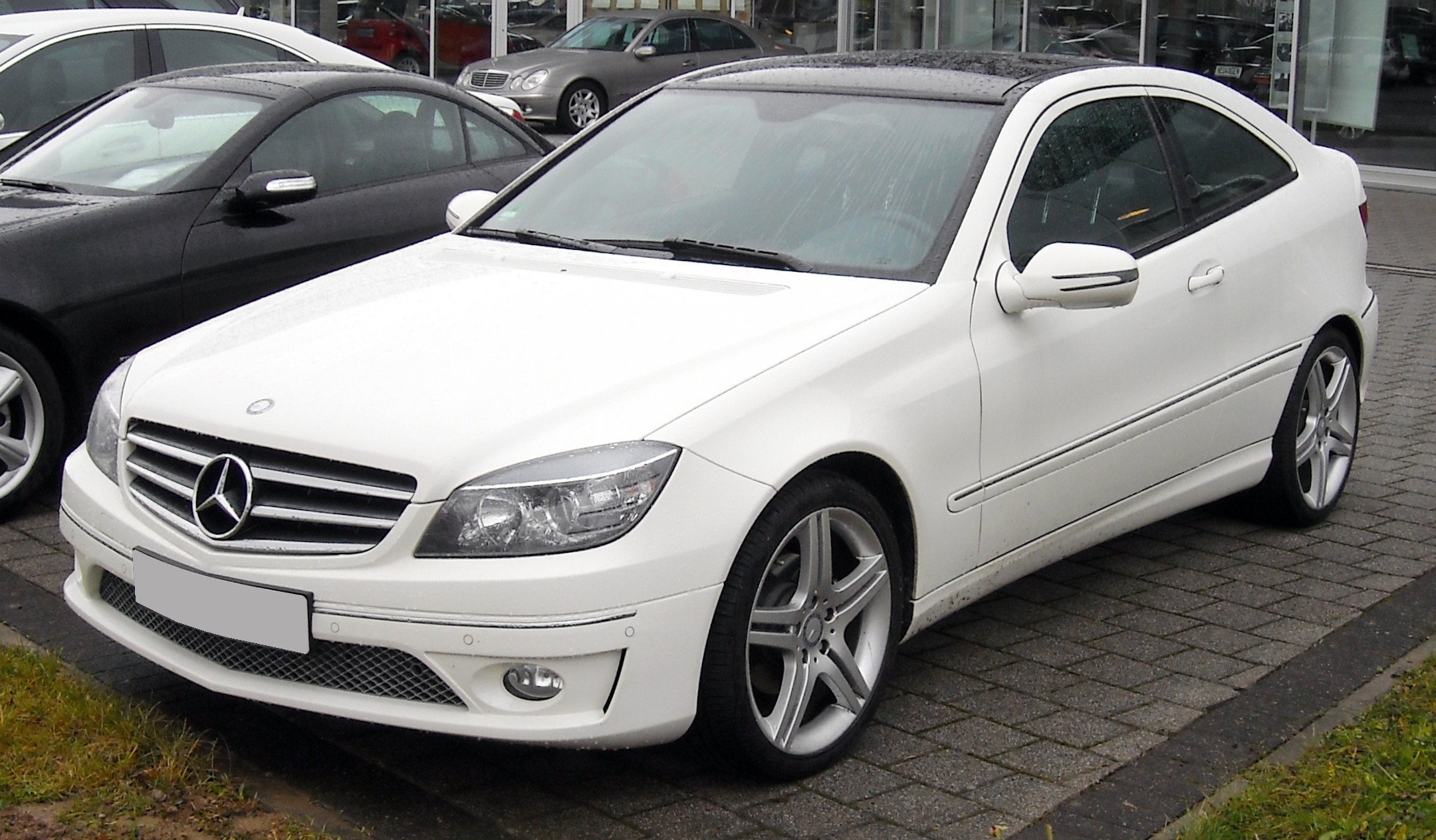
Mercedes CLC
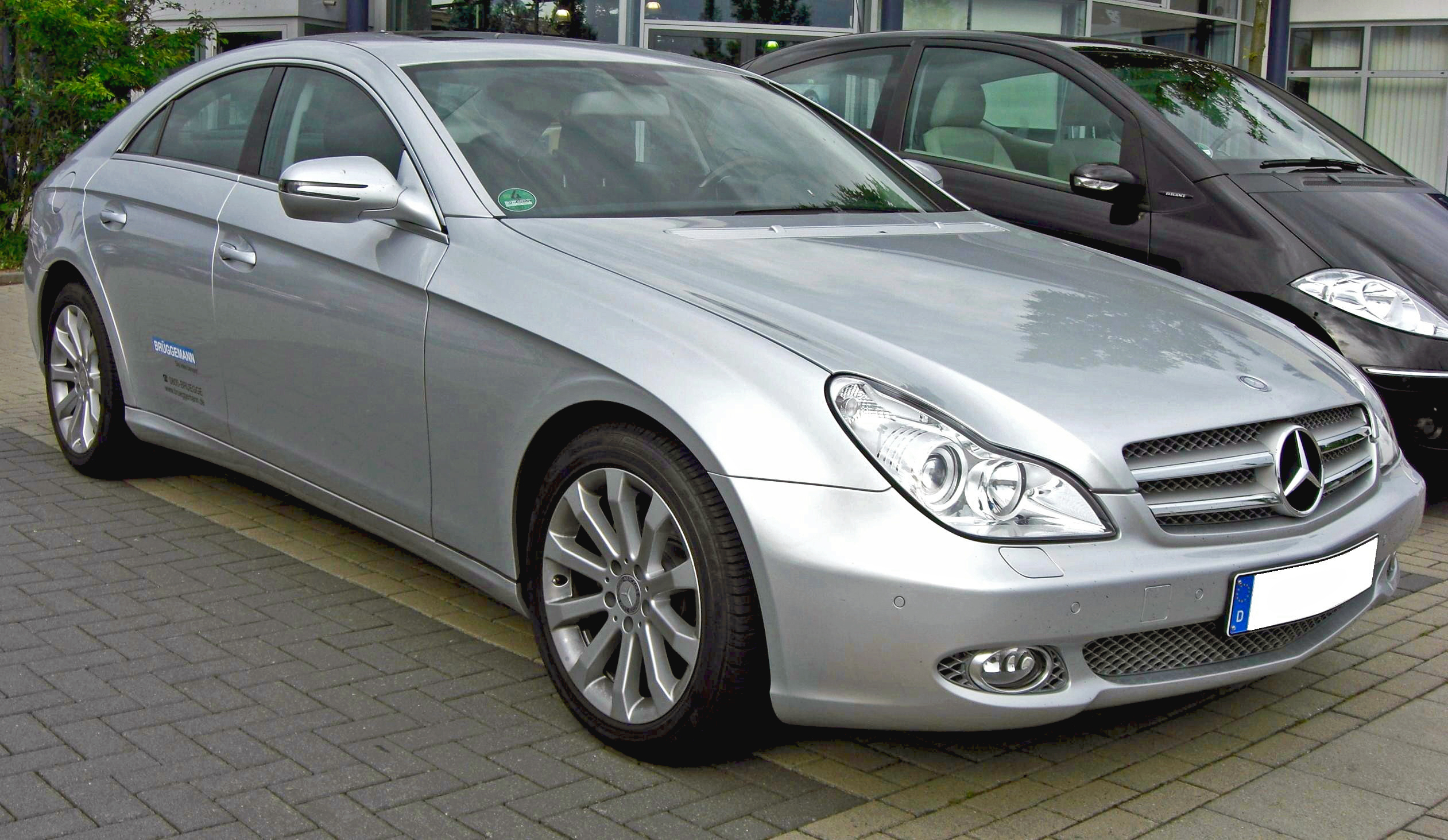
Mercedes CLS restylé
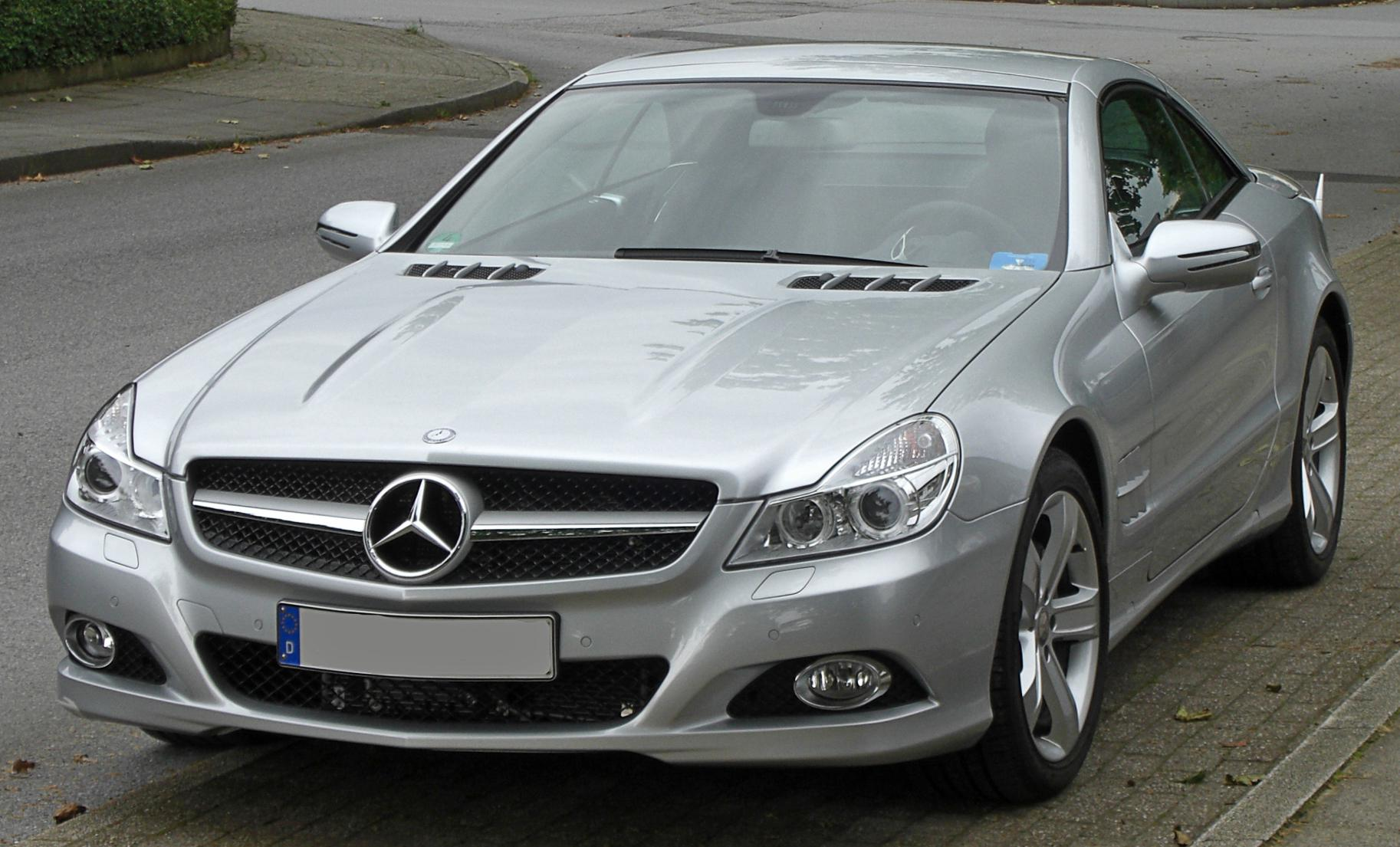
Mercedes SL restylé
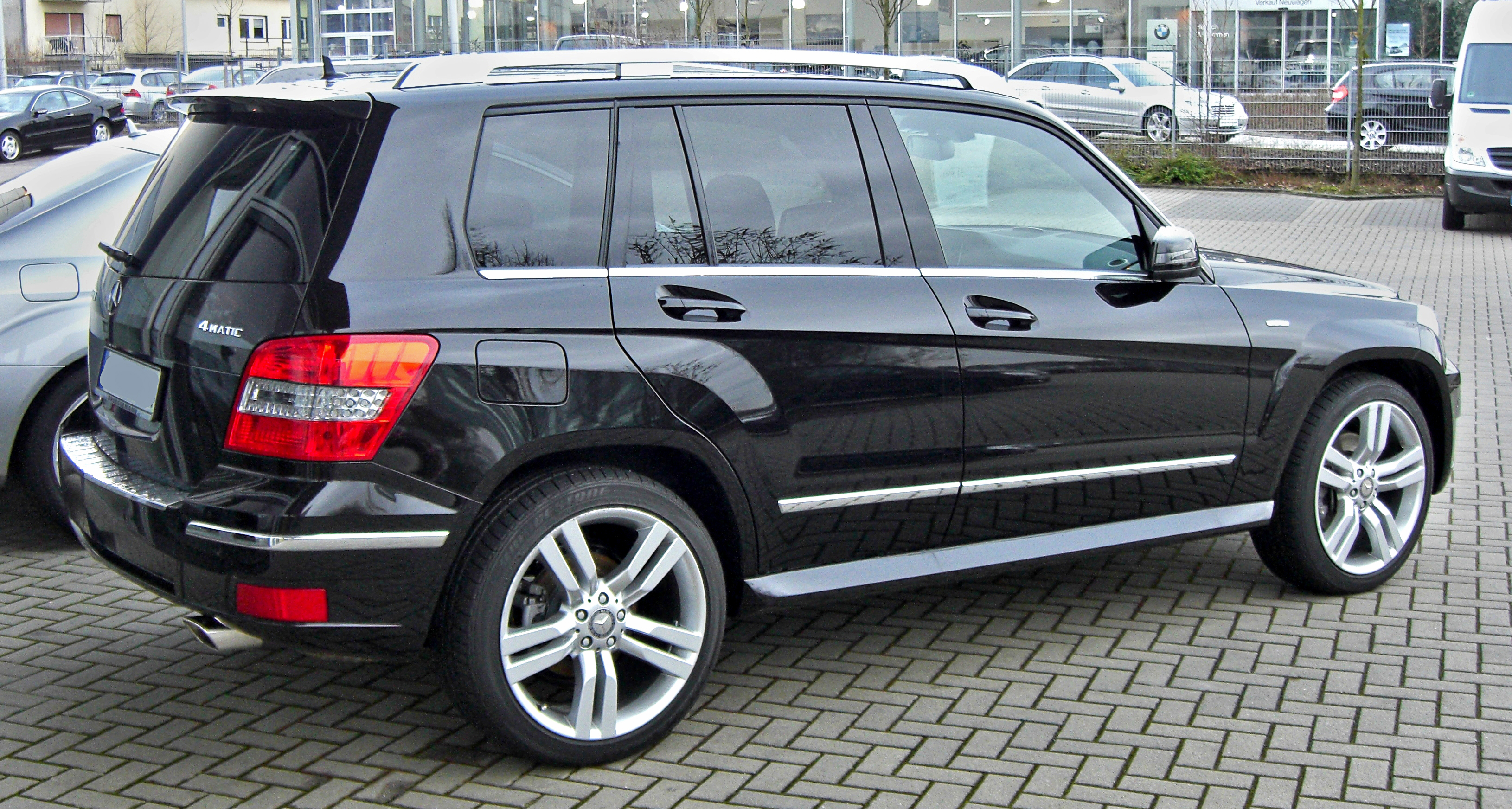
Mercedes GLK
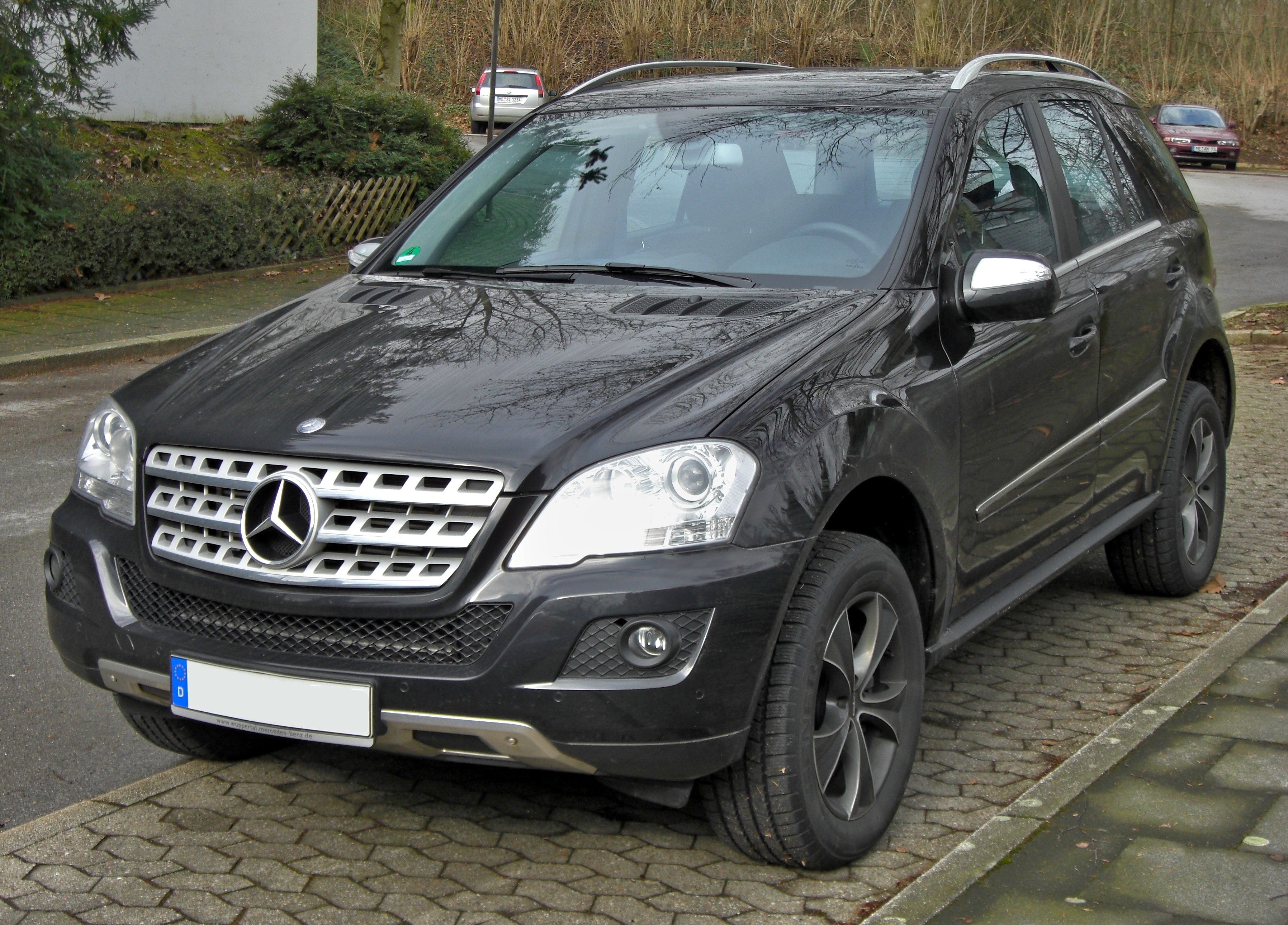
Mercedes Classe M restylé
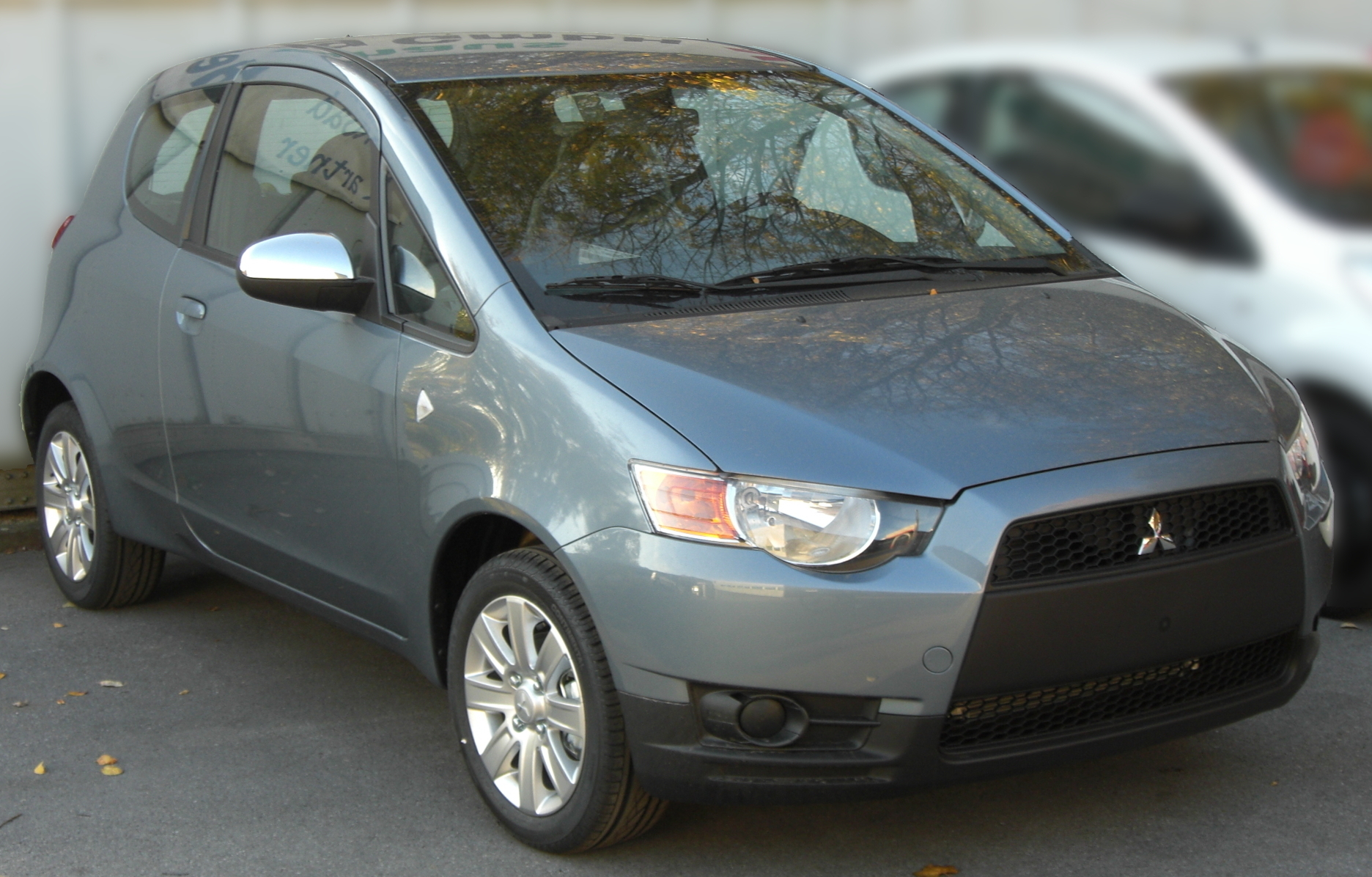
Mitsubishi Colt CZ3 restylé
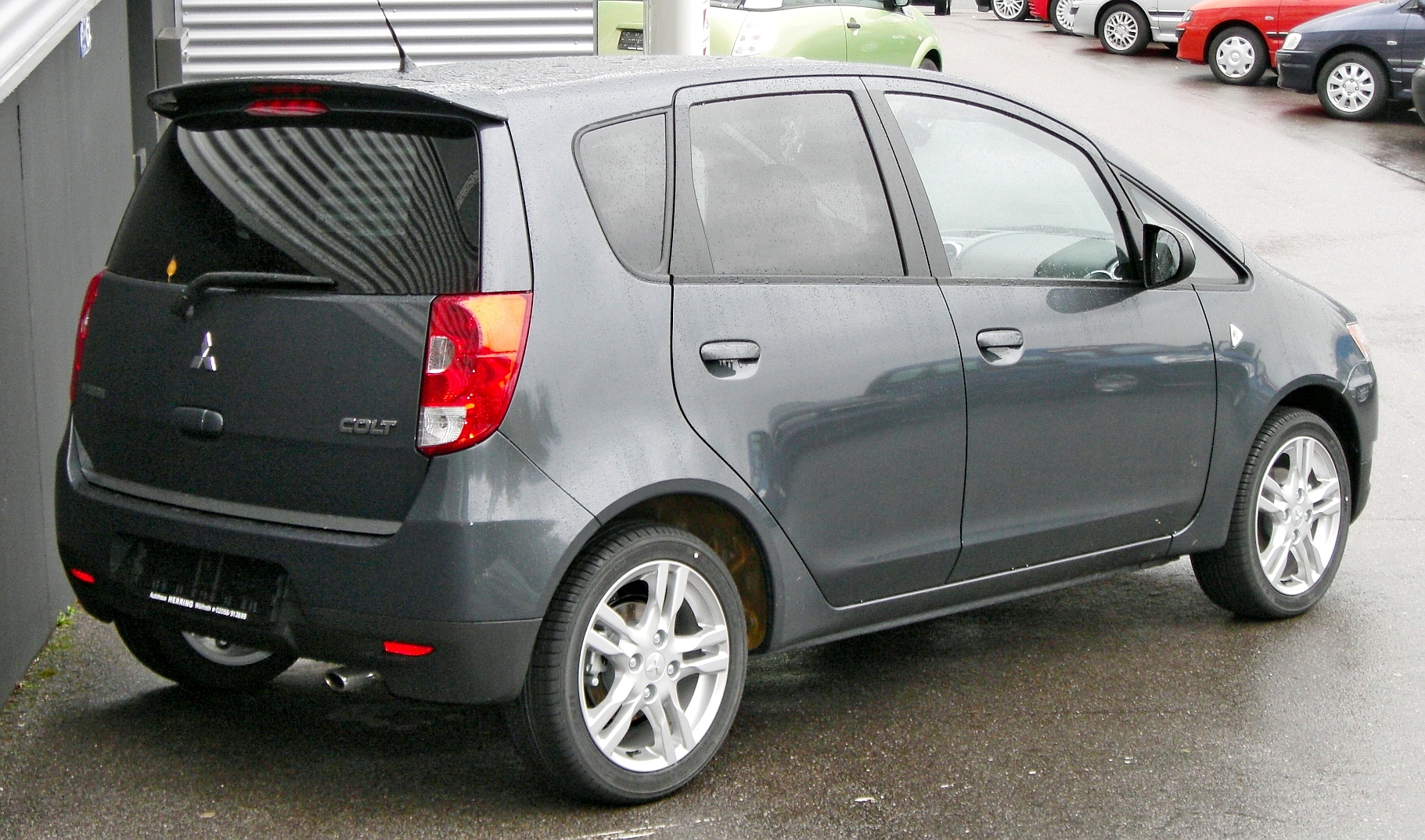
Mitsubishi Colt 5p restylée
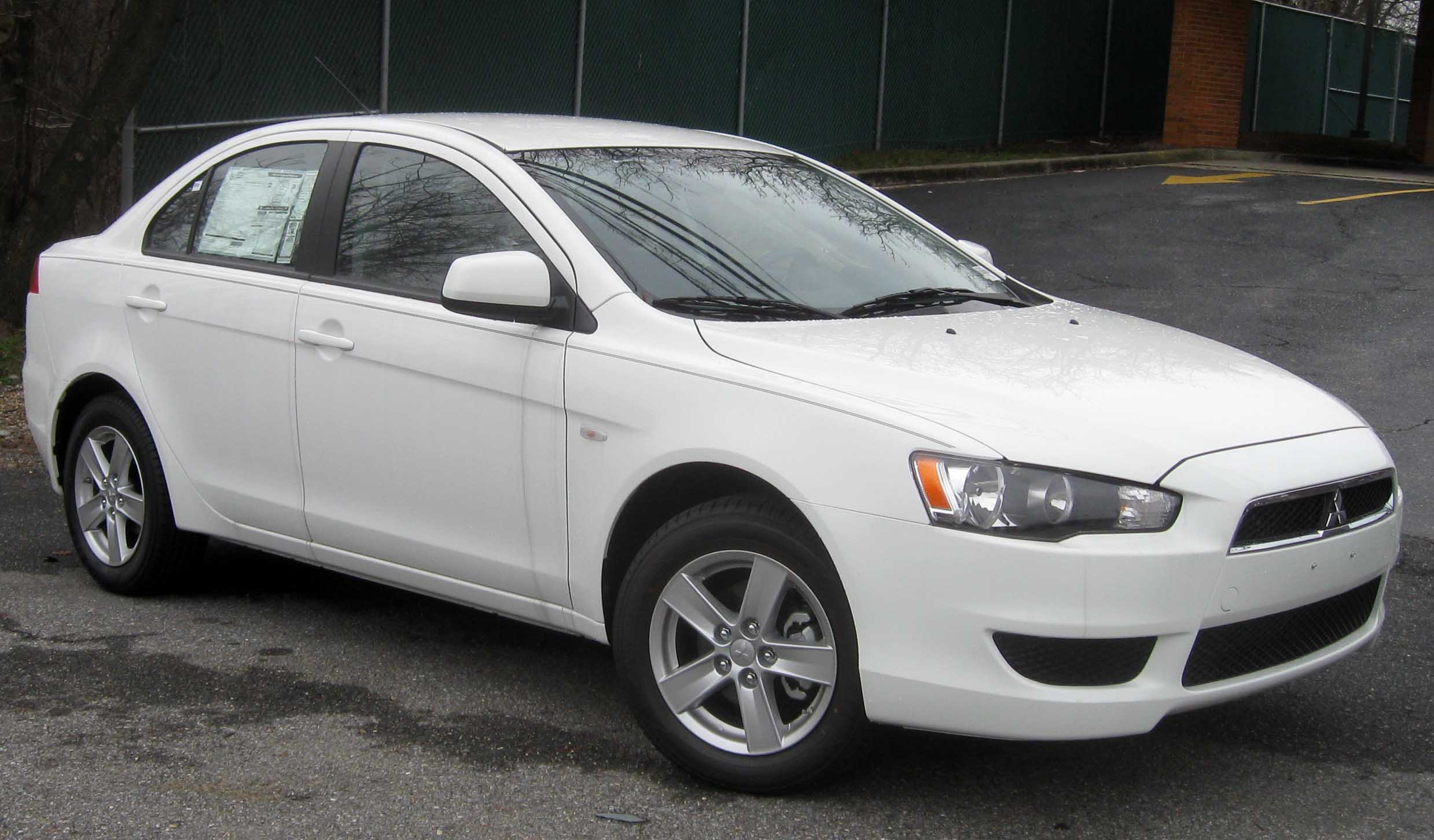
Mitsubishi Lancer VIII
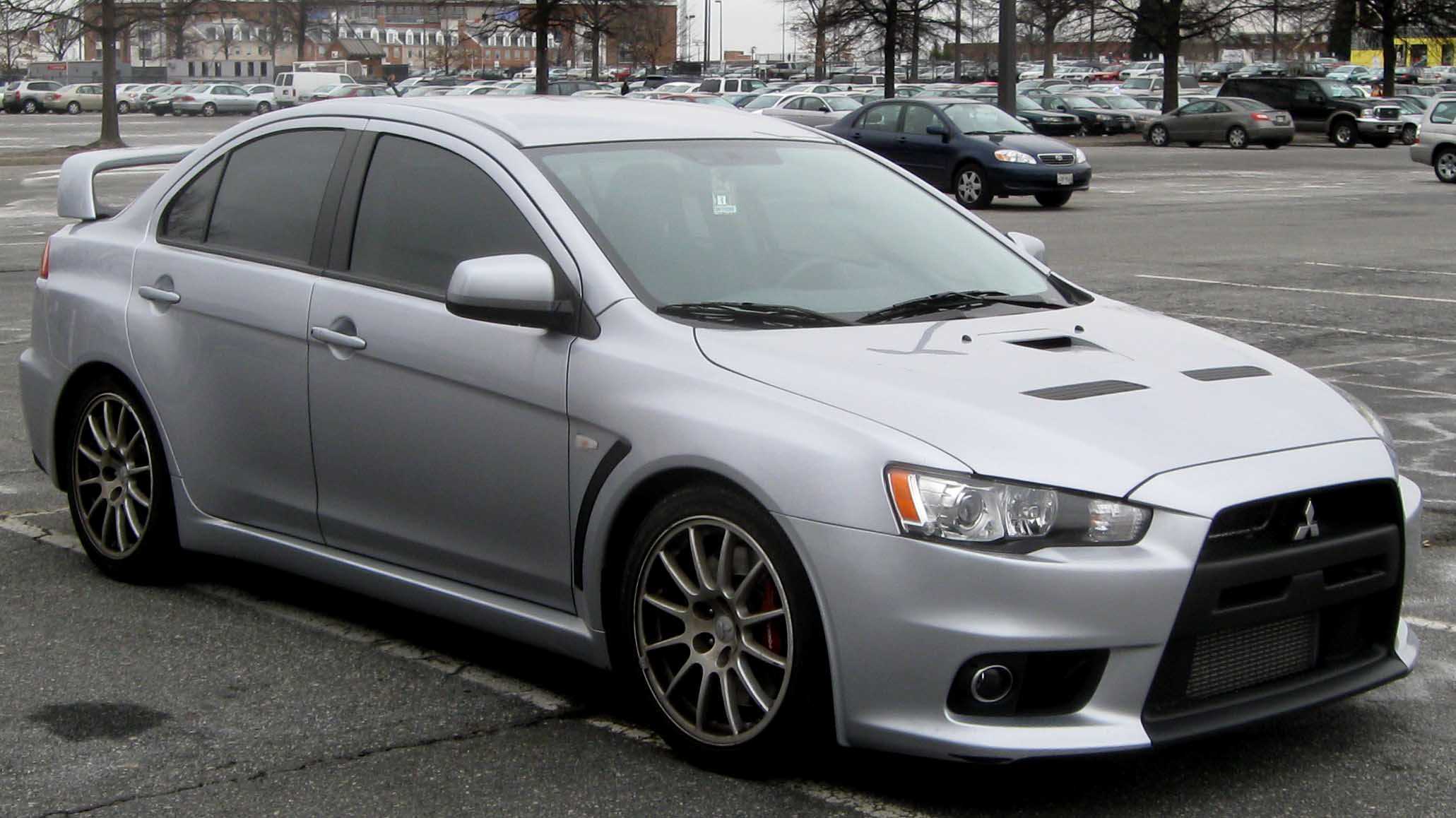
Mitsubishi Lancer Evolution X
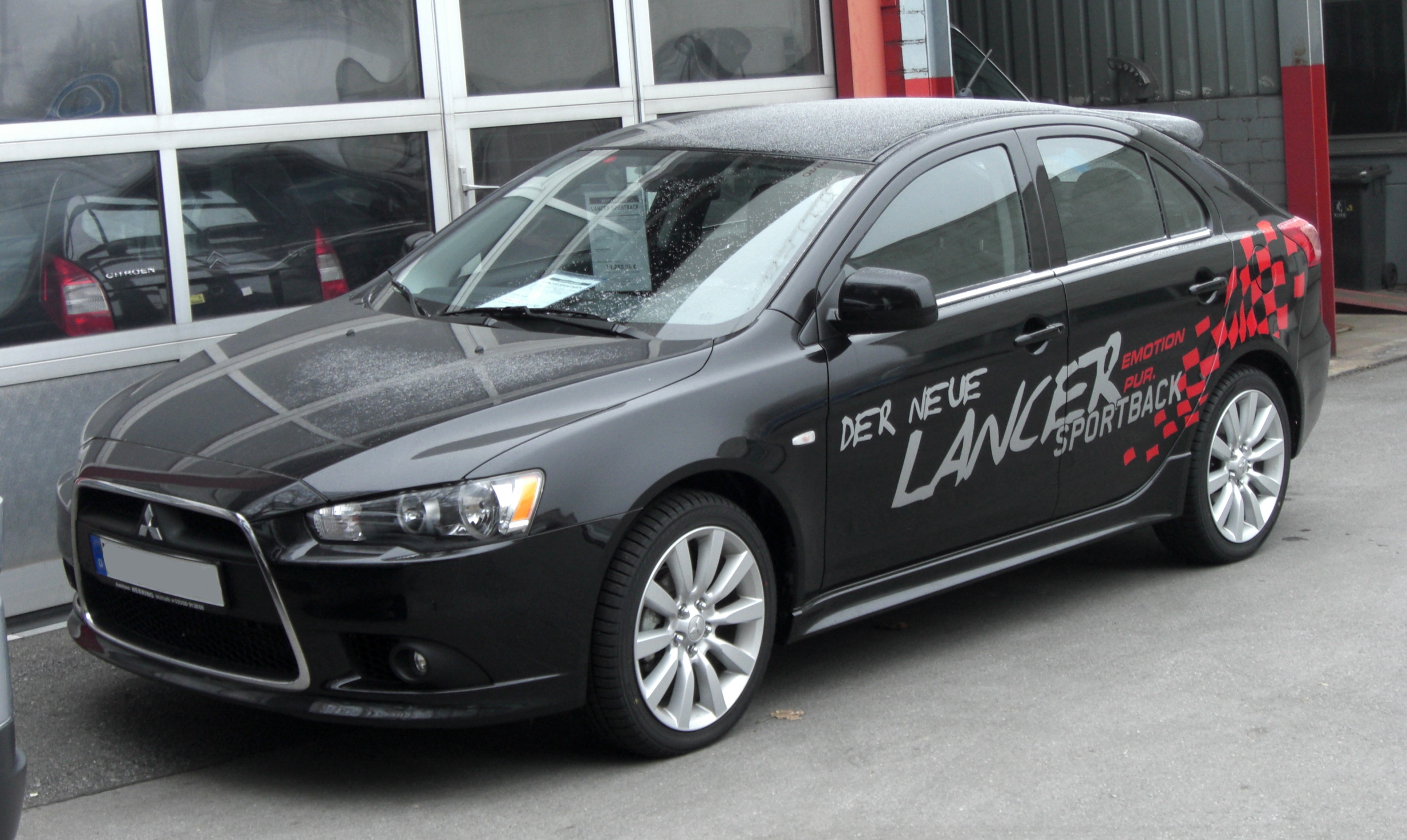
Mitsubishi Lancer Sportback
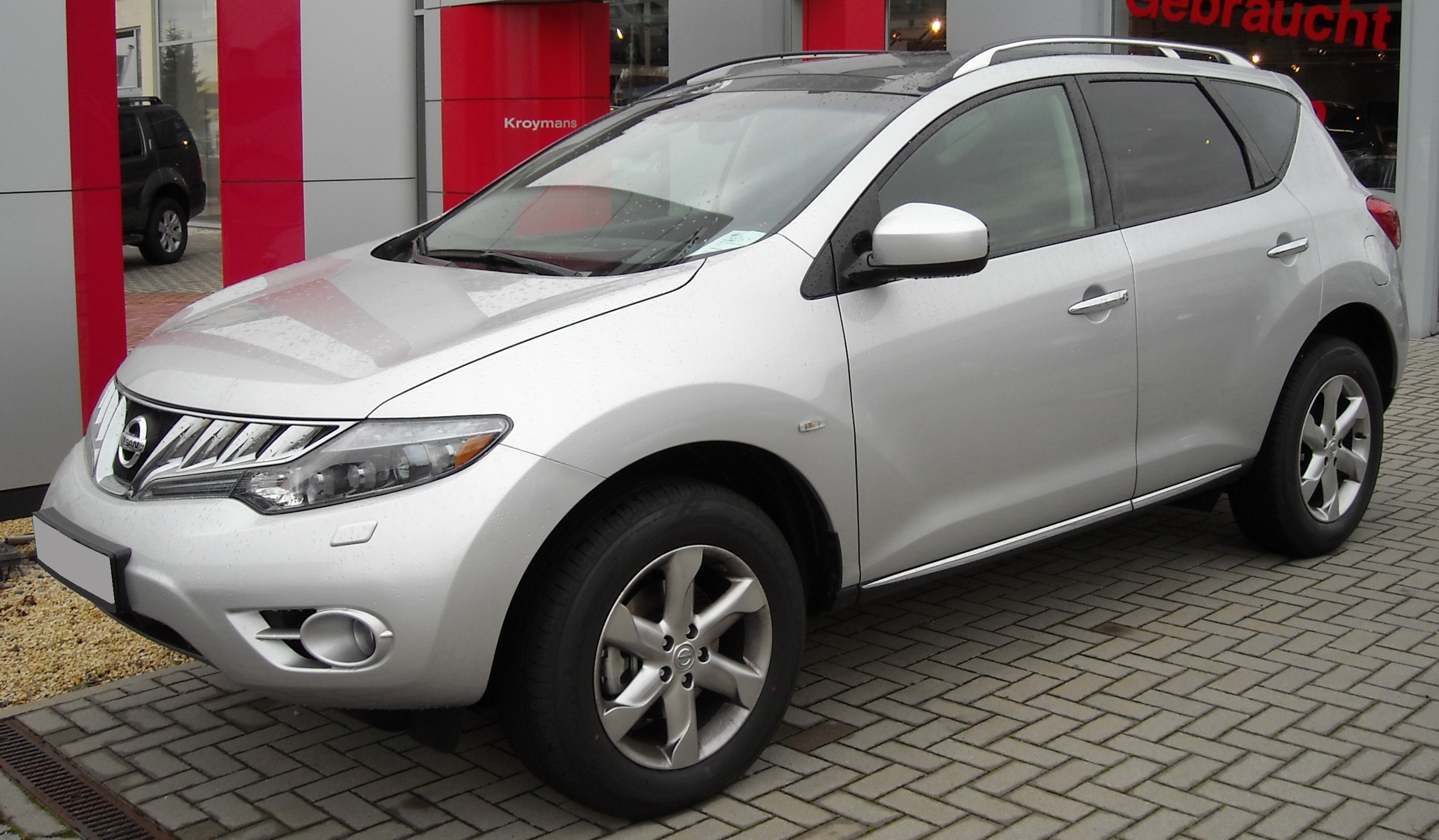
Nissan Murano II
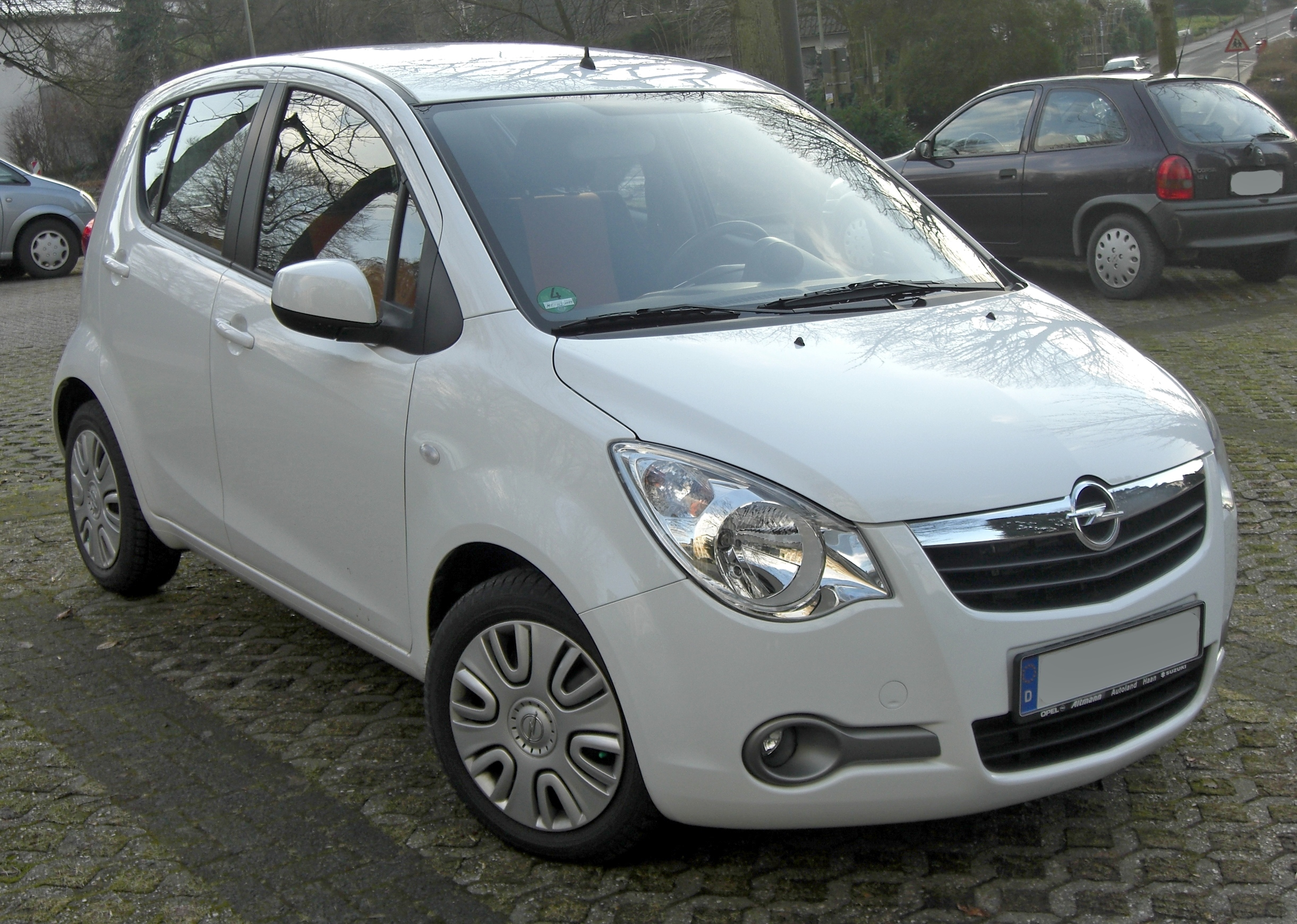
Opel Agila II
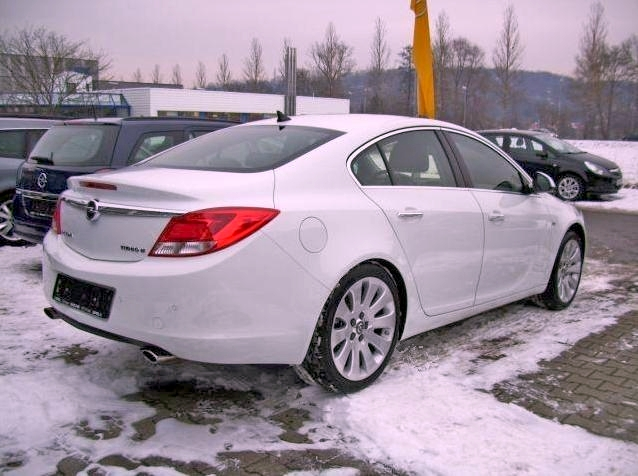
Opel Insignia 4p
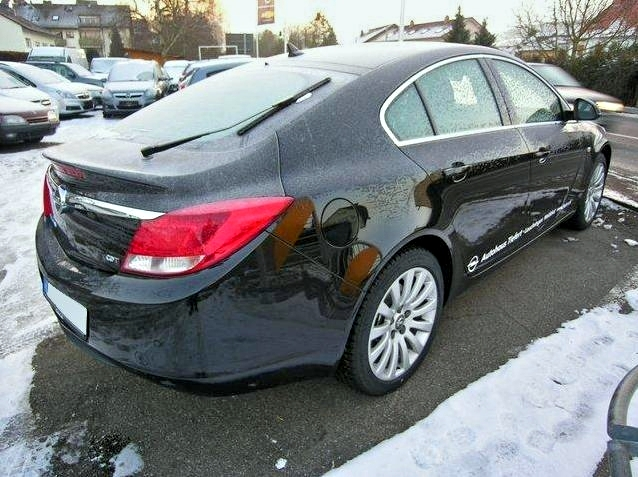
Opel Insignia 5p
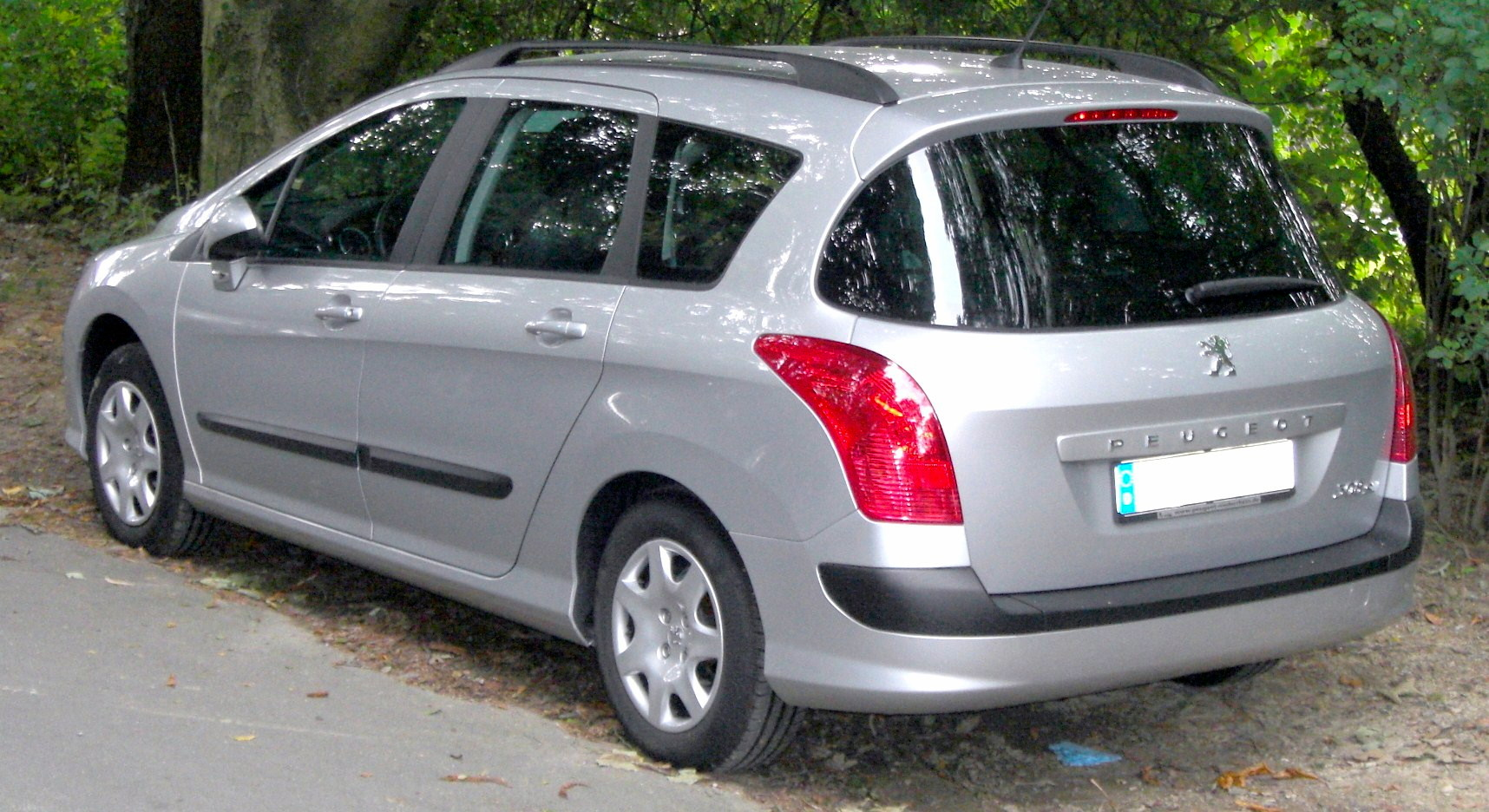
Peugeot 308 SW
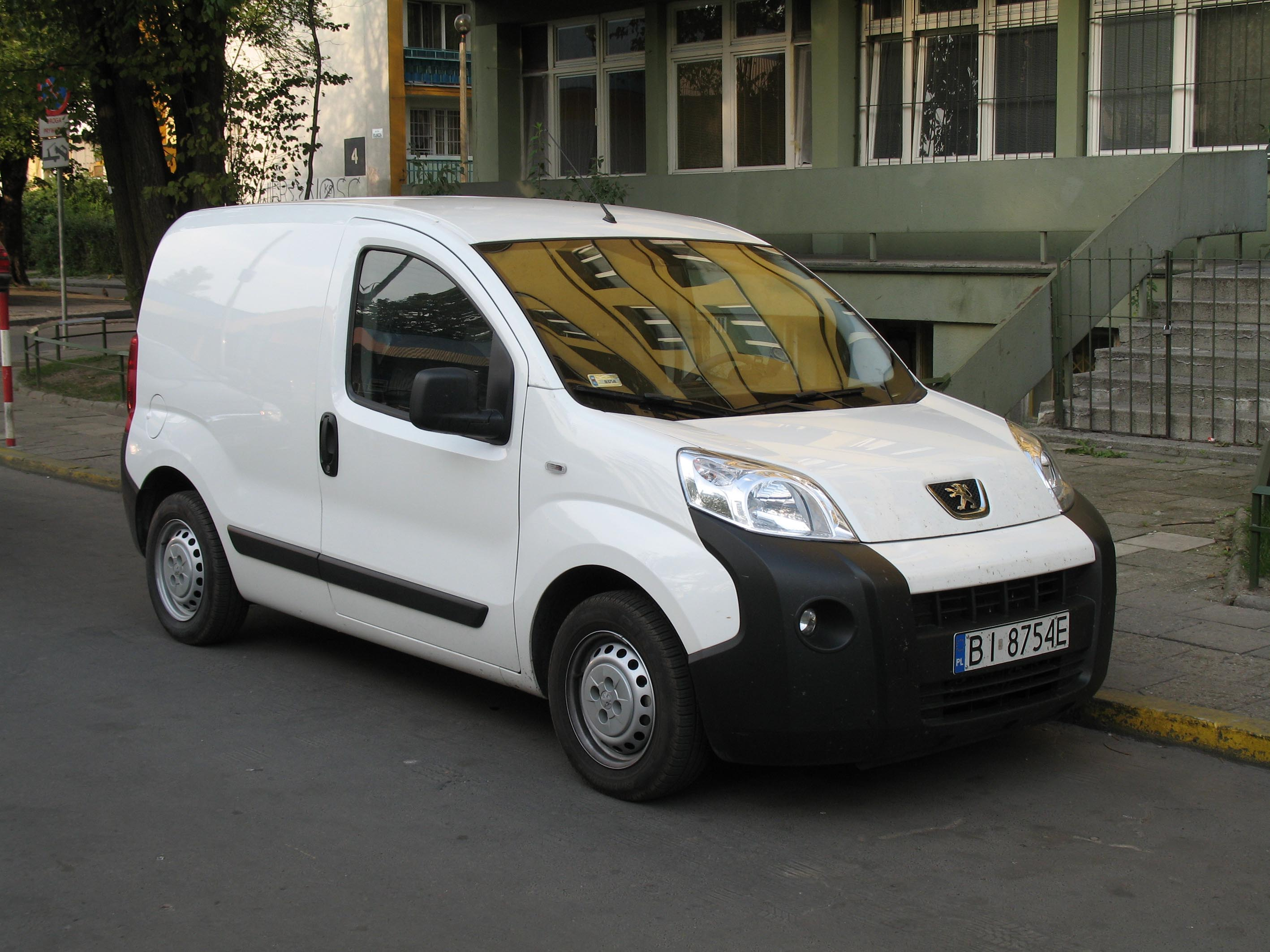
Peugeot Bipper
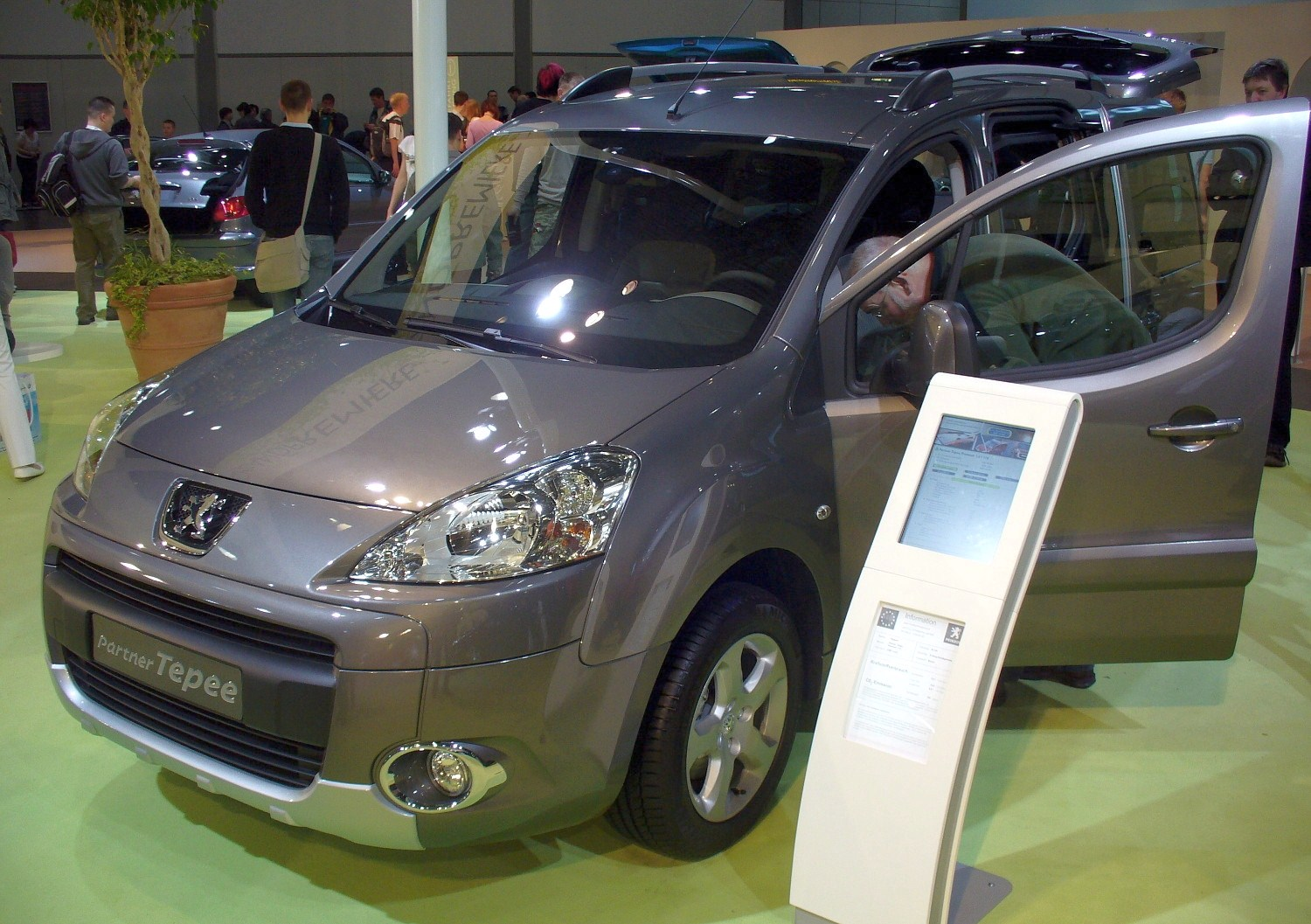
Peugeot Partner II
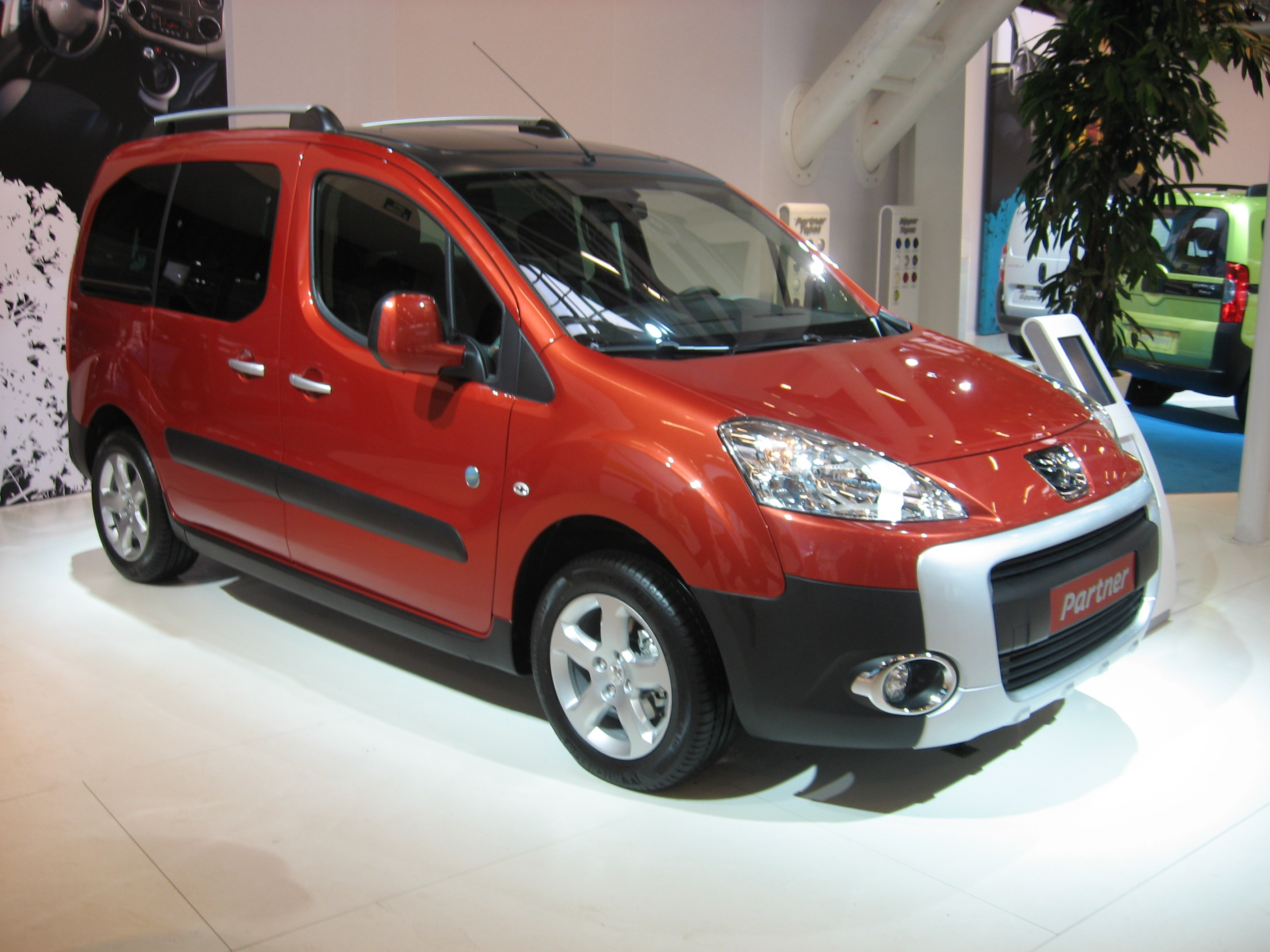
Peugeot Partner Outdoor
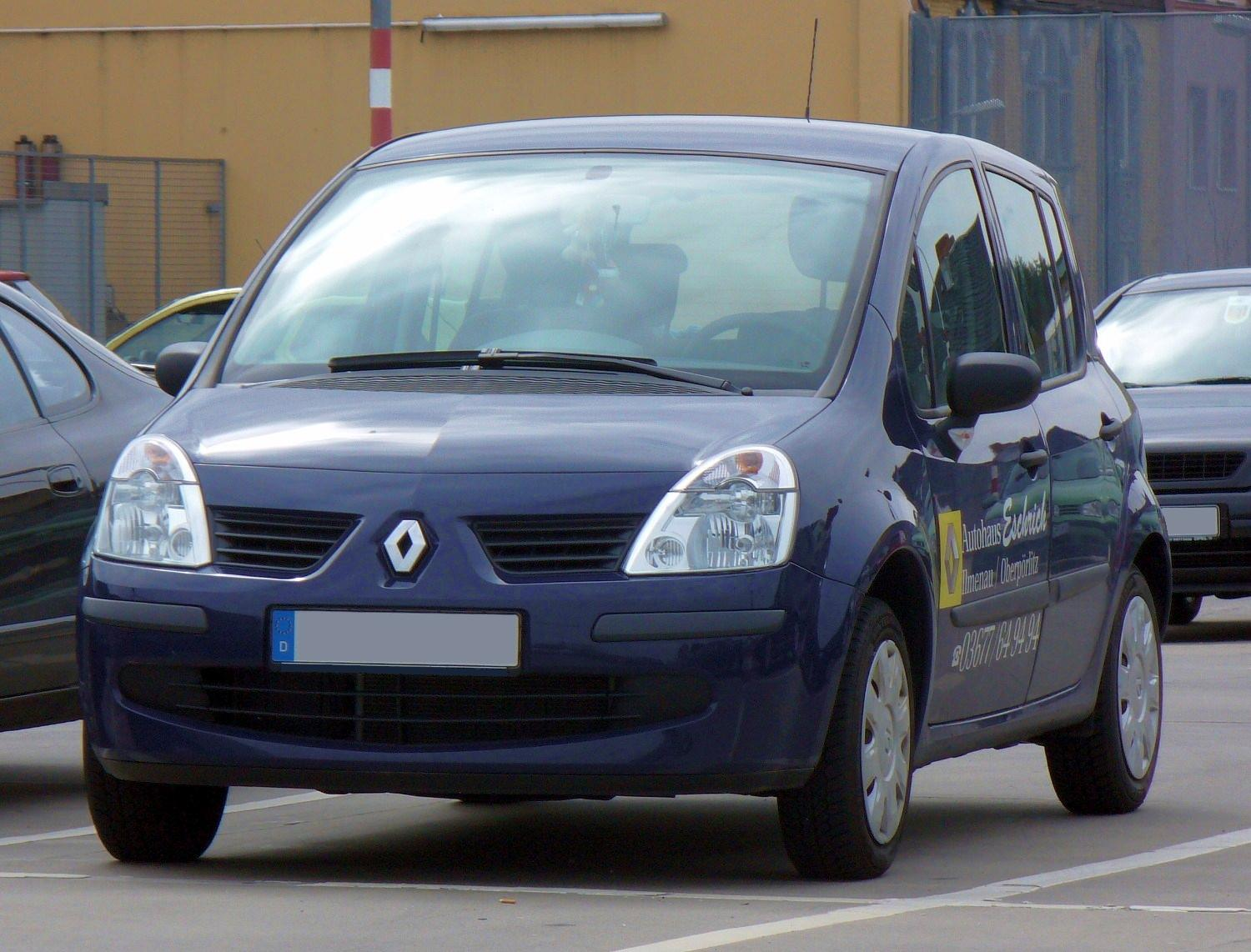
Renault Modus restylée
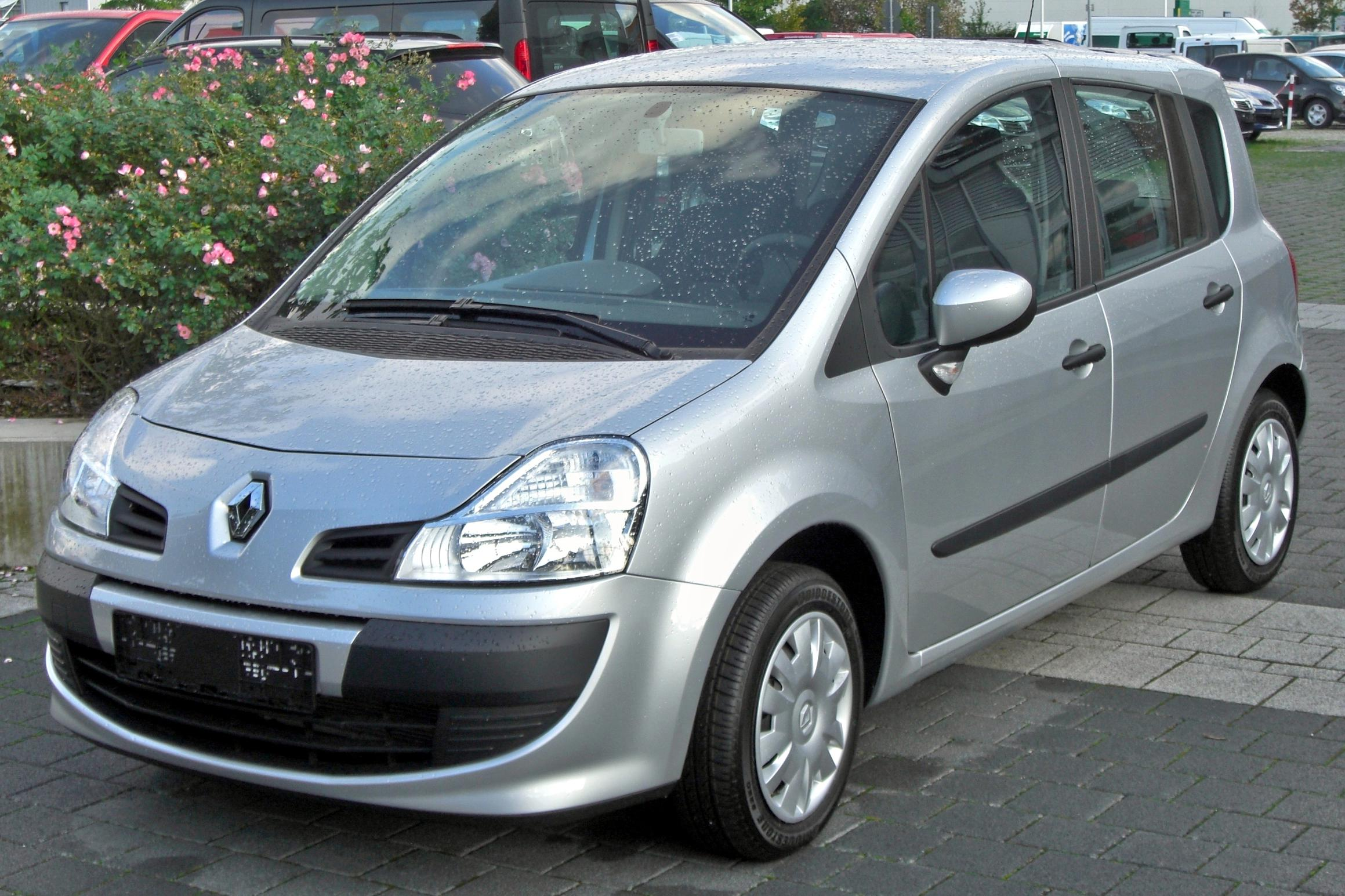
Renault Grand Modus
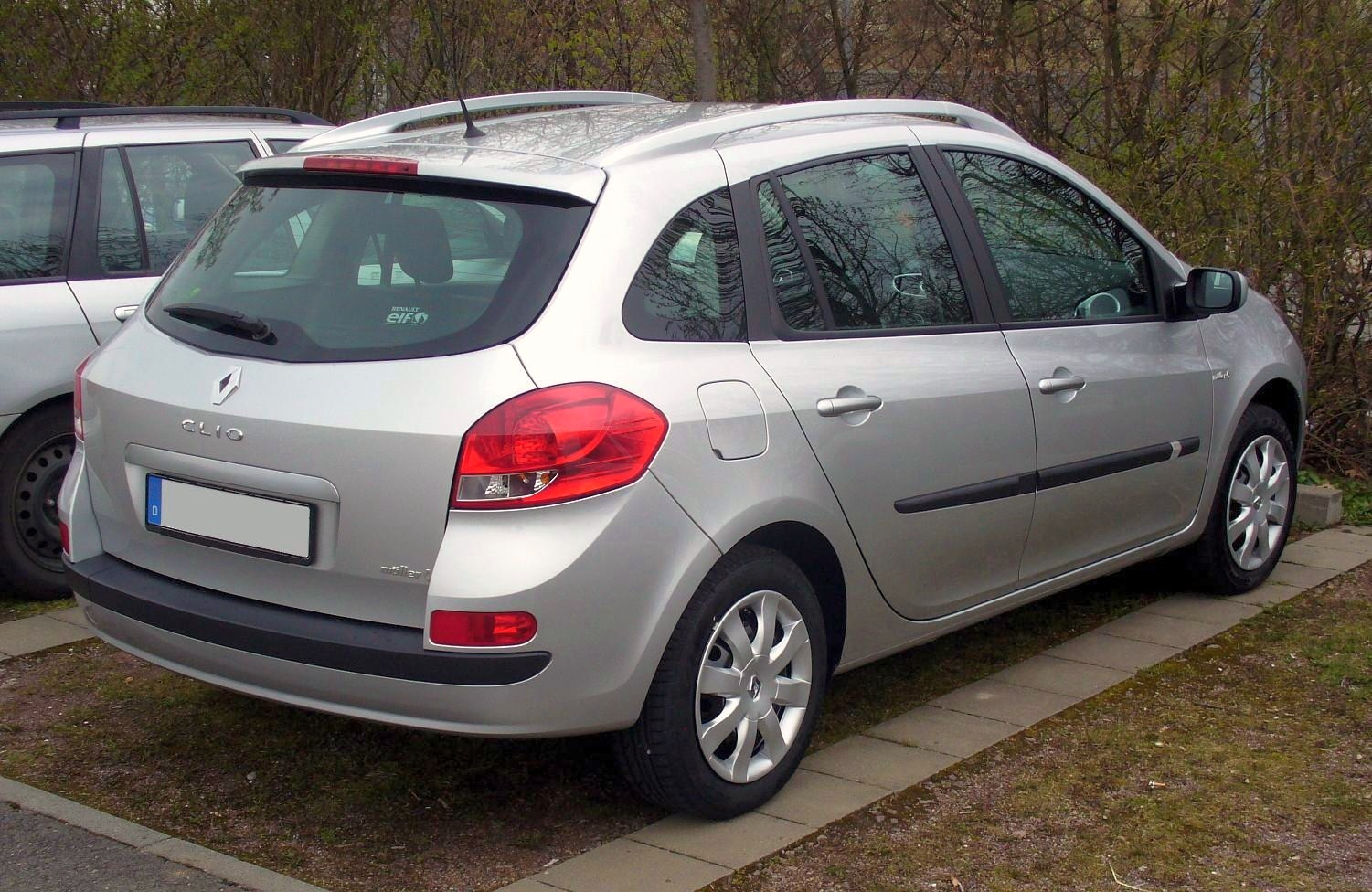
Renault Clio Estate
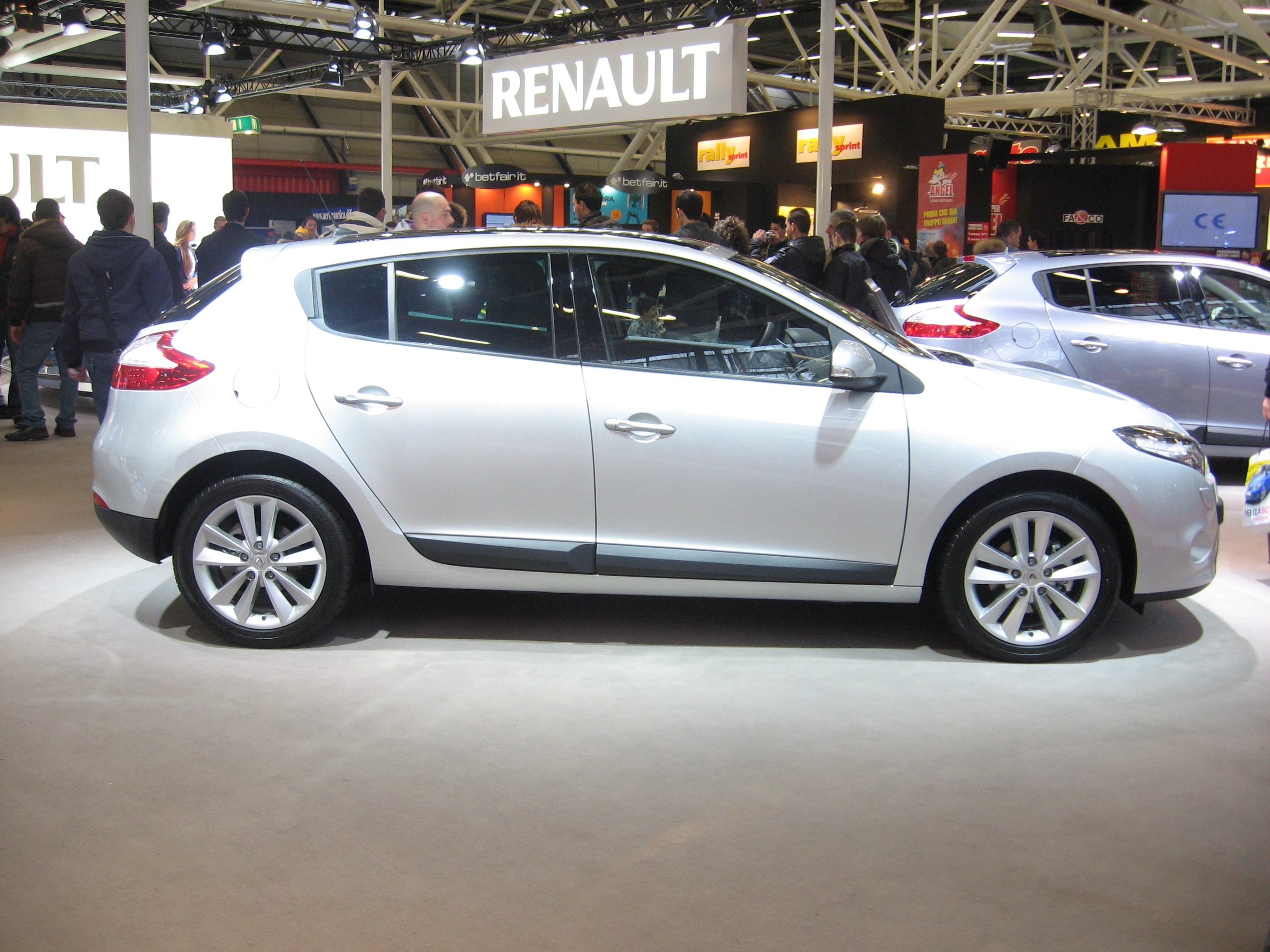
Renault Mégane III
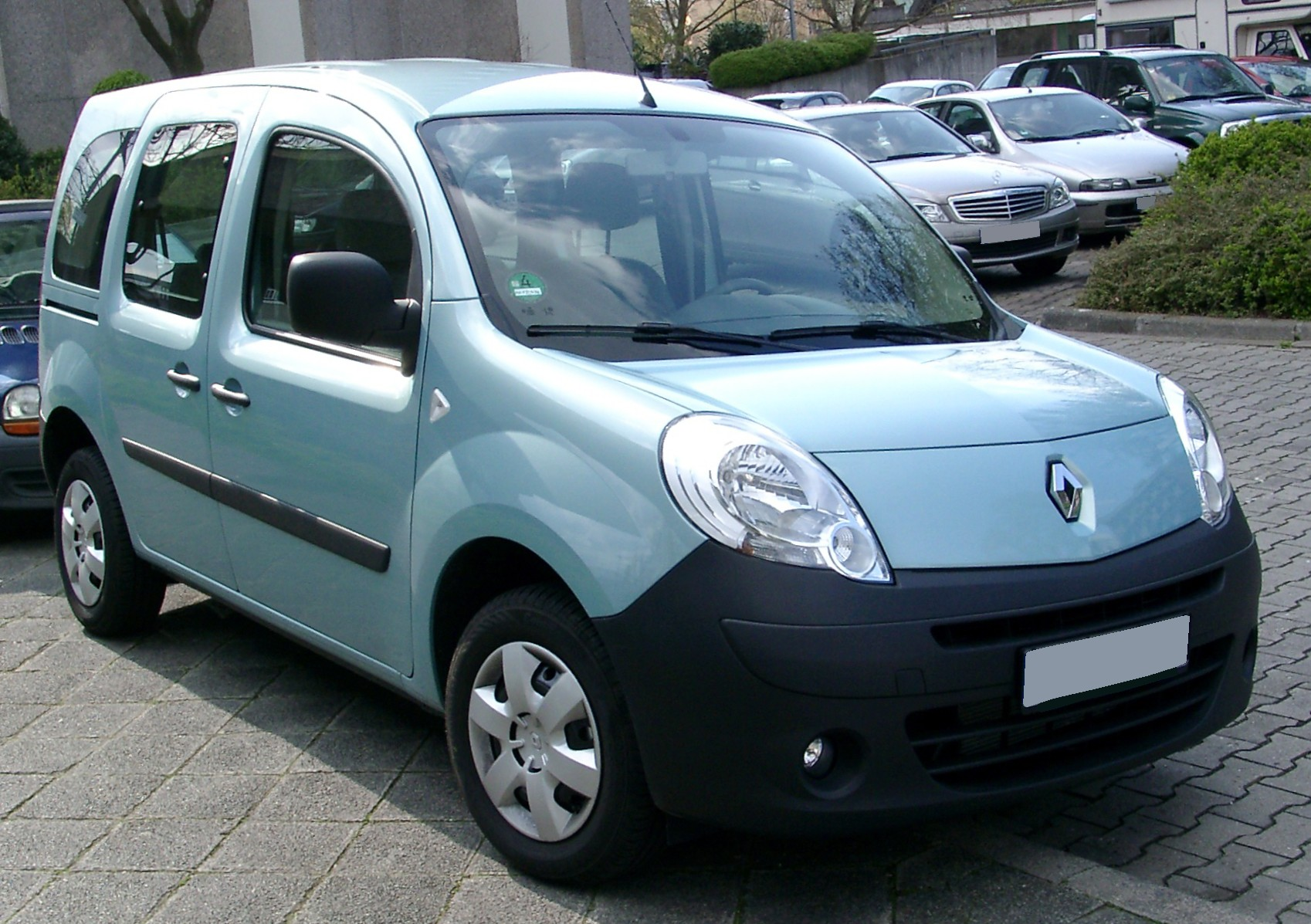
Renault Kangoo II
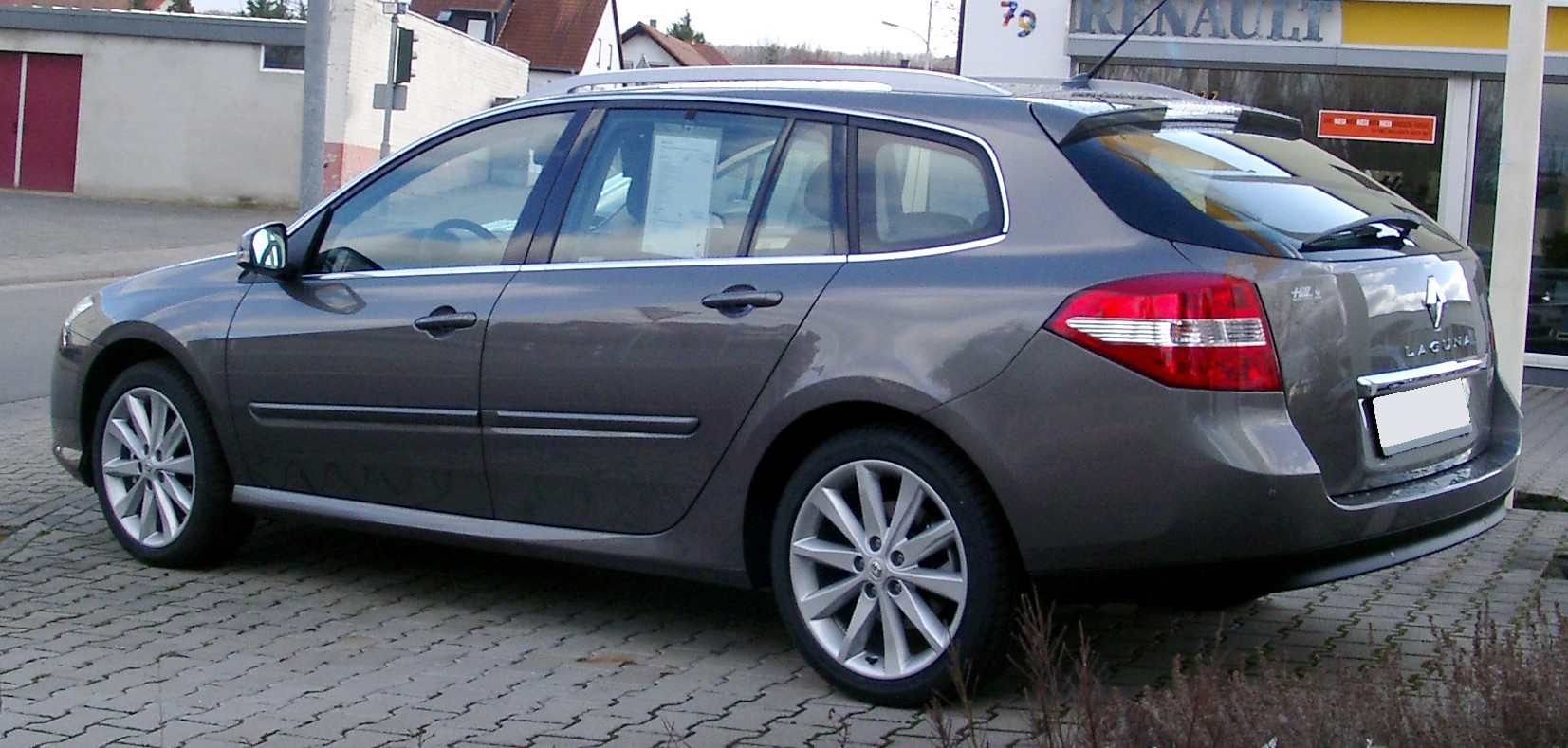
Renault Laguna III Estate
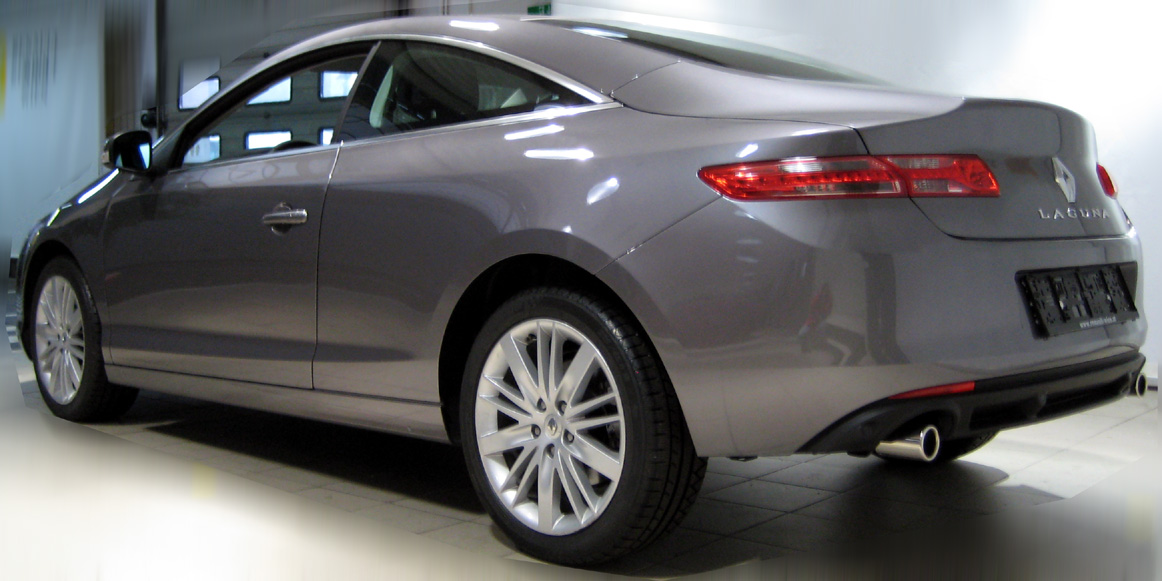
Renault Laguna III Coupé
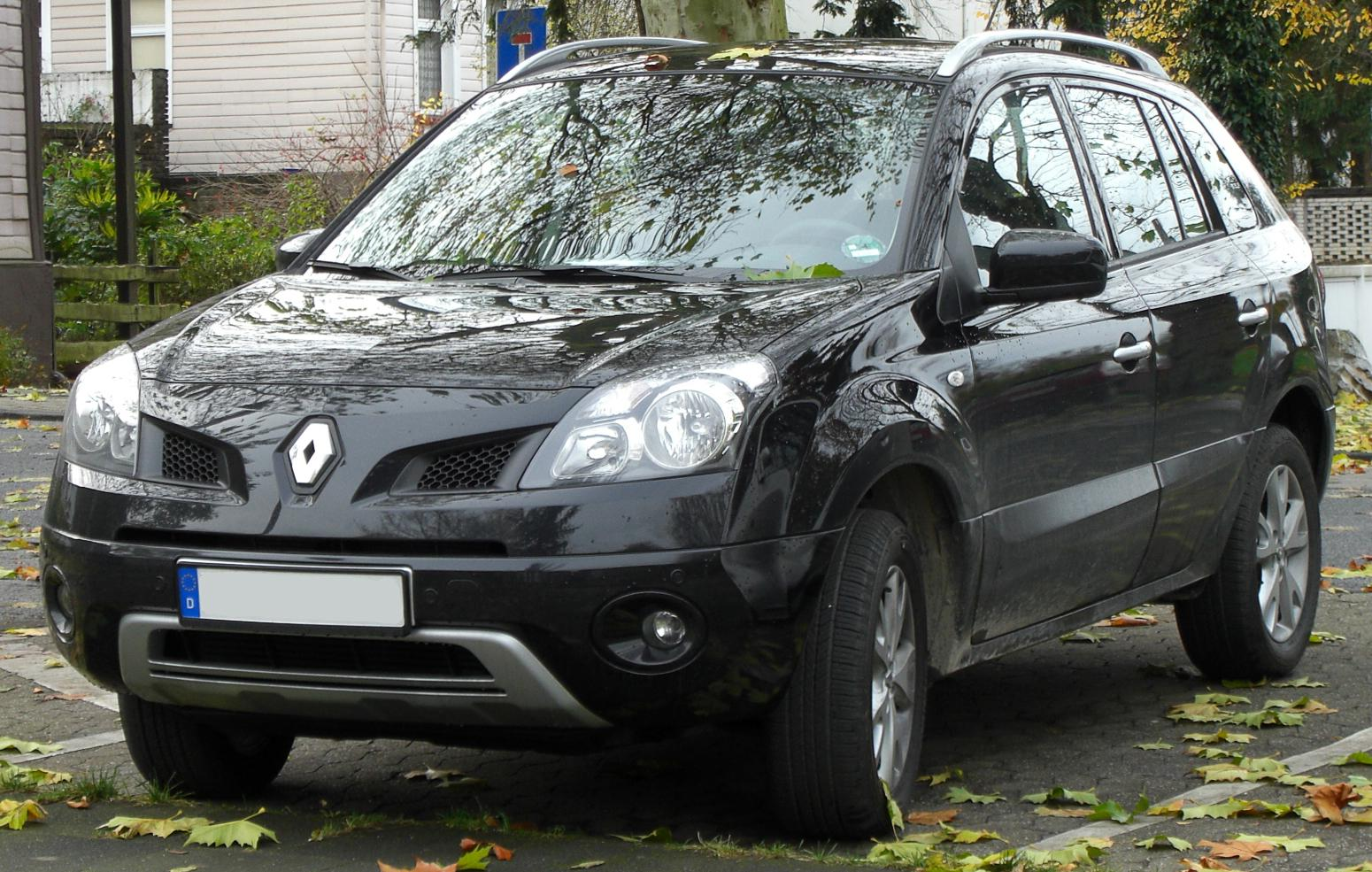
Renault Koleos
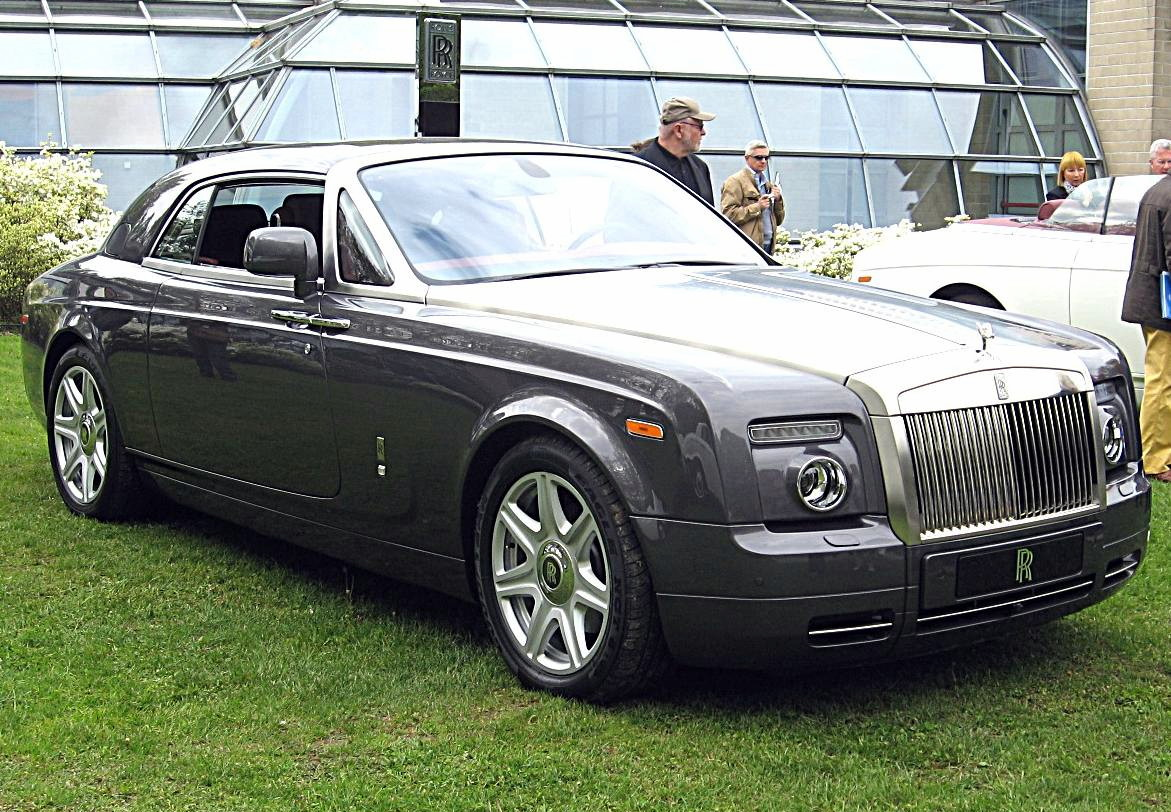
Rolls-Royce Phantom Coupé
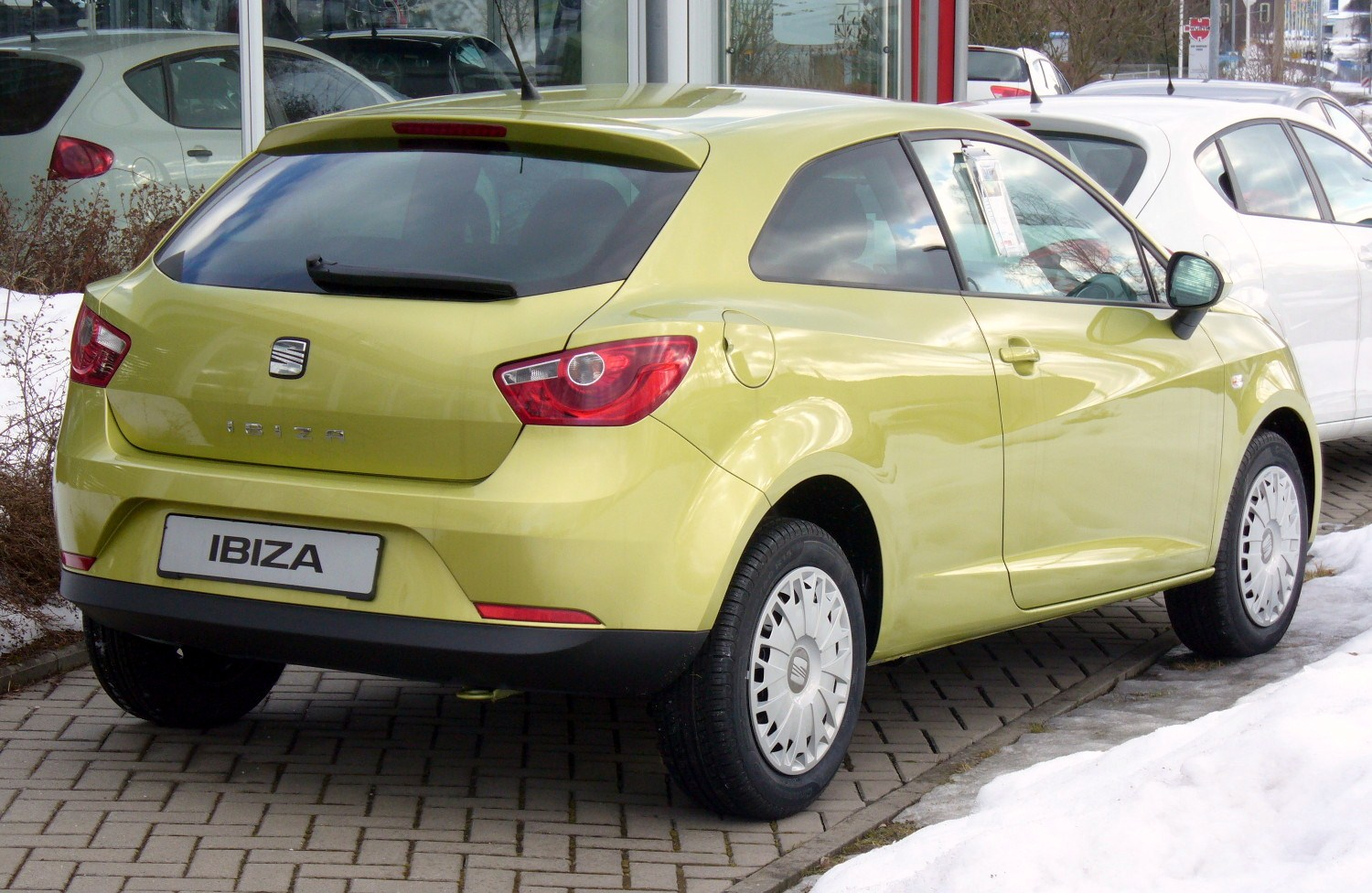
Seat Ibiza SC
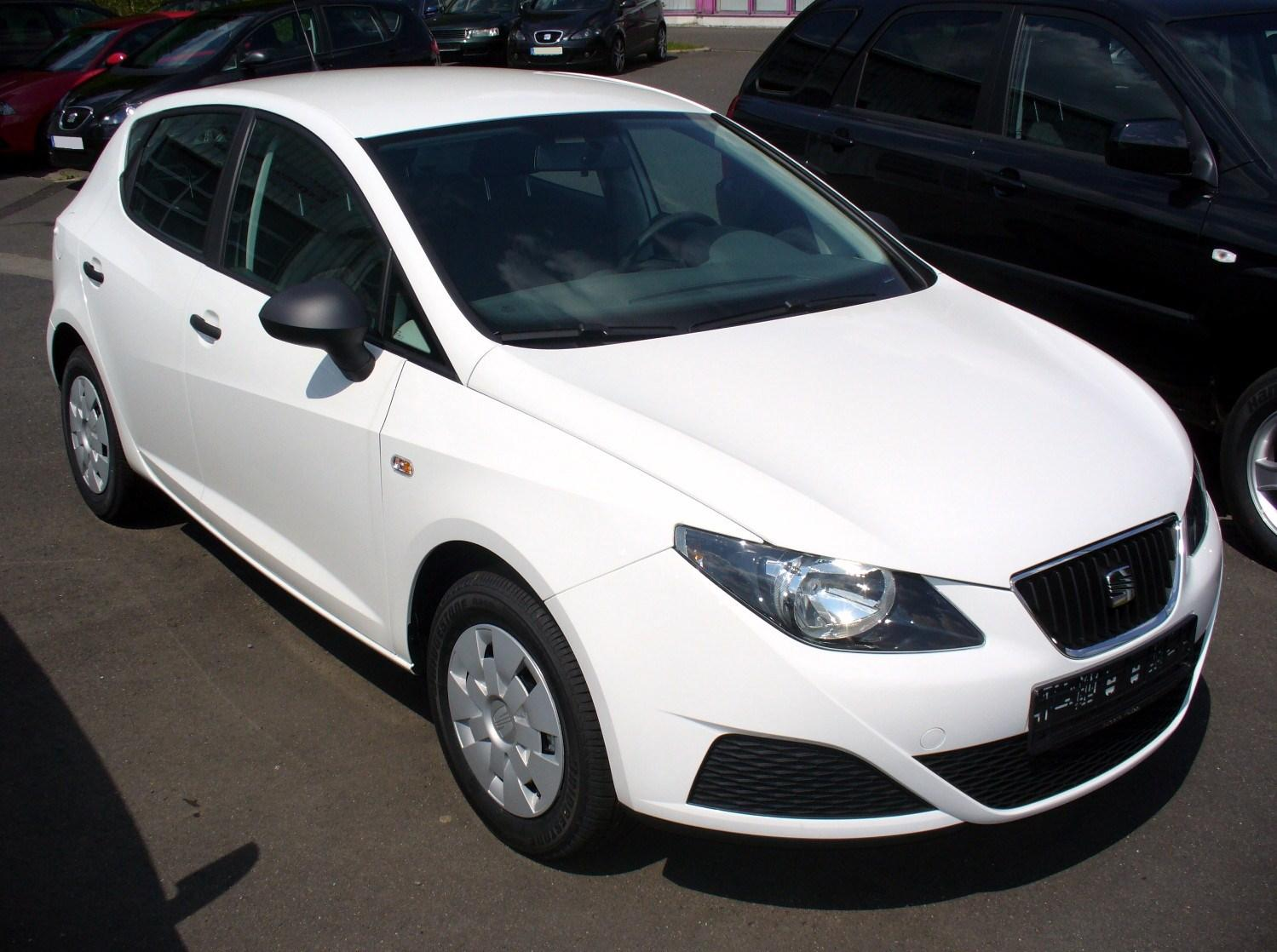
Seat Ibiza IV
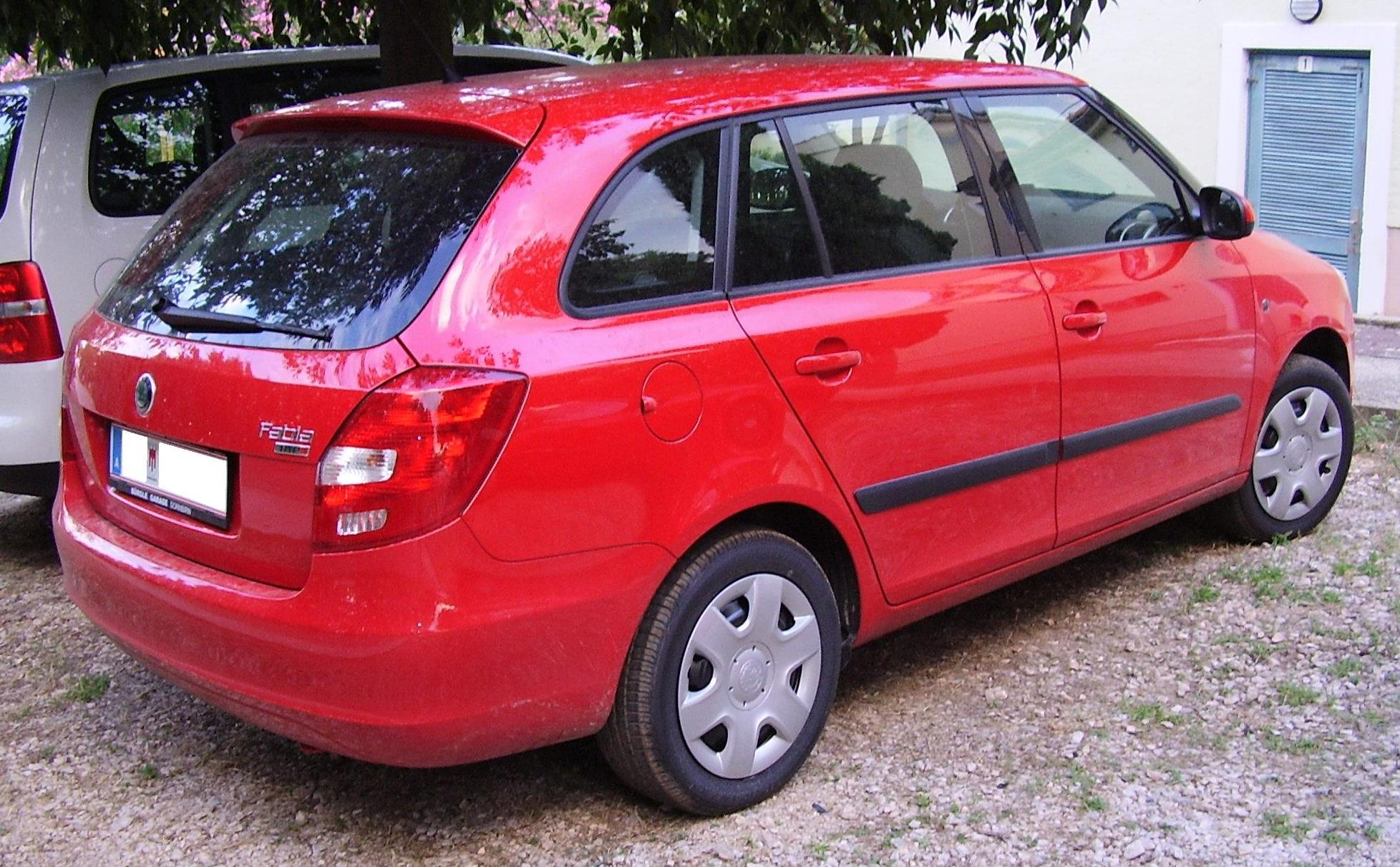
Škoda Fabia II Combi
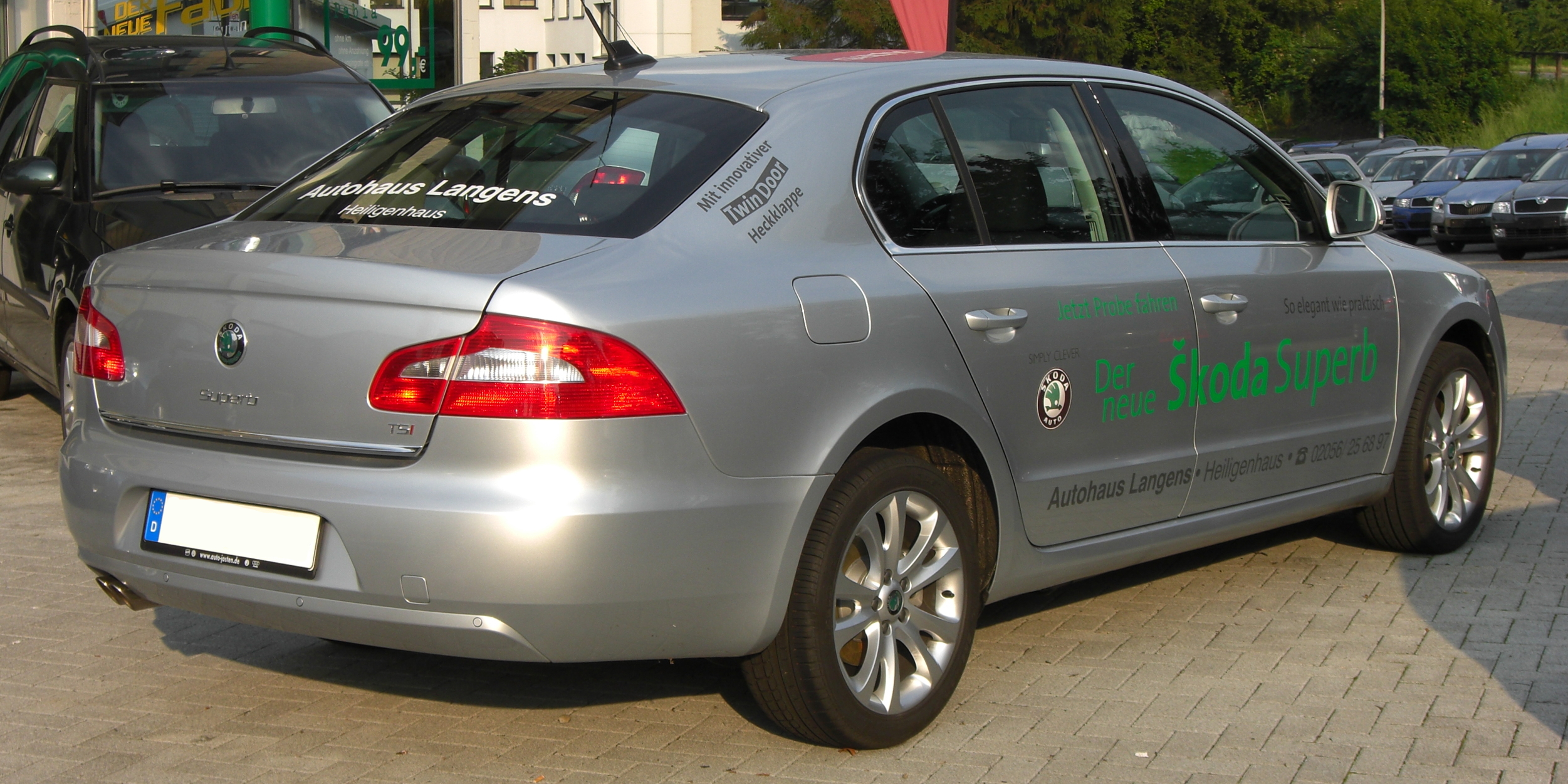
Škoda Superb II
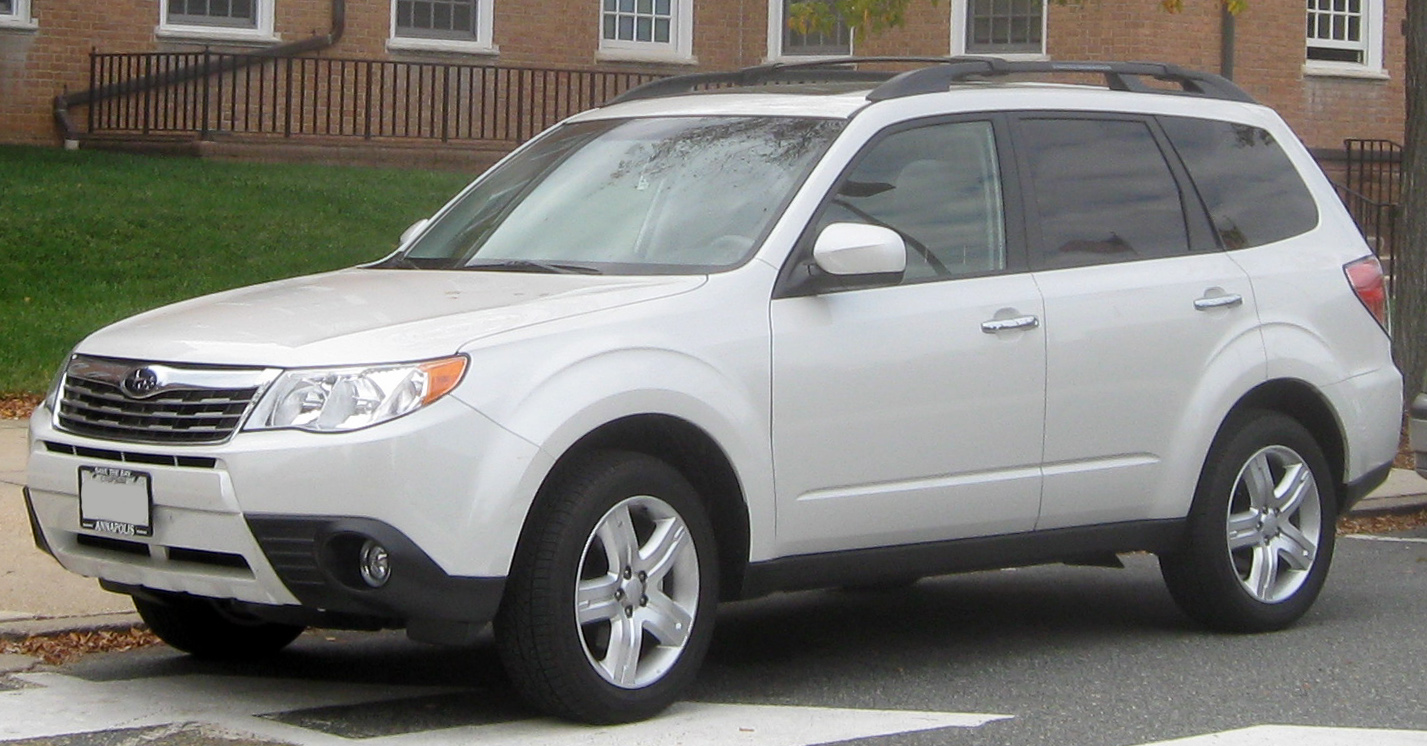
Subaru Forester III
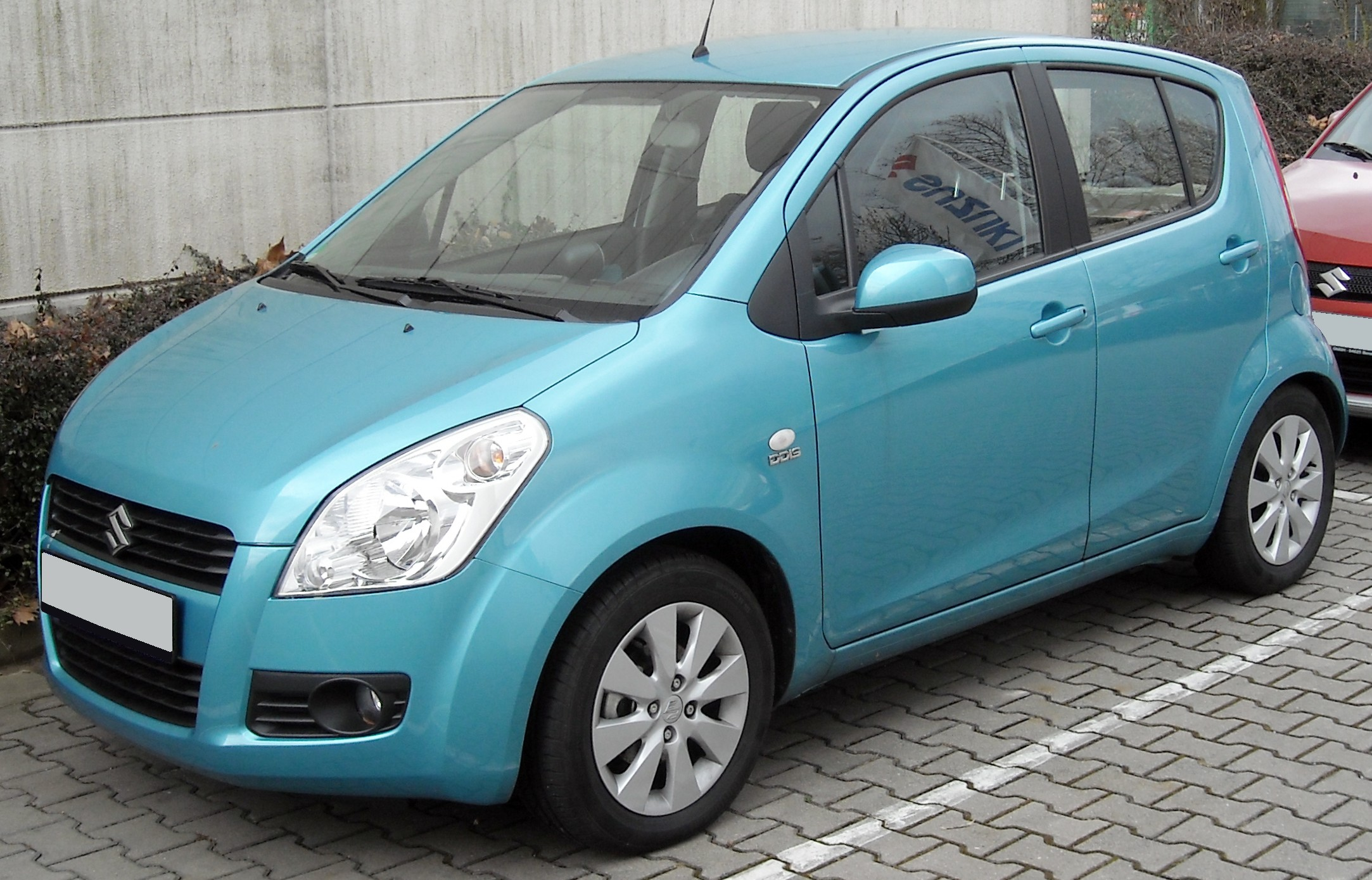
Suzuki Splash
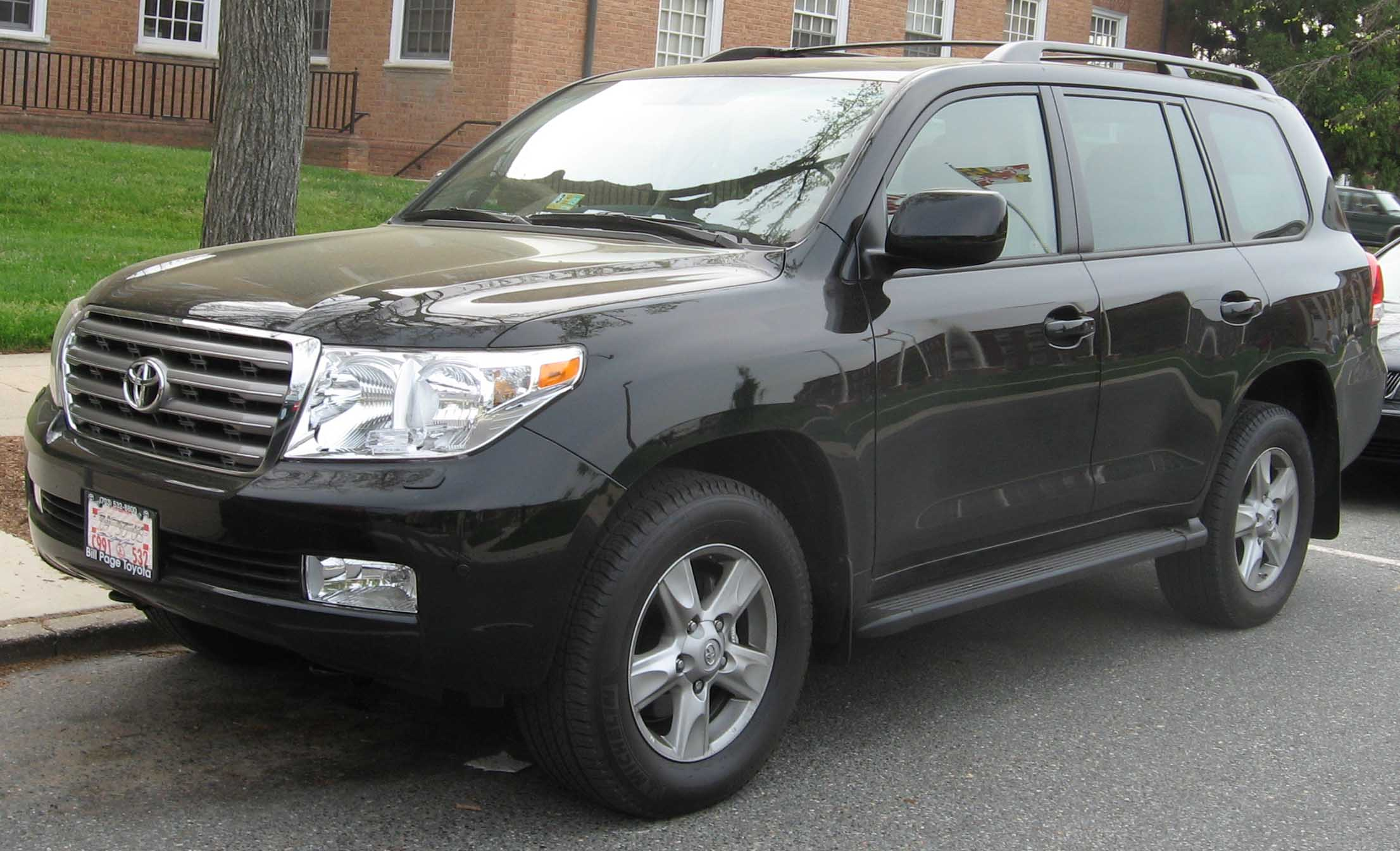
Toyota Land Cruiser SW
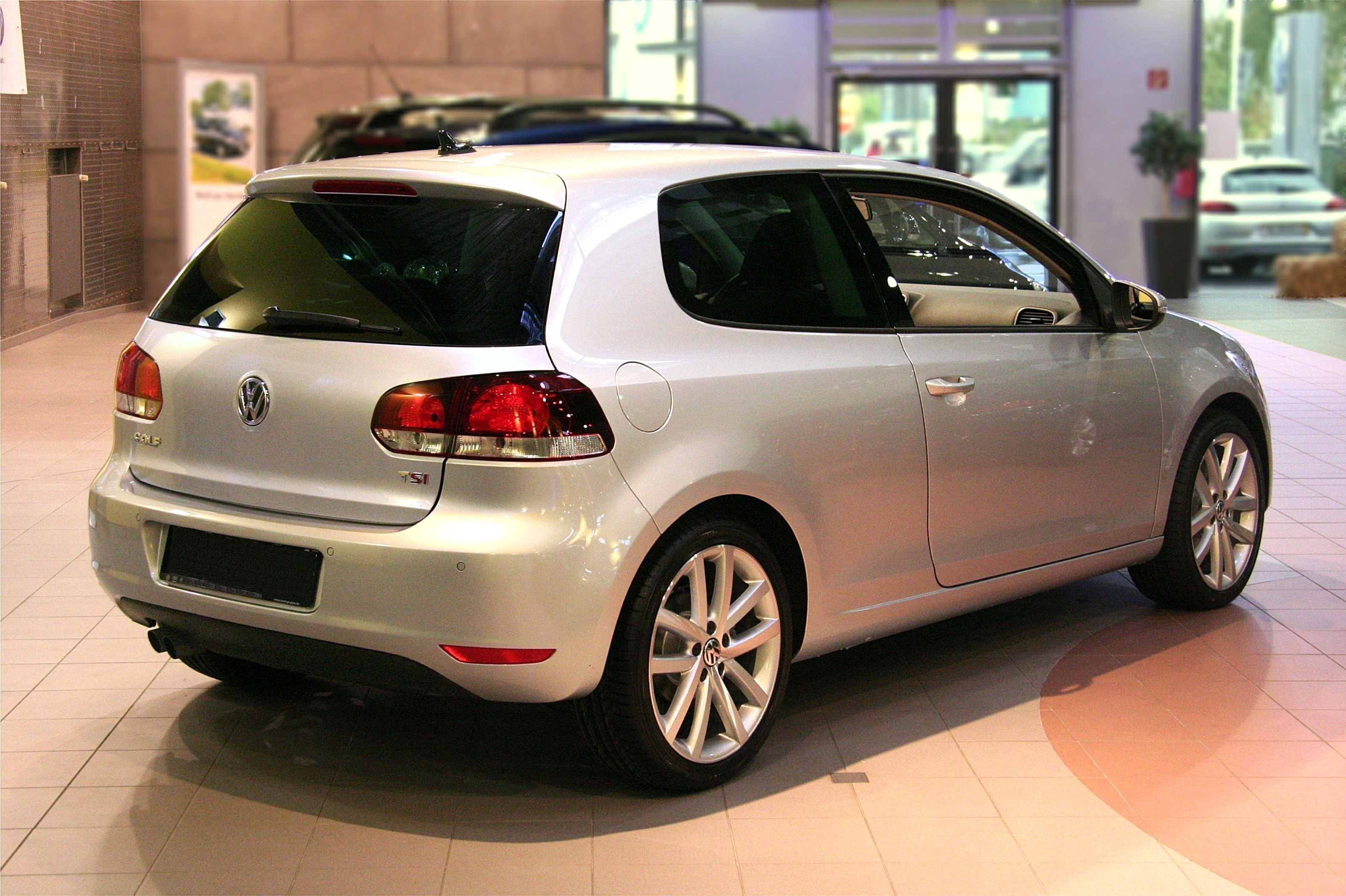
Volkswagen Golf VI 3p
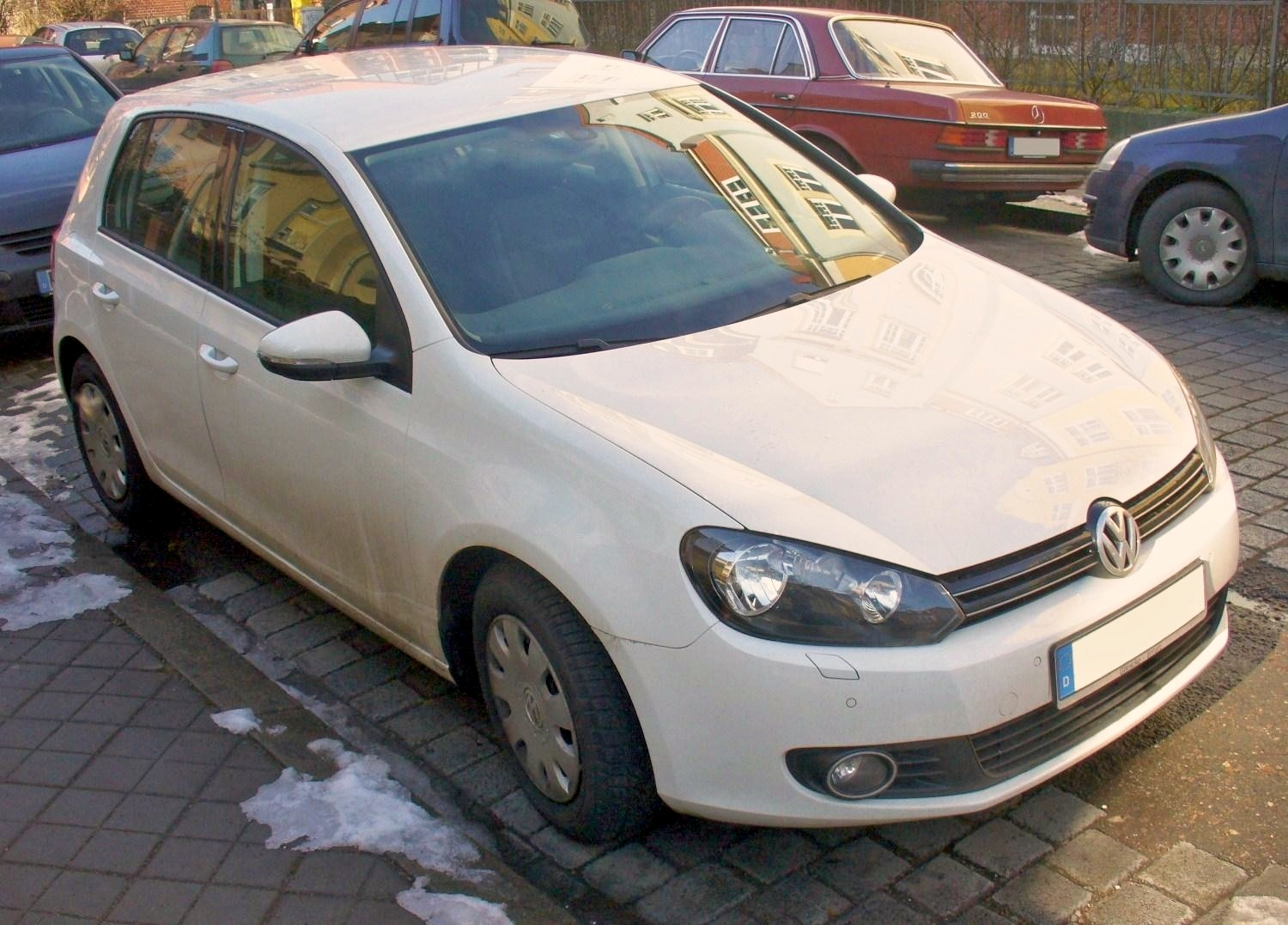
Volkswagen Golf VI 5p
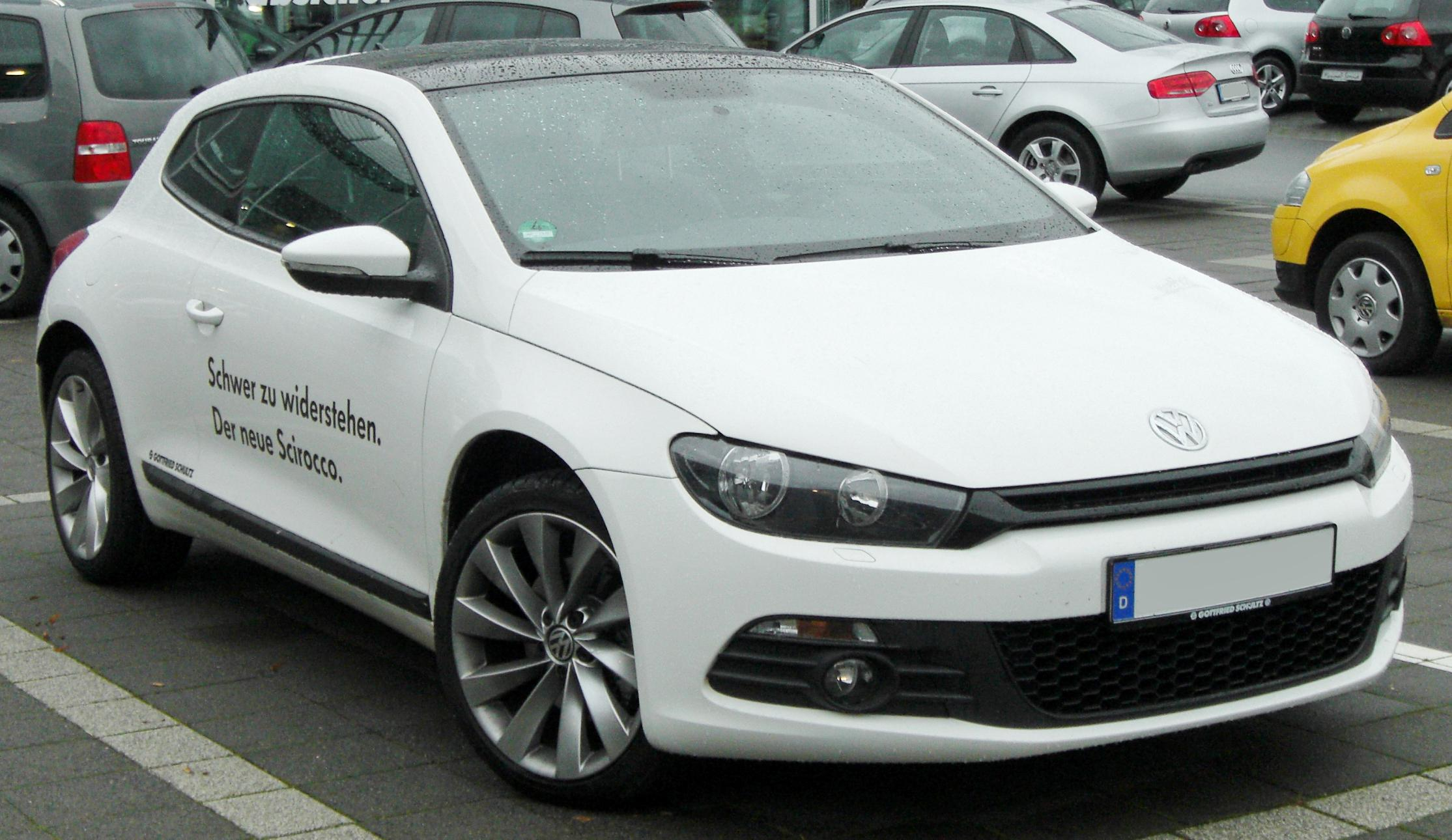
Volkswagen Scirocco III
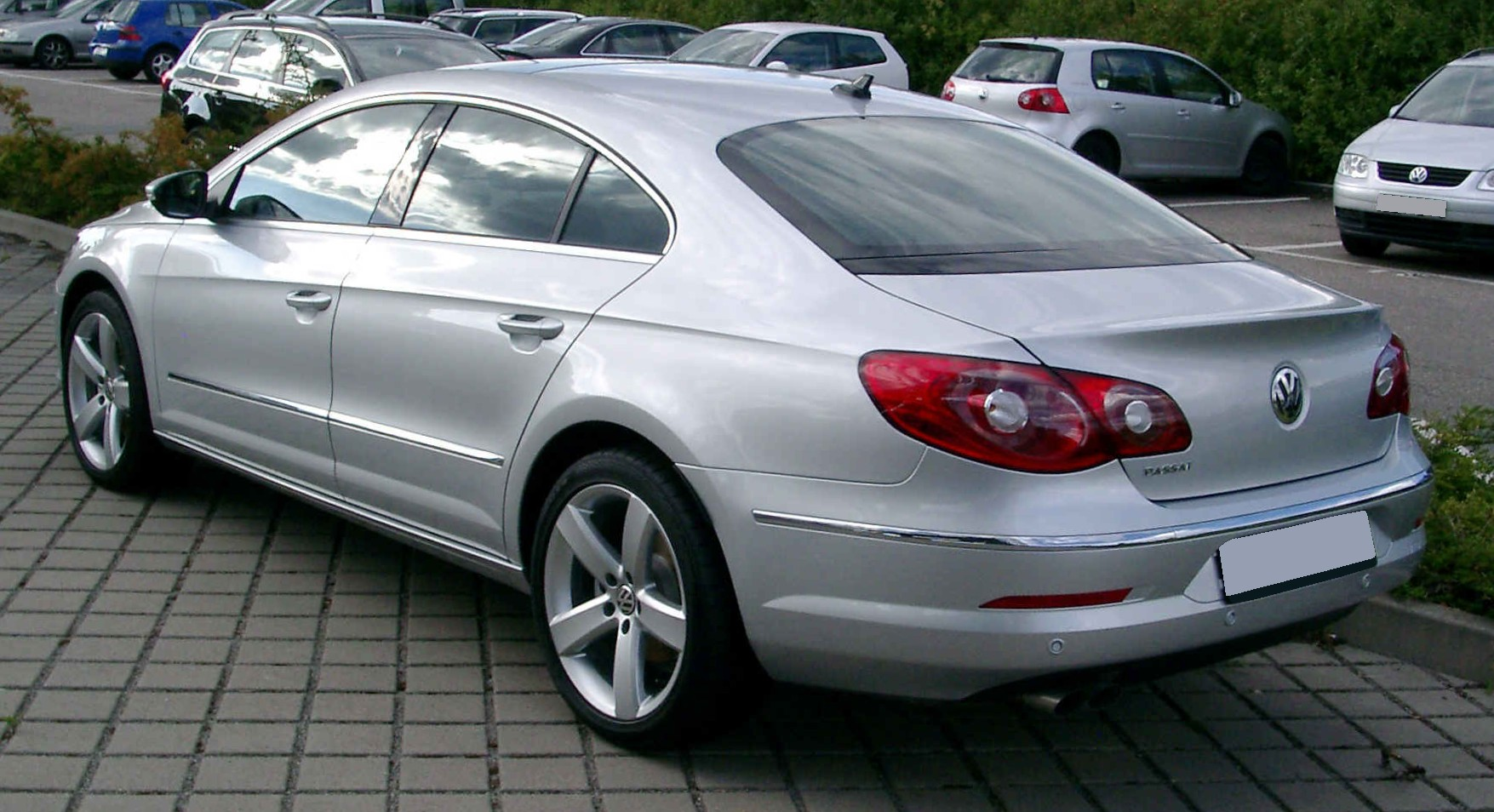
Volkswagen Passat CC
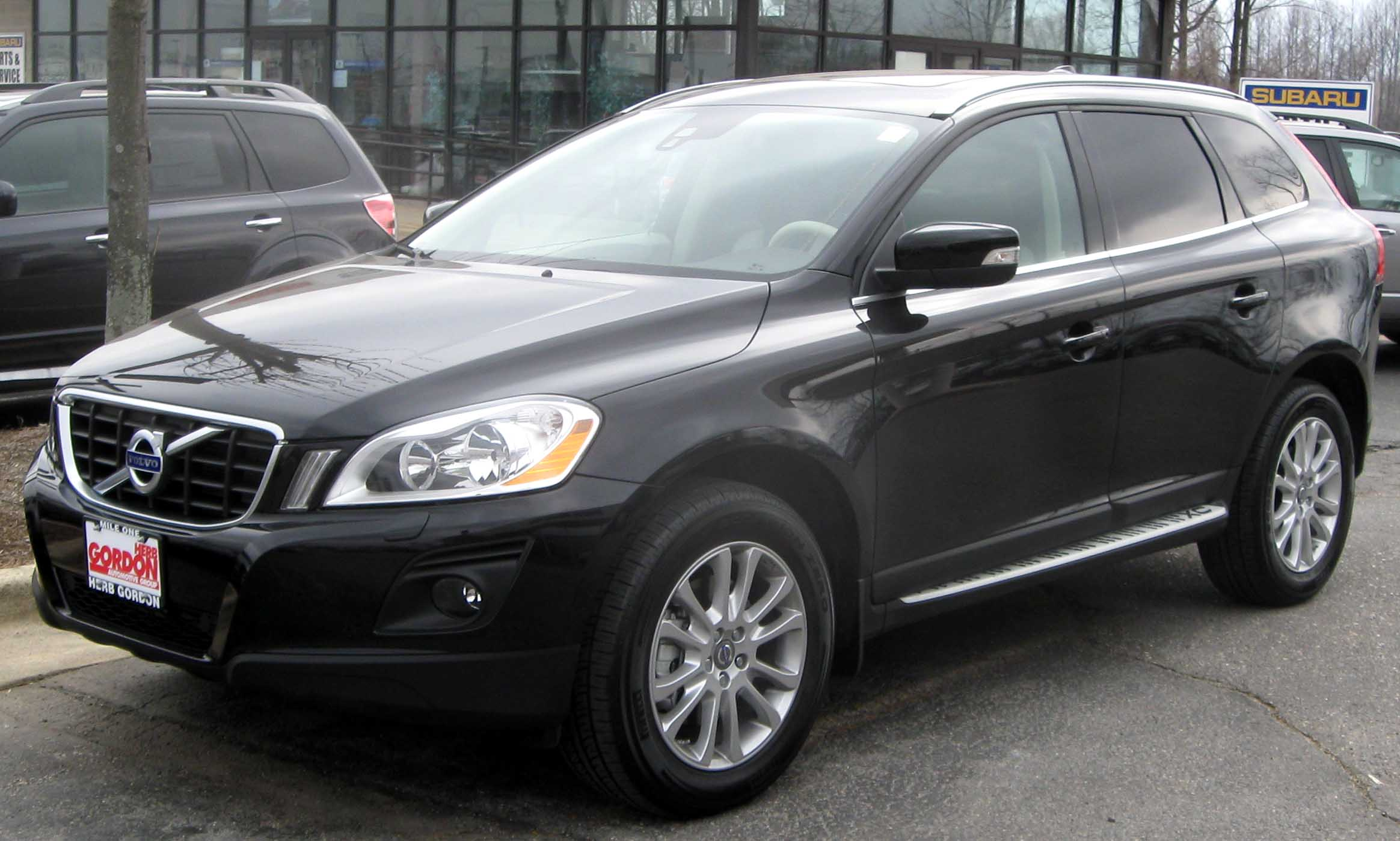
Volvo XC60

## Source
Auto-Moto, Hors-Série n°60 : "Les 3000 voitures du Monde, Édition 2009".